# 2018年のテレビ (日本)
2018年のテレビでは、2018年の日本のテレビ分野の動向についてまとめる。

## テレビ番組関係の出来事
（特に断りのない限り、視聴率はビデオリサーチ調べ、関東地区・世帯・リアルタイム。）

### 1月
- 1日 - 【バラエティ】テレビ東京系『YOUは何しに日本へ?』の新春特番として『YOUは何しに日本へ? 4時間20分スペシャル!』をこの日放送（17時55分 - 22時15分）。同特番において、番組史上最大規模の日本全国26の空港にて取材を行い、合計1294組に上る外国人観光客らへのインタビューを敢行した[1][注 1]。
- 2日
  - 【バラエティ・ドラマ】NHK総合でこの日、志村けんが探偵役に扮するコメディドラマ仕立てのコントバラエティ『志村けん in 探偵佐平 60歳』を放送（21時 - 22時）。同作品は樋口有介の小説『木野塚探偵事務所だ』を原作とする[2]。なお、この日だけで『探偵佐平』のほか『浜田と志村が遂に対決 新春!運芸会2018』（読売テレビ・日本テレビ系）『志村&鶴瓶のあぶない交遊録2018』（テレビ朝日系）と、計3本もの志村出演番組が放送される形となった[注 2]。
  - テレビ東京系
    - 【料理・バラエティ】日曜昼前に放送中の料理バラエティ番組『男子ごはん』がこの日夕方に新春スペシャルを放送（16時 - 17時55分）。MCを務める国分太一（TOKIO）と栗原心平（料理研究家）に加え、ゲストに薬師丸ひろ子（女優・歌手）、有村架純（女優）、岡村隆史（ナインティナイン）が登場。なお、この回で番組放送500回を達成した[注 3][3][4]。
    - 【ドキュメンタリー・バラエティ・特番】「日曜ビッグバラエティ」枠の人気シリーズ『池の水ぜんぶ抜く』の第6弾となる正月3時間特番『緊急SOS! 池の水ぜんぶ抜きましておめでとう2018』を放送（17時55分 - 21時）。司会はこれまでと同様田村淳（ロンドンブーツ1号2号）と田中直樹（ココリコ）が務め、満島真之介（俳優）が仕事人として出演[5]。第2部（19時 - 21時）の平均視聴率はシリーズ最高となる13.5%（関東地区・世帯・リアルタイム）を記録[6]。なお『池の水〜』は3月11日の「日曜ビッグ」枠で第7弾が放送された後、後述の通り4月より同枠にて月1回レギュラー化されている。

  - 【バラエティ】フジテレビ系『めちゃ×2イケてるッ!』の3時間半特番『めちゃ×2イケてるッ!中居&ナイナイ日本一周FINAL』を放送（18時30分 - 22時）。中居正広をゲストに迎え、人気企画「中居&ナイナイ日本一周」の完結編が放送された[7]。後述する通り番組は3月終了のため、今回が最後の新春特番となった。
- 3日
  - 【映画】テレビ朝日系にて、2016年に劇場公開され大ヒットとなった新海誠監督のアニメ映画『君の名は。』を地上波初放送（21時 - 23時7分）[8]。
  - 【紀行・バラエティ】BSフジで放送の、大杉漣（俳優）の冠旅バラエティ番組『大杉漣の漣ぽっ』の2時間スペシャルをこの日、フジテレビおよびBSフジで新春特番として放送。地上波ではこの日朝に『大杉漣の漣ぽっ 〜2018年は鎌倉を歩いて運気を上げよう!〜』（7時 - 9時、関東ローカル）[9][10][11]、BSでは『大杉漣の漣ぽっ 新春SP!!2日間、高知のハシからハシまで歩いたぜよ!?』（14時 - 15時55分）をそれぞれ放送した[10]。なお、地上波の鎌倉編はBSでも2月25日（14:00 - 16:00）に繰り上げて放送された[注 4]。
  - 【音楽】BS朝日『日本の名曲 人生、歌がある』の新春5時間生放送スペシャル（18時 - 22時54分）で、かつて『夜のヒットスタジオ』（フジテレビ系）や『料理天国』（TBS系）等で司会を務めたタレント・女優の芳村真理が、御年82歳で約30年ぶりに生放送番組の司会を担当[12]。
- 4日 -【情報・視聴率】TBS系『ひるおび!』が『午後』（11時55分 - 13時55分）および『「午前」（11時 - 11時55分）と「午後」の加重平均』において、2017年の年間（2017年1月2日から12月31日まで）平均視聴率が民放の同時間帯トップの7.1%および6.3%（いずれも関東地区・世帯・リアルタイム）を記録、同局が発表[13]。
- 6日 - 【アニメ】TBS系「アニメサタデー630・第2部」（7時00分 - 7時30分）にて、タカラトミーの企画・原作によるテレビアニメ第3弾『新幹線変形ロボ シンカリオン』を放送開始。
- 6日 - 8日・10日・13日 - 【追悼】星野仙一（元プロ野球中日ドラゴンズ選手・監督→阪神タイガース監督・シニアディレクター→東北楽天ゴールデンイーグルス監督・副会長。70歳没）が4日に死去したことを受けて、各局で星野の追悼特集番組を編成した。
  - 6日 - 【スポーツ・中京広域圏】 東海テレビの『ドラHOTプラス』は、この日の番組を当初の予定から急遽差し替えて「星野仙一さん追悼スペシャル」として放送した[14]。
  - 7日 - 【スポーツ・中京広域圏】 CBCテレビでは、日曜夕方のスポーツ情報番組『スポーツLIVE High FIVE!!』を急遽変更して追悼番組として『追悼・燃える男星野仙一 夢と感動をありがとう』をこの日の16時10分 - 17時に生放送した[15]。
  - 8日 - 【スポーツ・近畿広域圏】 朝日放送[注 5] の阪神情報番組『虎バン主義。』は、星野を偲んで「虎バン 追悼特別番組 ありがとう!星野仙一さん」をこの日の16時 - 16時58分に放送[16]。番組の進行は高野純一・川添佳穂（共に朝日放送アナウンサー）が担当した。
  - 10日 -【教養・人物】 NHK総合『ファミリーヒストリー』は、星野の死去を受け、2015年6月5日放送の「星野仙一〜父と母の生きざま 燃える男の原点」を追悼番組として急遽アンコール放送した[17][注 6]。
  - 13日
    - 【スポーツ・東海地方・北陸地方・岡山県】NHK名古屋放送局制作で、東海（中京圏・静岡）・北陸・岡山各地区のNHK総合にて『ありがとう星野仙一さん〜闘将がのこした言葉〜』（11時25分 - 11時54分）を放送。ゲストには元中日選手2名（大島康徳（元日本ハムファイターズ選手・監督）[注 7]・今中慎二。ともにNHK野球解説者）が出演[18]。17日にはBS1で全国放送（19時 - 19時29分）された。
    - 【スポーツ・ドキュメンタリー】TBSのスポーツドキュメンタリー番組『バース・デイ』（関東地区ほか）では「緊急特別企画 追悼…星野仙一さん」と題し、星野の野球人生を番組独自の秘蔵映像を交えて放送した。
    - 【トーク・近畿広域圏】関西テレビでは、2006年3月17日に星野が出演した『さんまのまんま』を16時30分 - 17時（関西ローカル）に再放送した。
- 7日
  - 【情報・バラエティ】TBS系日曜昼前の情報番組『サンデージャポン』（10時 - 11時22分、一部地域除く）は、前年末で退任した吉田明世（TBSアナウンサー）に替わって、第7代アシスタントとして、この日の放送から山本里菜（同、2017年入社）が登板[19][注 8]。
- 15日 -【バラエティ】関西テレビ制作・フジテレビ系月曜22時枠は、前年12月終了の『ちょっとザワつくイメージ調査 もしかしてズレてる?』の後番組として、新バラエティ番組『世界の村のどエライさん』を放送開始[20]。司会は山崎育三郎（ミュージカル俳優）、千鳥（漫才コンビ、よしもとCA（以下、よしもと）所属）[21]、高見侑里（フリーアナウンサー）が務める[22]。
- 18日 - 【バラエティ】日本テレビ系『ぐるぐるナインティナイン』でこの日放送された2時間SPにて「グルメチキンレース・ゴチになります!」パート19の新メンバー2名が発表され、ジャニーズ事務所所属のグループ・Sexy Zoneのメンバーの中島健人と、女優で元アイドルグループ「Rev. from DVL」（2017年解散）メンバーの橋本環奈の両名が加入[23]。なお、新メンバー発表スペシャルは2014年から4年連続で1月2日に放送されていたが、2018年は上述する裏番組の『めちゃ×2イケてるッ!』（フジテレビ系列）に出演したため、この日の放送となった。
- 19日 -【バラエティ】朝日放送[注 5]制作[注 9]『探偵!ナイトスクープ』の第3代秘書を務めていた松尾依里佳（タレント、バイオリニスト。2010年9月より在任）が出産準備のためこの日の放送をもって卒業[24]。なお当面は第4代秘書を置かず、週替わりの“見習い秘書”として局長の西田敏行（俳優）をサポートする体制となり、26日は本田望結（女優・フィギュアスケート選手）、2月2日は二階堂ふみ（女優）、9日は本仮屋ユイカ（女優）がそれぞれ登場した[25]。
- 21日 - 【バラエティ】フジテレビ系『ワイドナショー』は、この日の放送にて、出演者の東野幸治（タレント）から「アシスタントとして出演していた秋元優里（フジテレビアナウンサー）が不倫疑惑の影響（番組内では個人的な事情）で出演できなくなり、当面の間は山﨑夕貴（同）がアシスタントとして出演する」旨、伝えられた[26]。
- 23日
  - 【報道】この日午前に群馬県の草津白根山で噴火が発生したことから、NHK総合では草津白根山噴火及び前日（1月22日）の関東地方大雪の影響について報道するため『NHK正午のニュース』を通常より25分延長して12時45分まで放送した。この影響で当日の『ひるブラ』（12時20分 - 12時44分）[注 10]} が放送休止となった。
  - 【情報・報道・放送事故】日本テレビ系『ヒルナンデス!』にてこの日、13時台後半のニュースコーナーで、名古屋市北区内で発生した殺人未遂事件のニュースを伝えた際に別の事件現場の映像を誤って流すミスがあり、その後の『情報ライブ ミヤネ屋』（読売テレビ制作）のニュースコーナーでキャスターの鈴木美穂（日本テレビ報道局記者）が謝罪した[27]。
  - 【教養】朝日放送[注 5]制作・テレビ朝日系の健康教養番組『名医とつながる!たけしの家庭の医学』のアシスタントが交代（斎藤真美（朝日放送アナウンサー）→澤田有也佳（同））、この日の3時間SPから登場[28]。
- 26日 - 【アニメ】日本テレビ系の長寿アニメ『それいけ!アンパンマン』にて、前年11月に死去した鶴ひろみ（57歳没）の後任となる「ドキンちゃん」役として、冨永みーながこの日の放送から登板、現在務めている「ロールパンナ」役と兼任[29]。
- 27日 - 【教養・東京都】TOKYO MXで2008年10月から放送されてきた教養番組『西部邁ゼミナール』が、司会を務めていた西部邁（経済学者）の死去（21日没、78歳没。後述）に伴いこの日の放送をもって終了、約9年4か月の歴史に幕[30]。
- 28日 - 【スポーツ・バラエティ】フジテレビ系にて、かつて2000年 - 2010年にレギュラー放送され、2017年まで期首特番として不定期放送されていた『ジャンクSPORTS』が8年ぶりに日曜19時 - 19時57分にレギュラー番組として復活、この日の3時間スペシャル（ - 21時54分、117分後拡大）から放送開始。司会は番組開始当初から務めている浜田雅功（漫才師、ダウンタウン）が続投、新たに永島優美（フジテレビアナウンサー）が進行役に就任[31]。
- 31日 - 【報道】テレビ朝日系『報道ステーション』金曜日スポーツコーナー担当の寺川綾（元水泳選手）が、この日（水曜）の同番組スポーツコーナーに出演、「2月1日より（第2子妊娠による）産前産後休業に入るため、しばらく番組から離れる」ことを表明した[32]。

### 2月
- 4日
  - 【キッズ】フジテレビ系日曜朝の子供番組『GO!GO!チャギントン』の「チャギントンナビゲーター」が5代目・鈴木唯（フジテレビアナウンサー）から6代目・海老原優香（同）に交代、この日から登場[33]。
  - 【アニメ】朝日放送テレビ制作・テレビ朝日系日曜8時30分枠のアニメ『HUGっと!プリキュア』（東映アニメーション制作）放送開始（ - 2019年1月27日）。プリキュアシリーズ15周年記念作品。
  - 【スポーツ】フジテレビ系にてこの日、プロボクシング・WBC世界フライ級タイトルマッチ「比嘉大吾VSモイセス・フェンテス」戦（沖縄県那覇市・沖縄県立武道館）[34] の模様を生中継（20時 - 21時）[35]。
- 5日 - 【バラエティ】テレビ朝日系列『天才キッズ全員集合〜君ならデキる!!〜』（2017年10月16日 - ）がこの日の放送をもって約5か月で終了[36][注 11]。
- 6日 - 【紀行】北陸地方を中心にした記録的な大雪の影響により、この日石川県金沢市から生中継を予定していたNHK総合『ひるブラ』は急遽7分繰り下げ・短縮の上、生中継を中止し、前年9月18日に放送した新潟県長岡市の回をアンコール放送した[37]。
- 7日 - 【スポーツ・報道・人物】テレビ朝日系でこの日19時 - 20時54分の枠にて[注 12] 緊急特別番組『独占緊急特報!!貴乃花親方105日沈黙破りすべてを語る』を放送[38]。平均視聴率は13.6%（関東地区・世帯・リアルタイム）で、同時間帯第1位を獲得する高視聴率を記録した[39]。しかしこの特番について日本相撲協会は「協会に無許可で放送しており、肖像権侵害に該当する」として同局に対して対応を検討するとコメント[40]。翌8日に行われた再発防止検討委員会の会見については、同局の取材を拒否した[41]。一方同局社長の角南源五は27日に行った定例会見でこの特番について報道番組との認識であり、極めて正当性の高いものであると主張した[42]。
- 8日 - 25日 - 【オリンピック】 韓国・江原道平昌にて平昌冬季オリンピック開催、NHK・民放各局（JC）で連日中継放送。
- 8日 - 【情報】この日のフジテレビ系『とくダネ!』で平昌五輪関連の特集の際、中継出演したプロスキーヤー・登山家で元モーグル日本代表の三浦豪太を紹介の際、三浦の父であり同じくプロスキーヤー・冒険家の三浦雄一郎を誤って「故人」とする字幕を表示し、直後に司会の小倉智昭（フリーアナウンサー）が謝罪した[43][注 13]。
- 21日 - 【バラエティ・事故】関西テレビのバラエティ番組『お笑いワイドショー マルコポロリ!』（日曜昼、一部地域にネットあり）にて、この日のスタジオ収録にて、白井（お笑いコンビ・大自然）が液体窒素を用いてアイスクリームを作製する実験を行っていた際に左脇腹を、ほんこん（タレント）が砂糖と重曹の燃焼実験を行っていた際に腹部をそれぞれ負傷する火傷事故が発生した[44]。両名ともに全治2週間程度の受傷であったが、同局側はこの事故を受けて両名に謝罪した[44]。
- 22日 - 【編成】BSジャパンはこの日「猫の日」にちなみ、この日12:56から約9時間[注 14] にわたり『BSニャパン』として、ネコにまつわる番組を中心とした特別編成を実施。田中要次（俳優）が一日宣伝部長を務め、田中主演のドラマ『猫とコワモテ2』（21:00 - 21:54）などの番組を放送した[45]。
- 22日・24日・25日 -【追悼】21日未明に急逝した俳優・大杉漣（66歳没）の死去を受け、各局で大杉の追悼番組を編成（「大杉漣#死後」「大杉漣の漣ぽっ#大杉の死とその後」も参照）。
  - 22日
    - 【トーク】テレビ朝日系『徹子の部屋』はこの日の放送予定を急遽変更し、大杉の追悼特集を放送した[46]。
    - 【バラエティ】大杉が晩年レギュラー出演していた日本テレビ系『ぐるぐるナインティナイン』ではこの日『ゴチ2時間SP』（19時 - 20時54分、2月12日収録）が予定通り放送され[47]、番組内に大杉を追悼するコメントのテロップを番組冒頭および最後に表示[48][49][50][51]。なお、同SPの平均視聴率は16.6%（関東地区・世帯・リアルタイム）を記録した[51][注 15]

  - 24日 - 3月24日 - 【編成・CS】スカパー!では、大杉が出演したテレビドラマ・映画を1か月に亘って特集放送した[52]。
  - 24日
    - 【トーク】BS朝日でこの日、上述の『徹子の部屋』の大杉追悼特集（テレビ朝日系・22日放送）および、『ザ・インタビュー〜トップランナーの肖像〜』の大杉が出演した回（2016年3月19日放送）をそれぞれ再放送した（13時30分 - 14時に前者を、続けて14時 - 15時に後者を放送）[53][注 16]。
    - 【バラエティ・大阪府】テレビ大阪（TVO、テレビ東京系）ではこの日14時25分 - 15時55分の枠にて、2017年7月30日（29日深夜）に放送されたロケバラエティ『夜あそびTKO〜大人の異業種交流会』を再放送した[54]。

  - 25日
    - 【ドキュメンタリー・大阪府】テレビ大阪ではこの日未明（24日深夜）0時56分 - 2時27分の枠で『シリーズ 13億人の深層第3章 天空の教室〜中国・四川省・標高3000mの希望〜』（2009年12月31日、テレビ東京系列で放送。ナレーションを担当）を再放送した[54]。
    - 【トーク】フジテレビ・関西テレビではこの日『さんまのまんま』（関西テレビ制作）で大杉が出演した回（2003年1月17日、関西テレビで放送）を再放送した[55]。
- 25日 -【バラエティ・北海道】札幌テレビ（STV、日本テレビ系）のローカルバラエティ番組『1×8いこうよ!』（日曜16時55分 - 17時25分、一部地方局で遅れネット放送あり）にて、2016年1月より健康上の理由で番組を休演していた木村洋二（同局アナウンサー）がこの日の放送で2年ぶりに復帰し、大泉洋（俳優・タレント）と再会の共演を果たした[56]。
- 26日 - 【教養・バラエティ】NHK総合の教養バラエティ番組『超絶 凄ワザ!』（NHK名古屋放送局制作、2014年4月 -、2017年度は月1回）が、この日の放送をもってレギュラー放送を終了。2018年度からは単発番組として放送。

### 3月
- 1日 - 【スポーツ】日本テレビ系にて、『ワールドプレミアムボクシング27 The REAL』と題して、WBC世界バンタム級タイトルマッチ「ルイス・ネリ（ メキシコ）対山中慎介（帝拳ジム）」戦の模様を両国国技館から生中継（19時56分 - 20時54分）。なおこの試合後、ネリにTKO負けした山中が現役引退を発表した[57]。また、地上波放送前にBS日テレにて、岩佐亮佑（セレスボクシングスポーツジム）の初王者防衛戦のIBF世界スーパーバンタム級タイトルマッチ、対エルネスト・サウロン（ フィリピン）戦（18時 - 19時55分）が放送された。
- 2日 - 【お笑い】NHK大阪放送局制作、近畿2府4県のNHK総合にて、恒例の漫才特番『第48回NHK上方漫才コンテスト』を生放送。よしもと所属の若手漫才コンビ、アインシュタインが優勝した[58]。
- 3日 - 【報道】読売テレビ制作・日本テレビ系土曜朝の報道番組『ウェークアップ!ぷらす』では、前週の放送を以て産休のため降板した坂木萌子（2013年4月より在任）と森麻季（同）[59] の後任のアシスタントキャスターとして、諸國沙代子（読売テレビアナウンサー）がこの日より就任[59]。
- 3日・4日 - 【スポーツ】稲葉篤紀監督率いる野球日本代表（侍ジャパン）の強化試合「日本対オーストラリア戦」（3日・ナゴヤドーム、4日・京セラドーム大阪）を、テレビ朝日系（3日）およびTBS系（4日）にてそれぞれ生中継した。
- 4日 - 【スポーツ】フジテレビ系『ニチファミ!』（日曜19時57分 - 21時54分）にて『世界スプリントスピードスケート選手権大会2018』（ 中国・長春、3日・4日）の模様を生中継[60] した。
- 6日 -【お笑い】関西テレビ制作・フジテレビ系にて、恒例のピン芸人No.1決定戦『R-1ぐらんぷり2018』がこの日生放送[61] され、濱田祐太郎（よしもと所属）が第16代チャンピオンに輝いた[62]。
- 9日〜18日 - 【スポーツ】韓国・江原道平昌にて平昌パラリンピック開催、NHK総合・BS1にて連日中継。
- 10日・11日 - 【報道】東日本大震災から11日で7年を迎え、NHK総合では両日に関連特集番組を編成[63] のほか、11日には民放各局でも14時前後に震災特別番組を放送した。また、東北3県の各局では両日に報道特別番組を放送した。
- 10日 - 【将棋】NHK BS1にて、2月17日に行われた『第11回朝日杯将棋オープン戦』[注 17]で、六段・藤井聡太と、竜王・羽生善治の公式戦初対局となった準決勝を再現した特別番組『プレーバック2.17 羽生善治VS.藤井聡太 最強の極意』（23時 - 23時50分）を放送[66]。
- 11日 - 【音楽】テレビ朝日系『今夜、誕生!音楽チャンプ』（2017年10月8日 - ）が半年でレギュラー放送終了[67]。4月以降は単発特番に移行、タイトルも『音楽チャンプ』と改題して放送。
- 17日 - 【紀行・バラエティ】TBS系にてこの日、同局でこれまでに放送した世界各国を旅する紀行番組を回顧した特番『世界ふしぎ大冒険!』を放送（19時 - 21時）。司会は同局の長寿クイズ番組『世界・ふしぎ発見!』の解答者を長年務めている黒柳徹子（女優・タレント・司会者）と、ムロツヨシ（俳優）、安住紳一郎（TBSアナウンサー）のトリオが担当。またVTRゲストとしてビートたけしらが出演した[68]。
- 18日 - 22日 - 【トーク・特番】キー局系民放BS5局（BS日テレ・BS朝日・BS-TBS・BSジャパン・BSフジ）にて5局制作共同特別番組『池上彰の5夜連続BIG対談』を放送。池上彰（ジャーナリスト）が5回にわたり、各界の著名人と対談。対談ゲストは橋田壽賀子（脚本家。BSフジ、18日）、美輪明宏（歌手・俳優。BS朝日、19日）、磯田道史（歴史学者。BS-TBS、20日）、ビートたけし（お笑いタレント・俳優・映画監督。BSジャパン、21日）、久米宏（フリーアナウンサー・司会者。BS日テレ、22日）の5名が出演した[69]。
- 20日 - 【情報・バラエティ】関西テレビ制作・フジテレビ系で土曜朝に放送されている情報バラエティ番組『にじいろジーン』が放送10周年を記念してこの日、2時間スペシャル『10周年だよ!にじいろジーン 世界で大変身SP!!ハリウッド女優(秘)プライベートから豪邸リフォームまで全部見せます!』を放送（21時 - 22時48分）[70]。
- 21日 - 【教養・特番】大阪府吹田市の万博記念公園にある岡本太郎（芸術家、1911年 - 1996年）作の「太陽の塔」が約半世紀ぶりに再生・一般公開されたのを機に、NHK BSプレミアムにてこの日19時より特番『完全中継 復活 太陽の塔』を放送（「スーパープレミアム」枠、2部構成（19時 - 20時・20時 - 21時））[71]。
- 22日 - 【バラエティ】フジテレビ系『とんねるずのみなさんのおかげでした』（木曜21時台、1997年6月 - ）がこの日をもって最終回、約20年9か月に及ぶ一連の『とんねるずのみなさん』シリーズ[注 18] の歴史に幕[72]。最終回エンディングではとんねるずが1991年のヒット曲「情けねえ」を歌詞を一部可変して熱唱し幕を閉じた。
- 23日 - 【スポーツ】テレビ朝日系にて、サッカーの国際強化試合で、ヴァイッド・ハリルホジッチ監督（当時）率いる日本代表のW杯ロシア大会代表発表前最後の一戦となる「日本対マリ」戦を地上波独占生中継（21時 - 23時20分）[73]。
- 24日
  - 【報道】 NHK総合『週刊ニュース深読み』（8時15分 - 9時30分、2011年1月15日[注 19] - ）は、この日の放送を最後に7年2ヶ月の歴史に幕[74]。
  - 【音楽・トーク・特番】NHKラジオ第1放送で放送されていたラジオ番組で、NHKアナウンサーが自らの趣味・嗜好を語り尽くすトーク番組『アナウンサーのディープな夜』（2017年4月 - 2018年3月）のテレビスペシャル版がこの日の23時25分 - 24時に放送。司会はラジオ版と同様増田英彦（タレント、ますだおかだ）と雨宮萌果（NHKアナウンサー）が務め、『ギター』をテーマにマーティ・フリードマン（アメリカのギタリスト）がゲストとして登場、武田真一、永井伸一、高山哲哉のアナウンサー3名がギターの魅力を語り、武田は自ら『ブラックバード』（ザ・ビートルズ）のギター演奏を披露[75]。またVTRで久保田祐佳、杉浦友紀の女性アナウンサー2名も出演してギターへの思い入れを語った。
- 25日
  - 【スポーツ】NHK総合『サタデースポーツ』『サンデースポーツ』両スポーツニュース番組のキャスターを務めた杉浦友紀が、この日の『サンデー〜』を最後に5年間担当した番組を卒業[74]。
  - 【バラエティ】日本テレビ系『行列のできる法律相談所』でこの日、中居正広（元SMAP、タレント・俳優・司会者）が同番組に「サプライズMC」として初登場した[76]。
  - 【報道】テレビ朝日系『サンデーステーション』がこの日をもってゴールデンタイム（20時54分 - 21時54分）での放送を終了（ただし、枠移動・拡大前最終回は136分繰り下げ〈23時10分 - 翌0時10分〉）、僅か1年でゴールデンタイムから撤退。翌週4月1日からは日曜夕方（16時30分 - 18時）に枠移動・拡大。
  - TBS系
    - 【情報・バラエティ】TBSほか『ランク王国』（1995年10月 - ）がこの日未明（24日深夜）の放送をもって終了、22年半（23年間）の歴史に幕[77]。
    - 【紀行・バラエティ】CBCテレビ制作日曜23時30分 - 翌0時枠で放送されていた旅バラエティ『旅ずきんちゃん 〜全日本のほほ〜ん女子会〜』（2013年4月 - ）が終了、5年間の歴史に幕[78]。

  - フジテレビ系
    - 【スポーツ】日曜11時15分 - 11時45分枠のスポーツバラエティ『ミライ☆モンスター』の初代MCを4年間務めた高橋みなみ（歌手・タレント、元AKB48）がこの日の放送を最後に番組を卒業[79]。
    - 【バラエティ】フジテレビほか一部の同系列局で日曜正午枠の渡辺プロダクション制作のロケバラエティ番組『ウチくる!?』（1999年4月 - 。この番組まで12:00 - 13:00）が同日放送の90分拡大SP（12時 - 13時30分）をもって、19年間の歴史に幕[80]。

  - BSフジ
    - 【キッズ】1973年4月2日にフジテレビ系で『ひらけ!ポンキッキ』（ - 1993年9月）として開始、以後、タイトルや放送形態を変えながら継続し、近年はBSフジで放送されてきた子供向け番組『ポンキッキーズ』（1993年10月 - 2001年3月、2005年4月 - 2006年3月、2017年4月 - ）が9年半、ならびに45年続く長寿となった一連の『ポンキッキシリーズ』の歴史に幕[注 20][81]。
    - 【バラエティ】『カンニングのDAI安☆吉日!』（2006年4月 - ）がこの日の40分拡大スペシャル（23時20分 - 翌0時00分）をもって、約12年間[注 21] に亘る歴史に幕。
- 26日
  - 【報道・気象・活動再開】日本テレビ系『news every.』お天気コーナーにて、頸椎損傷の大怪我により前年10月末から休演中だった木原実（気象予報士）がこの日から復帰[82][83][84]。
  - 【報道】インターネット配信業者DHCテレビジョン[注 22] 制作の報道・討論番組『ニュース女子』について、ネット局の1つであるTOKYO MXでは諸問題を受け、この日の放送を最後に打ち切り終了。
- 27日
  - 【報道】この日、衆参両院の予算委員会で行われた、学校法人「森友学園」への国有地売却に関する財務省決裁文書の改竄 (森友学園問題) をめぐり、改竄された文書の国会提出時に財務省理財局長だった佐川宣寿前国税庁長官に対する証人喚問の模様を、同日のNHK総合のニュース（参議院・9時20分 - 11時54分、衆議院・13時50分 - 16時20分）や、テレビ東京を除く民放キー4局の報道・情報番組（一部の番組を内容変更・拡大）などで生中継した。
  - 【情報】日本テレビ系『ZIP!』火曜日パーソナリティを2011年4月の番組開始から出演してきたMAKIDAI（EXILE、PKCZ）がこの日の放送を最後に番組を卒業[85][86][87]。同日エンディングでは後任となる山下健二郎（三代目 J Soul Brothers from EXILE TRIBE）へのバトンタッチが行われた[88]。
  - 【アニメ】NHK Eテレのアニメ『ねこねこ日本史』第64話（2月28日放送）に、デーモン閣下（聖飢魔IIのヴォーカリスト、タレント）に似た高杉晋作のキャラクターを、事前に相談せずに登場させたとして、NHKが同番組のHPで謝罪。登場方法や演出方法について、デーモン閣下や関係者に十分に相談しなかったと説明したうえで改めてお詫びするとともに「今後このようなことが無いよう、一層留意してまいります」とした[89]。
- 28日 
  - 【紀行】NHK総合平日昼の紀行バラエティ番組『ひるブラ』（2011年4月25日 - ）がこの日の放送を最後に6年11ヶ月（7年間）に亘る放送に幕（後述の『旬感☆ゴトーチ!』へリニューアル）[90][91]。
  - 【バラエティ・紀行】香取慎吾（2016年まではSMAP）出演のフジテレビ系旅バラエティ番組『おじゃMAP!!』（水曜19時台、2012年1月25日 - ）がこの日の3時間SP（19時 - 21時54分）をもって、6年2か月の歴史に幕[92]。最終回SPではメインを務めた香取・山崎弘也（アンタッチャブル）コンビのイタリアでの二人旅の模様を放送した[93]。同番組の終了により、この時点では香取のテレビレギュラーは一本もなくなった[94][注 23]。
- 29日
  - 日本テレビ系
    - 【報道】平日夕方のニュース番組『news every.』に2010年4月の放送開始より木曜日コメンテーターとして出演していた鎌田實（諏訪中央病院名誉院長、作家）が、この日の放送を最後に番組を卒業。同日の放送では「生きるヒント 今伝えたい心に残る"言葉"」と題した特集を放送した。
    - 【バラエティ】『得する人損する人』同日放送の2時間SP（19時 - 20時54分）をもって、坂上忍（タレント・俳優・司会者）が同番組のレギュラーを卒業。同じくして「家事えもん」こと、タレントの松橋周太呂が結婚したことを番組内で発表[97]。

  - 【地域報道・大阪府】テレビ大阪の月 - 木曜夕方枠（17時15分 - 17時30分）のニュース番組『ニュースリアルKANSAI』（2015年3月30日 - ）が、この日の放送を最後に3年間の歴史に幕[98]。
  - 【地域報道・情報・熊本県】熊本県民テレビ（KKT、日本テレビ系）平日夕方枠の長寿ローカルニュース・情報ワイド番組『テレビタミン』（16時50分 - 19時。1997年 - ）が、この日の放送を最後に現行タイトルでの21年間の歴史に幕を下ろし、1997年の番組開始から21年間キャスターを務めた村上美香（KKTアナウンサー）と本橋馨[注 25]（同）がそろって勇退[99]（翌30日は「巨人×阪神」開幕戦中継に伴う特別編成のため、休止となった）。
- 30日
  - 【情報】NHK総合の朝の情報番組『あさイチ』で、2010年4月の番組開始から初代キャスターを務めた、井ノ原快彦（V6/20th Century、歌手・俳優）と有働由美子（NHKアナウンサー、当時）のコンビと、同じくレギュラーを務めた柳澤秀夫（NHK解説委員、当時）の計3名が同日放送を最後にそろって番組を卒業[100][101][102]。同日は、翌週から第2代目キャスターに就く博多華丸・大吉（漫才コンビ、よしもと所属）と近江友里恵（NHKアナウンサー）がゲストに登場し「引き継ぎの極意」をテーマに放送[103]。なお放送中に東北・関東地方で震度4の地震が発生したが、ニュースによる一時中断のみで特に番組への影響はなく、予定通り終了した。また、有働はこれがNHK在職中最後のレギュラー出演となった。
  - 日本テレビ系
    - 【報道・情報】平日早朝の報道情報番組『Oha!4 NEWS LIVE』（日テレNEWS24制作、一部地域を除く）の木・金曜キャスターを務めた後藤晴菜（日本テレビアナウンサー）と、気象情報を担当した榊菜美（気象予報士、元北海道文化放送アナウンサー）がこの日の放送をもって番組を卒業した[104]。
    - 【情報】平日朝の情報番組『スッキリ』のクイズコーナー「エンタまるごとクイズッス!」の金曜担当「天の声」を務めた柳原可奈子（お笑いタレント、2009年4月より在任）がこの日の放送を最後に勇退[105]。
    - 【情報】読売テレビ制作のワイドショー『情報ライブ ミヤネ屋』では、コメンテーターとして出演していたタレントの春香クリスティーンがこの日の放送をもって卒業[106]。
    - 【スポーツ】日本テレビ系列のプロ野球中継は、2018年度よりタイトルを『Fun!BASEBALL!!』とし、地上波・BS日テレ・CS放送日テレジータスの3波で中継を実施（地上波・日本テレビは19試合を放送）[107]。同日はセ・リーグ公式戦開幕戦として東京ドームで開催の「巨人×阪神」戦を地上波全国ネット（17時50分 - 19時・19時 - 21時4分。一部地域はカード差し替え）及び日テレジータスで放送。

  - 【報道・情報】TBS系平日早朝の報道情報番組『あさチャン!』は、この日の放送を最後にコメンテーターを務めた鎌田靖（ジャーナリスト）、ニュースリーダーを務めた宇垣美里（TBSアナウンサー）、エンタメ・トレンド情報担当の伊東楓（同）が番組を卒業[108]。
  - フジテレビ系
    - 【報道・情報】フジテレビと同系列局の一部で放送の『めざましテレビ アクア』（2014年3月31日 - ）が4年間にわたる放送を終了し、フジテレビの早朝の報道番組としても『めざにゅ〜』（2003年10月 - 2014年3月）以来14年半（15年間）の歴史に幕[109]。
    - 【情報・ワイドショー】朝の情報番組『情報プレゼンター とくダネ!』のアシスタントキャスターを務めた梅津弥英子（2014年3月24日より在任）と海老原優香（2017年10月より在任）、番組リポーターを務めた木下康太郎、内野泰輔の4名（以上、フジテレビアナウンサー）がこの日の放送をもって番組を退いた[110]。
    - 【報道】昼の老舗ニュース番組『FNNスピーク』（1987年10月 - ）がこの日の放送を最後に終了、30年半（31年間）の歴史に幕。また、夕方ニュース『みんなのニュース』（2015年4月 - ）も3年間の歴史に幕（後述の『プライムニュース』シリーズ開始に伴う。ただし週末版『FNNスピークWeekend』・『FNN みんなのニュース Weekend』は4月1日まで）。

  - 【報道】BSフジ『BSフジLIVE プライムニュース』で2009年4月の番組開始以来、製作総指揮・編集長及びアンカーマンを務めた反町理（フジテレビ報道局解説委員長）が、4月からの地上波『プライムニュース イブニング』（後述）への栄転に伴い、同日放送分を以て約9年間の同番組担当に幕[111]。
  - 【地域報道・東海三県】NHK名古屋放送局を中心に東海三県（愛知県・三重県・岐阜県）エリアにて放送されてきた夕方枠（18:10 - 19:00）ローカルニュース番組『ほっとイブニング』（2001年4月 - ）がこの日で終了、17年間の歴史に幕[112]。
  - 【地域報道・大阪府】テレビ大阪では、金曜夕方枠（17時15分 - 17時55分）の『金曜報道スペシャル』（2017年4月7日 - ）もこの日をもって終了、こちらは1年で幕[98]。テレビ大阪ではこの週だけで『リアル』『金曜報道』といった夕方ニュース2本が消滅した。
  - 【地域報道・福岡県】九州朝日放送（KBC、テレビ朝日系）の夕方の老舗ニュース番組『KBCニュースピア』（1992年10月 - ）がこの日の放送をもって終了、25年半（26年間）の歴史に幕[113]。
- 31日
  - 【バラエティ】草彅剛（2016年までSMAP）出演のテレビ朝日系『『ぷっ』すま』（土曜〈金曜深夜〉0時50分 - 1時20分[注 26]、1998年10月 - ）がこの日（30日深夜）をもって終了、ネオバラエティ（月曜→火曜）時代から通算して20年間の歴史に幕[114][115]。
  - 【情報】TBS系（一部地域は未ネット）『王様のブランチ』で2016年4月からレギュラー出演していた女性お笑いコンビのおかずクラブ（よしもと所属）がこの日をもって番組を卒業[116]。
  - フジテレビ系
    - 【情報】土曜朝の情報番組『めざましどようび』にてメインキャスターを務めた長野美郷（2014年4月より在任）[117]、お天気キャスターを務めた篠原梨菜（2017年4月より在任）が、それぞれこの日の放送を以て番組を卒業[118]。
    - 【バラエティ】『めちゃ×2イケてるッ!』（土曜20時台、1996年10月 - ）がこの日最終回[119]。同日は『めちゃ×2イケてるッ! 最後はみんなで空高く舞い上がれ〜スペシャル!!』と題し、歴代最長の5時間10分にわたる特番（18時30分 - 19時・19時 - 21時・21時 - 23時40分[92]）として放送、平均視聴率は第1部が7.5%、第2部が9.0% 、第3部が10.2%（ビデオリサーチ調べ、関東地区・世帯・リアルタイム）を記録し[120]、21年半（22年間）[注 27] に亘る長い番組の歴史に幕を下ろした。
- 31日・4月1日
  - 【クイズ・バラエティ・特番】TBS系にて改編期恒例の大型クイズ特番『オールスター感謝祭'18春』を31日夜に放送（18時30分 - 19時・19時 - 23時48分[注 28]）『感謝祭』の司会はこれまでと同様、今田耕司と島崎和歌子（タレント）が担当。続いて、4月1日（31日深夜）にはスピンオフとして『オールスター後夜祭'18』（0時58分 - 2時58分、一部地域除く）が放送され、司会は有吉弘行（タレント）と高山一実（乃木坂46）が務めた[121]。また10月6日にも『〜'18秋』を放送（18時30分 - 19時・19時 - 23時48分[注 28]）、7日（6日深夜）には春に続くスピンオフ第2弾となる『〜後夜祭'18秋』を放送（1時3分 - 、一部地域除く）。『後夜祭』の司会は前回同様、有吉と高山が続投[122]。
- 31日・4月2日
  - 【スポーツ・報道】日本テレビ系『Going!Sports&News』では恒例のお天気キャスター交代を実施、土曜版担当は大石絵理（タレント）→水谷果穂（女優）に、日曜版担当は水上京香（女優）→トラウデン直美（モデル）にそれぞれ交代。水谷は31日、トラウデンは4月2日（1日深夜[注 29]）放送分よりそれぞれ就任[123]。

### 4月

#### 4月上旬
- 1日
  - NHK
    - 【ドラマ・特番】大河ドラマ『西郷どん』（総合・BSプレミアム）はこの日、ドラマとしての放送を休止し、特番として『「西郷どん」スペシャル 〜西郷どんと斉彬 密着120日〜』を放送。なお、7月8日には特番第2弾として『「西郷どん」スペシャル第2弾 〜いざ革命へ!西郷と4人の男たち〜』が放送された（→2018年のテレビドラマ (日本)#主な動向も参照）。
    - 【スポーツ】総合テレビの『サンデースポーツ』は、この日の放送より2020年東京オリンピックを見据えて日本のスポーツの"今"を掘り下げる番組内容に一新、番組タイトルも『サンデースポーツ2020』と改め、メインキャスターとして大越健介（NHK報道局記者、野球大学日本代表元選手）が登板、サブキャスターとして『サタデースポーツ』担当の副島萌生がそれぞれ就任[74][124]。またレギュラーリポーターとして畠山愛理（元新体操日本代表選手）が新加入[125]。なお同番組は放送時間が従前より10分拡大となる21時50分 - 22時50分の60分枠に移行[74][124]。

  - 【バラエティ・お笑い】日本テレビ系の長寿演芸番組『笑点』のこの日の放送は「エイプリルフール企画特別大喜利」として司会を回答者の三遊亭円楽が務め、通常司会を担当している春風亭昇太が2016年5月15日[注 30] 以来約2年ぶりに回答者を務めた[126]。
  - 【報道】テレビ朝日系『サンデーステーション』がこの日から日曜16時30分 - 18時に枠移動・拡大となる。
  - 【ドキュメンタリー】CBCテレビ制作・TBS系の日曜23時30分 - 翌0時枠は『旅ずきんちゃん 〜全日本のほほ〜ん女子会〜』に代わる新番組として、現場で働く人々にスポットを当てたヒューマンドキュメンタリー番組『ゲンバビト』を放送開始。ナビゲーターはピエール瀧（俳優、ミュージシャン（電気グルーヴ））が務める[78]。
  - 【バラエティ】テレビ東京系『にちようチャップリン』のアシスタントが交代（相内優香（テレビ東京アナウンサー）→角谷暁子（同））[127]。
  - フジテレビ系
    - 【報道】日曜朝の報道番組『新報道2001』（2008年10月 - ）がこの日の放送をもって終了、9年半[注 31] の歴史に幕[128]。
    - 【アニメ】日曜9時のアニメ枠は、水木しげる作の『ゲゲゲの鬼太郎』（東映アニメーション制作）が放送開始。1968年 - 1969年に第1作[注 32] が制作・放映されて以来50周年となる今年、6度目のシリーズ最新作となる[129][130]。主人公「鬼太郎」役の声は沢城みゆき[131]、「目玉おやじ」役の声は初代・鬼太郎役を務めた野沢雅子[129][131] が担当し、オープニング曲の「ゲゲゲの鬼太郎」は演歌歌手の氷川きよしが歌唱する[132][注 33] ほか、エンディング曲は女性アイドルグループ・まねきケチャが歌唱する「鏡の中から」（ - 2018年6月）を起用[132]。
    - 【紀行・バラエティ】前月終了の『ウチくる!?』に代わる日曜正午の渡辺プロダクション制作枠は、紀行バラエティ番組『なりゆき街道旅』（12時 - 14時）を放送開始。澤部佑（ハライチ）がメイン司会を務め、フジテレビ男性アナウンサー陣が共演[133]。
    - 【スポーツ】『ミライ☆モンスター』は、高橋みなみの後任の第2代司会者として、横山由依（歌手、AKB48・グループ総監督）がこの日から就任[79]。
    - 【改編】この日からフジテレビ（関東広域圏）における夜のミニニュース枠が廃止されたことに伴い、関東ほか一部地域に限り、通常編成時の『ニチファミ!』（改編初日は休止となり、『ジャンクSPORTS3時間SP』を放送。）においてミニニュース挿入での一時中断がなくなるも、末尾6分間がローカルセールス枠に転換され、月 - 土曜19時57分開始番組（通常編成時は『痛快TV スカッとジャパン』・『潜在能力テスト』・『林修のニッポンドリル』〈4月25日開始〉・『奇跡体験!アンビリバボー』・『金曜プレミアム』・『世界!極タウンに住んでみる』〈5月5日開始〉）はいずれも放送時間を6分後拡大し、月 - 木・土曜の20時台番組は21時終了に、金曜の『金曜プレミアム』は21時55分終了に変更となった[134]（ただし、後拡大となる6分間はローカルセールス枠）。
    - 【スポーツ】日曜未明・深夜枠の週末深夜版スポーツニュース番組『スポーツLIFE HERO'S』（0時35分 - 1時15分・23時15分 - 翌0時30分）がこの日未明の放送を以て2年間で幕を下ろすとともに、その後継として新たに『S-PARK』（0時35分 - 1時15分・23時15分 - 翌0時30分）がこの日深夜から開始。女性メインキャスターには宮司愛海（フジテレビアナウンサー）[135][136]、男性キャスターには中村光宏（同）、未明の「土曜版」のサッカーコーナー担当キャスターには鈴木唯（同）がそれぞれ就任[136]。
- 2日
  - NHK
    - 【改編】平成30年度新年度編成を開始。
      - 総合テレビ
        - 【報道】『NHKニュースおはよう日本』のアナウンサー担当シフトを変更。4時台の担当メンバーに佐藤克樹、岩野吉樹、5時台・6時台の担当女性キャスターに保里小百合・林田理沙（隔週交代）、スポーツコーナーに豊原謙二郎・酒匂飛翔を、また気象情報には気象予報士の檜山靖洋・山神明理をそれぞれ起用。なお、6時台・7時台のメインを務める高瀬耕造と和久田麻由子は続投[137]。
        - 【情報】放送9年目の『あさイチ』の新司会者として、博多華丸・大吉（漫才コンビ、よしもと所属）と近江友里恵（NHKアナウンサー）がこの日から就任[74]。また同番組のテーマソングには歌手のYUKIが歌う「チャイム」が使用される[138]。
        - 【紀行・バラエティ】平日昼枠の『ひるブラ』（3月28日終了）をリニューアル、新紀行バラエティ番組『旬感☆ゴトーチ!』（月 - 水曜 12時20分 - 12時43分）がこの日より放送開始[90][91][139]。番組ナビゲーターは高山哲哉（NHKアナウンサー）が担当する[137]。

      - 【教養・バラエティ】Eテレにて、この日より月曜23:00 - 23:30枠にて『芸人先生』を開始[91]。番組ではお笑い界の第一線で活躍する漫才師・コント師が日本を代表する企業に出向き、訪問先企業の社員らを前にしてコミュニケーション能力をテーマに『授業』を展開[140]。
      - 【報道】BS1『国際報道2018』は、前月までキャスターを務めた増井渚に替わり、この日の放送より酒井美帆（フリーアナウンサー、前テレビ新潟アナウンサー）が新キャスターとして加入する[141]。

    - 【アニメ・特番】BSプレミアムでこの日未明（1日深夜）、サンライズ制作のアニメ『ガンダム』シリーズ誕生40周年を記念し、特集番組『歴史秘話 ガンダムヒストリア』を放送（0時 - 0時59分）[142]。

  - 日本テレビ系
    - 【報道・情報】平日早朝のニュース情報番組『Oha!4 NEWS LIVE』（日テレNEWS24制作）はこの週からメインキャスターの体制を変更、郡司恭子（日本テレビアナウンサー）が月→月・火曜担当に、笹崎里菜（同）が火・水→水・木曜担当へそれぞれ配置換え、金曜担当として新たに佐藤梨那（同）が加わり、また気象担当には中西希（フリーアナウンサー、気象予報士）を起用。
    - 【情報・関東広域圏・中京広域圏】平日昼前の情報番組『PON!』（月 - 木曜、中京テレビにもネット）もこの週から新レギュラーを投入。月曜の新レギュラーとして、NEWS（ジャニーズ事務所所属）のメンバーである増田貴久がこの日から加入[143]。また、各曜日男性お天気キャスターが交代、新たに、俳優・タレントの河井佑樹（月曜担当）、俳優・タレントでありアイドルグループ「B2takes!」メンバーの小澤廉（火曜担当）、俳優・タレントの元木聖也（水曜担当）[144]、東海地方を中心に活動する男性アイドルグループ・MAG!C☆PRINCEメンバーの大城光（木曜日担当）[145] の4名が登板する[146]。また、3月まで木曜を担当していたMAG!C☆PRINCEメンバーの西岡健吾も引き続き木曜レギュラーとして出演。
    - 【情報・視聴率】読売テレビ制作『情報ライブ ミヤネ屋』の2017年度平均視聴率が関東・関西地区ともに9年連続首位だったことをこの日、読売テレビが発表した[147]。
    - 【報道】平日23時台のニュース番組『NEWS ZERO』の月 - 木曜担当お天気キャスターが、前週まで1年間担当した田中瞳（フリーアナウンサー（後のテレビ東京アナウンサー）、2017年4月3日より在任）から今井美桜（同）に交代、この日より登板[148]。

  - テレビ朝日系
    - 【改編・報道・情報・料理・ドラマ】『帯ドラマ劇場』（おびドラマシアター）枠（第1期）の後番組として、『ワイド!スクランブル・第2部』を1年間限定で20分繰り上げ・15分拡大。これは、2019年4月から同枠第2期（毎週月 - 金曜の昼帯）を開始し、同月より1年間、テレビ朝日開局60周年[注 34] 記念番組として『やすらぎの刻〜道』（倉本聰脚本）を制作・放送を行うため、その準備期間中の期間限定の措置である[149]。これに合わせ、『上沼恵美子のおしゃべりクッキング』（朝日放送テレビ[注 5]制作）・『東京サイト』はそれぞれ5分繰り上げ（13時40分 - 13時55分・13時55分 - 13時59分）となり、『ゴゴワイド』（ドラマ再放送枠）も番組全体で5分前拡大となる（第1部…13時59分 - 15時53分・第2部…15時53分 - 16時50分）

  - TBS系
    - 【報道・情報・視聴率】平日昼のワイドショー『ひるおび!』の2017年度平均視聴率が「午前」（11時 - 11時55分）と「午後」（11時55分 - 13時55分）の加重平均が、過去最高となる6.3%（ビデオリサーチ調べ、関東地区・世帯・リアルタイム、以下略）を記録し、「午後」では7.1%を記録し、こちらは6年連続首位となったことが、放送10年目に入るこの日発表された[150]。
    - 【報道・情報】CBCテレビ制作・TBSをはじめとする同系列局の一部の5局ネットで放送している『ゴゴスマ -GO GO!Smile!-』（制作局では月 - 金曜13時55分 - 15時57分、他のネット局では15時49分飛び降り）はこの日から新たに新潟放送・静岡放送において、15時49分飛び降りでの番販ネットを正式に開始[注 35][151]。これにより『ゴゴスマ』は7局ネットとなる。
    - 【改編・ドラマ】この日から月 - 木曜のみ、通常編成時における22時開始番組（『ペコジャニ∞!』・『火曜ドラマ』・『水曜日のダウンタウン』・『櫻井・有吉 THE夜会』）の終了時刻を従前の22時54分から23時7分に繰り下げ、67分枠に変更。これにより、『NEWS23』の放送時間も月 - 木曜のみ10分繰り下げ短縮し、23:10 - 23:56に変更[152][153]。新編成初日となる同日は、『月曜名作劇場』と『ペコジャニ∞!』を休止、ドラマ特別企画『がん消滅の罠〜完全寛解の謎〜』を放送した（20時 - 23時7分、187分）。

  - テレビ東京系
    - 【報道】平日朝のニュース番組『Newsモーニングサテライト』の新レギュラーとして、大浜平太郎（テレビ東京報道記者）[154] と元首相宮澤喜一の孫娘でタレントの宮澤エマがこの月から加入[155][156]。
    - 【バラエティ・関東広域圏】平日（月 - 金曜）17時30分 - 17時55分枠（関東ローカル）で中学生・高校生をターゲットにした生放送バラエティ番組『青春高校3年C組』を新設。番組スーパーバイザーに秋元康（作詞家・プロデューサー）を迎え、日替わり司会陣（担任）にはメイプル超合金〈月曜、お笑いコンビ〉、小峠英二（バイきんぐ）／千鳥 (お笑いコンビ)〈隔週火曜〉、三四郎〈水曜、タレント〉、おぎやはぎ／バカリズム〈隔週木曜、共にお笑いコンビ〉、日村勇紀（バナナマン）〈金曜、タレント）が起用され、全曜日のアシスタント（副担任）には中井りか（NGT48）が起用される[157][注 36]（2020年4月より深夜枠週1回放送へ移行）。また、同番組開始に伴い『ゆうがたサテライト』は同日より16:54 - 17:20に短縮となった[159]（2020年4月より16:54 - 17:00に再短縮）。
    - 【経済・報道】平日夜の経済ニュース番組『ワールドビジネスサテライト』は、1988年の放送開始から30周年を迎えることを機に、新年度から番組をリニューアル。この日よりテレビ東京（地上波）とBSジャパン（衛星放送）の二波による同時放送を再開[154]。また新解説キャスターとして滝田洋一（日本経済新聞編集委員、月・水・金担当）と山川龍雄（日経ビジネス編集委員、火・木担当）が加入し、また8年ぶりの番組復帰となる須黒清華[注 37]（テレビ東京アナウンサー）がフィールドキャスターを新たに担当、相内優香（同）と持ち回りで務める[154]。

  - フジテレビ系
    - 【クイズ・関東広域圏】BSフジで放送中の帯クイズ番組『クイズ!脳ベルSHOW』が、この日からフジテレビでもネット受けを開始（月 - 金曜4時 - 4時55分、遅れネット）。
    - 【情報】放送25年目となる朝の情報番組『めざましテレビ』は番組全体の開始時刻を30分繰り上げ、4時55分とし、185分番組に拡大[109]（ただし、この日からの前拡大となる30分間はローカルセールス枠のため、関東ほか一部地域以外では、5時および従前の番組全体の開始時刻である5時25分に飛び乗る）。また、新テーマ曲として、かつてテーマ曲「今日も どこかで」を手掛けた小田和正が再び手掛け、番組のために書き下ろした新曲「会いに行く」をこの日から使用[160]。
    - 【情報】朝の情報番組『とくダネ!』の新キャスターとして伊藤利尋[161] と山﨑夕貴[162]（共にフジテレビアナウンサー）がこの日から就任。伊藤はスタジオ進行のみならず現場からの中継など精力的に動き回る[161]。また山崎が司会を務めていた『ノンストップ!』（一部地域では非ネット）は三上真奈（フジテレビアナウンサー）が設楽統（バナナマン）と共に進行を担当する[163]。
    - 【報道】この日より全曜日昼・夕方・平日深夜最終版・日曜朝のニュース・報道番組を刷新し、従前からBSフジで放送の『BSフジLIVE プライムニュース』を含め、フジテレビ系・BSフジでの統一ブランドとして『プライムニュース』を立ち上げ[111][164]。昼ニュースは全曜日『FNNプライムニュース デイズ』（月 - 金曜11時30分 - 11時55分、土・日曜11時50分 - 12時）に統一され、夕方ニュースとして『プライムニュース イブニング』（月 - 金曜16時50分 - 19時、土・日曜17時30分 - 18時。初回放送の前に関東ローカルで同日15時50分 - 16時50分に『拡大SP』も別途放送）を開始し、平日深夜最終版ニュースとして『FNNプライムニュース α』（月 - 木曜23時40分 - 翌0時25分、土曜0時10分 - 0時55分〈金曜深夜〉）を開始。後述の日曜朝の『報道プライムサンデー』と、4本の新番組を開始[128]。このうち昼前枠の『デイズ』に於いては平日版メインキャスターに梅津弥英子（フジテレビアナウンサー）を起用[110]。また夕方枠の『イブニング』では、平日版のメインキャスターには倉田大誠・島田彩夏（ともにフジテレビアナウンサー。島田は『みんなのニュース』から続役）が就任、またその前にメインキャスター就任が決まっていた反町理（フジテレビ報道局解説委員長）[111][164] も加え、メインキャスター3人体制で番組を進行[165]、また平日版『イブニング』の気象情報担当キャスターには前月までNHKで『NHKでニュースおはよう日本』平日の気象情報を担当していた酒井千佳（気象予報士・フリーアナウンサー）が登板[166]。週末版のメインキャスターには生野陽子・野島卓（ともにフジテレビアナウンサーで、『FNN みんなのニュース Weekend』から続役）、スポーツキャスターには内田嶺衣奈（フジテレビアナウンサー）で番組を進行（ - 2019年3月）。

  - NHKおよび5大系列局のローカル編成・独立局・BS・CS
    - 【地域報道・北海道】札幌テレビ（STV、日本テレビ系）のローカル枠報道・情報番組にて担当者の異動を実施。早朝枠の『どさんこワイド!!朝!』のメインキャスターには大家彩香（STVアナウンサー）と小出朗（同）が、スポーツ担当キャスターに北本隆雄（同）、情報キャスター（兼気象情報担当）に小笠原舞子（同）がそれぞれ就任、ご意見番（パーソナリティ）として白井一幸（月曜：野球解説者）、浅野一弘（火曜：政治学者）、木村洋二（水曜：STVアナウンサー）、原田哲哉（木曜：STV解説委員）、大森健作（金曜：サッカー解説者）の各名が日替わりで出演[167]。一方の夕方枠『どさんこワイド』は、松下祐貴子（3月退社）の後任となるサブキャスターとして、この日から村雨美紀（STVアナウンサー）が就任[168]。
    - 【地域報道・福島県】福島テレビ（FTV、フジテレビ系）では平日の夕方新ニュース番組として『FTVテレポートプラス』をこの日から放送開始。かつての同局夕方ローカルニュースのタイトルが『Lばんテレポート』以来15年ぶりに復活。
    - 【地域報道・東海三県】NHK名古屋放送局制作・東海三県エリアの夕方ローカルニュース新番組として『まるっと!』をこの日から放送開始。キャスターには小山径（NHKアナウンサー）と有田早紀（NHK契約キャスター）の両名を起用[112]。
    - 【地域報道・中京広域圏】東海テレビでは平日の夕方ニュース番組を、アンカーマンに高井一（東海テレビアナウンサー）が就くとともに、タイトルを『ニュースOne』として新装開店。高井のパートナーは、後輩アナウンサーの上山真未（同）を起用[169]。なお高井が夕方ニュースのメインキャスターを務めるのは『スーパーニュース』（1998年4月 - 2015年3月）の勇退以来17年ぶりとなる[注 38]。
    - 【地域報道・情報・中京広域圏】中京テレビでは平日昼枠のローカルニュース・情報新番組として『ストライク!』をこの日から放送開始。MC陣には佐藤啓、神ひろし、磯貝初奈の3名（いずれも中京テレビアナウンサー）を起用。
    - 関西テレビ
      - 【情報・近畿広域圏】平日午前枠の情報バラエティ番組『よ〜いドン!』に新レギュラーとして、よしもと所属のお笑いコンビ・スーパーマラドーナがこの週から加入[170]。
      - 【地域報道・近畿広域圏】平日の夕方ニュース番組をこの日から『報道ランナー』に改題し新装開店。引き続き新実彰平（関西テレビアナウンサー）がメインキャスターを務める[171]。

    - 【情報・近畿広域圏】読売テレビの平日早朝枠情報番組『朝生ワイド す・またん!』は、この週より出演者の一部シフトチェンジを実施。2010年の番組開始からニュース解説キャスターを務めている辛坊治郎（フリージャーナリスト）が木・金曜のみの出演となり、月 - 水曜のニュース解説キャスターには野村明大（読売テレビアナウンサー）が就任。また水曜の気象情報担当には入社2年目アナウンサーの中村秀香（同）が新たに登板[172]。
    - 【地域報道・大阪府】テレビ大阪では平日の夕方新ニュース番組として『やさしいニュース』をこの日から放送開始。同番組は月 - 金曜の帯枠で、放送時間も2部制となり第1部が16時44分 - 16時54分、第2部が17時15分 - 17時30分に。キャスターには千年屋俊幸、中川栞、福谷清志の3名（いずれもテレビ大阪アナウンサー）が就任[98]。
    - 【地域報道・福岡県】福岡県の各局にて、ローカル報道・情報番組のリニューアルをこの日より実施。
      - 九州朝日放送では平日の夕方新ニュース番組として『シリタカ!』をこの日から放送開始。メインキャスターには深夜バラエティ『ドォーモ』のMCを務めていた長岡大雅（同局アナウンサー）を起用[113]。
      - RKB毎日放送（TBS系）では『天神ウォッチ新聞女子』に代わる情報番組として、『今日感モーニング』をこの日から平日昼前（9時55分 - 10時25分）枠で放送開始[113]。RKBラジオ アイケンジャパン 天神きらめき通りスタジオ（福岡県福岡市天神）からの生放送[173]。
      - テレビ西日本（TNC、フジテレビ系）平日夕方枠（16時50分 - 19時）の『ももち浜ストア 夕方版』が、この日より番組タイトルを『ももち浜S 特報ライブ』に改題し新装開店。新MCには宮崎県出身のフリーアナウンサー小野彩香（セント・フォース所属）を起用[113][174]。

    - 【地域報道・熊本県】熊本県民テレビ『テレビタミン』が改題・リニューアル、この日から『てれビタ』として放送開始。新キャスターとして上野聡行（同局アナウンサー）と村上めぐみ（熊本県ローカルタレント）を起用[99]。
    - BS日テレ
      - 【音楽】月曜21時枠にて、新音楽番組『恋するクラシック』（21時 - 22時）がこの日より放送開始。司会は小倉智昭（フリーアナウンサー）と佐田詠夢（ピアニスト）のコンビが務める[175]。
      - 【報道】夜の帯報道番組『深層NEWS』はメインキャスターを入れ替え、3月まで月 - 木曜を担当していた阿部優貴子が降板し、金曜を担当していた畑下由佳（日本テレビアナウンサー）がこの週から月・火曜へ担当移動[176]。

    - BSフジ
      - 【クイズ・再放送】『クイズ!脳ベルSHOW』はこの日から通常のレギュラー放送と上述の地上波放送開始に加え、月 - 金8:55 - 10:00の時間帯で再放送を開始。
      - 【報道】『BSフジLIVE プライムニュース』は反町理の転出に伴い、新編集長・アンカーマンとして、松山俊行（フジテレビ報道局記者、ワシントン支局長）が就任する[111]。また月・火曜が竹内友佳、水曜が斉藤舞子、木・金曜が生野陽子と、3人のフジテレビ女性アナウンサーが曜日ごとにサブキャスターを担当する[177]。
- 3日
  - 日本テレビ系
    - 【映画・関東広域圏】日本テレビの深夜映画番組『映画天国』（火曜1時59分 - 3:59、関東ローカル）にて、お笑いコンビ・さらば青春の光がこの日から新たな映画コーナー担当MCに就任。彼らがレギュラー番組を持つのは約3年ぶりとなる[178]。
    - 【情報】『ZIP!』の新火曜パーソナリティに、山下健二郎（三代目J Soul Brothers from EXILE TRIBE）がこの日より就任[179]。

  - NHK Eテレ
    - 【教養・バラエティ】科学エンターテインメント番組『すイエんサー』ではこの日から新MCとして、お笑いタレントのいとうあさこと、歌手の横山だいすけが就任[180]。
    - 【教養】歴史エンターテインメント番組『先人たちの底力 知恵泉』は、前年度まで3代目店主（司会）を務めた二宮直輝（NHKアナウンサー）の後任の4代目店主として新井秀和（同）が就任[137]。
- 4日
  - （3日深夜）【音楽・ドキュメンタリー】テレビ東京ほかにて、この日から毎週水曜2時5分 - 2時35分（火曜深夜、ネット局では遅れネット）に、秋元康（作詞家・プロデューサー）が新規にプロデュースして結成されるアイドルグループ・吉本坂46の成り立ちの姿を追うドキュメンタリー番組『吉本坂46が売れるまでの全記録』を放送開始。司会は東野幸治（タレント）が担当、レギュラーとして松村沙友理（乃木坂46）と古川洋平（クイズ作家）が出演[181][182]。
  - NHK
    - 【教養】総合テレビの教養番組『歴史秘話ヒストリア』（大阪局制作）が、金曜20:00 - 20:43→水曜22:25 - 23:10枠へ放送時間を移動、約2年ぶりに水曜放送に復帰。
    - 【教養・バラエティ】Eテレ、前月終了の『オイコノミア』（2012年4月 - 2018年3月）から引き続き水曜22時台にて、又吉直樹（お笑い芸人（ピース）・小説家）が冠司会を務める数学教養バラエティ番組『又吉直樹のヘウレーカ!』をレギュラー放送開始[注 39][139]。

  - 【情報】日本テレビ系『スッキリ』のこの日の放送で、ビートたけし（タレント・俳優・映画監督）の事務所独立問題を取り上げた際、たけし軍団所属のタレント・グレート義太夫の顔写真を同じくタレントのウガンダ・トラ（2008年没）の顔写真と取り違えるミスがあり、直後にキャスターの森圭介（日本テレビアナウンサー）が謝罪した[184]。
  - 【情報】TBS系『ビビット』の新レギュラーコメンテーターとして、青山学院大学陸上競技部監督の原晋がこの日から就任[185]。原は毎週水曜に出演する[186]。
  - 【バラエティ】フジテレビ系『世界の何だコレ!?ミステリー』がこの月より放送時間を1時間繰り上げ、水曜19時台（19:00 - 19:57）へ移動・リニューアル[133]。初回及び11日は2時間SP（19:00 - 21:00）。
  - 【報道】BS日テレ『深層NEWS』の水 - 金曜担当メインキャスターとして、吉竹史（フリーアナウンサー、元毎日放送アナウンサー）がこの日より新たに就任[176]。
- 5日
  - NHK
    - 【教養】Eテレの木曜23時枠にて、高田純次（タレント・俳優）が司会を務める「哲学」をテーマにした新教養番組『世界の哲学者に人生相談』を放送開始（23:00 - 23:30）[187]（ - 9月20日）。
    - 【ドキュメンタリー】BSプレミアムの『コズミックフロント☆NEXT』の新ナレーターとして、同日放送回から中嶋朋子（女優）が加わる（萩原聖人（俳優）は引き続き担当）[188]。

  - 【スポーツ】BS日テレのスポーツ・エンターテインメント新番組『ランニングエンターテインメント サブ4!!』（木曜 21:00 - 22:00）がこの日より放送開始。同番組では「フルマラソンサブ4（4時間切り）」を目指すランナーとして澤山璃奈（元フィギュアスケート選手）、中村静香（タレント）、吉竹史（フリーアナウンサー）が永井大（俳優）監督の下でランニングチームを結成して『2018年函館マラソン』[189] を目指す[190]。
  - 【お笑い】BS朝日の演芸バラエティ番組『お笑い演芸館』がこの日から放送日時を土曜18時54分 - 20時54分→木曜21時 - 22時54分枠へ移動、番組タイトルも『お笑い演芸館+（プラス）』へ改題・リニューアル。木曜移動初回は「M-1グランプリ2017 ファイナリスト全組大集合スペシャル!」と題し、4時間スペシャル（19:00 - 22:54）でおくる[191]。
- 6日
  - 【トーク】TBS系金曜23時枠前半・笑福亭鶴瓶司会のトーク番組『A-Studio』にて恒例のアシスタント交代。前月まで1年間担当したEmma（モデル）から受け継ぐ10代目として、女優で元AKB48の川栄李奈がこの週から登板[192]。
  - 【情報・不祥事】フジテレビ系『直撃LIVE グッディ!』にて、5日の同番組でビートたけしの独立騒動を取り上げた際、オフィス北野の現役社員として登場した男性が実際には社員ではなかったとして、この日の番組内で謝罪した[193]。
  - NHKおよび5大系列局のローカル編成・独立局・BS・CS
    - 【紀行・食】BS朝日にて、グルメ紀行番組『迷宮グルメ 異郷の駅前食堂』を同日より放送開始（4月中はスタートスペシャルとして22:00 - 23:24（30分前拡大）、5月4日以降は22:24 - 23:24[194]）。ナビゲーターはヒロシ（タレント）が務め、世界各国の駅前ローカル食堂を訪ね食べ歩く[195][196]。なお、同番組は10月2日より火曜23時台（23時 - 23時54分）へ移動。
    - 【教養】BS-TBSにて、女優の高島礼子が日本全国の蔵を訪ね歩き、その家にまつわる家宝を探して紹介する教養バラエティ番組『高島礼子が家宝捜索!蔵の中には何がある?』（金曜22:00 - 22:54）を同日より放送開始[197]。
    - 【地域報道・広島県】広島ホームテレビ（HOME、テレビ朝日系）の平日夕方ニュース番組『HOME Jステーション』（2003年3月31日 - ）がこの日で終了、15年間の歴史に幕[198]。
- 7日
  - NHK
    - 総合テレビ
      - 【報道】『おはよう日本』の新たな男性メインキャスターとして新井秀和（NHKアナウンサー）がこの日より登板[137]。
      - 【報道】『週刊ニュース深読み』の後継として、土曜9時 - 9時30分枠にて新報道番組『週刊まるわかりニュース』を開始。キャスターとして井上二郎、伊藤海彦（共にNHKアナウンサー）及びえがわさゆり（NHK契約キャスター）、気象情報担当には渡辺蘭（気象予報士）をそれぞれ起用[74][124]。
      - 【バラエティ】大阪局制作の法律バラエティ番組『バラエティー生活笑百科』にて、2017年度途中より「相談室長（司会）」の笑福亭仁鶴（落語家）の体調不良による休演のため、代理として司会を務めてきた桂南光（同）がこの日の放送より「相談室CEO」に“昇格”[199]。
      - 【スポーツ】『サタデースポーツ』は放送時間が10分短縮されて21時50分 - 22時10分枠となり、新キャスターとして副島萌生（NHKアナウンサー）が就任[74][124]。
      - 【お笑い・バラエティ】2017年に2回（3月24日・12月29日）特番として放送され好評を博した有田哲平（くりぃむしちゅー）司会のお笑いバラエティ番組『有田P おもてなす』が土曜22時10分 - 22時53分枠にてレギュラー化され、この日より新番組として放送開始[139][200][201]。

    - Eテレ
      - 【アニメ】満田拓也原作の野球アニメ『メジャー』の続編となる新シリーズ『メジャー セカンド』を放送開始（土曜17時35分 - 18時）。今作は、前作の主人公だったプロ野球選手「茂野吾郎」（声:森久保祥太郎）の息子である「茂野大吾」（声:藤原夏海）を主役として描く[202] ほか、オープニングテーマ曲には5人組ロックバンド、キュウソネコカミの「超えていけ」を起用[203]。
      - 【情報・健康】健康情報番組『チョイス@病気になったとき』（土曜20時 - 20時45分）は、コンシェルジュとして産前産後休業から復帰する出田奈々（NHKアナウンサー）と、吉田真人（同）が同日より登板[137]。

  - テレビ東京系
    - 【バラエティ・トーク】土曜23時55分 - 翌0時20分枠のトークバラエティ番組『おしゃべりオジサンと怒れる女』（2017年4月15日 - 2018年3月31日）がリニューアルし、タイトルも『おしゃべりオジサンとヤバイ女』と改め、この日から土曜22時30分 - 23時枠に移動・プライムタイムに昇格して放送開始。メインは引き続き古舘伊知郎、坂上忍、千原ジュニアの3人が務める。

  - フジテレビ系
    - 【情報】土曜朝の情報番組『めざましどようび』では新任メインキャスターとして、宮澤智（フジテレビアナウンサー）が[117]、同じくお天気キャスターとして明治大学理工学部在学中の女子大学生沖田愛加（セント・フォース所属）がこの日の放送よりそれぞれ就任[118]。
    - 【お笑い・特番】この日、お笑い特番『ENGEIグランドスラム』（19時 - 23時10分）を放送。同特番に先駆け、フジテレビ（関東ローカル）では『ENGEIグランドスラムの日』と題して、14時 - 17時30分枠にて関連特番3本を連続放送した[204]。

  - NHKおよび5系列局のローカル編成・独立局・BS・CS
    - 【音楽・中部地方】NHK名古屋放送局制作・中部地方向けに放送の音楽番組『Uta-Tube』の司会が交代（澤田彩香（名古屋局アナウンサー）→橋詰彩季（同））[205]。
    - 【特番・追悼・北海道】札幌テレビにてこの日、日高晤郎（3日没、俳優・タレント）の追悼特別番組『追悼 日高晤郎さん 良く笑えた日は佳い一日だ』（15:30 - 16:55）が放送された[206]。
    - 関西テレビ
      - 【映画・近畿広域圏】毎週土曜14時57分 - 15時に、平成30年度入社の同局新人女性アナウンサー谷元星奈が映画情報を発信する3分間のミニ番組『谷元星奈のCINEMAコンシェル』をこの日から放送開始[207]。
      - 【お笑い・近畿広域圏】毎年恒例の漫才特番『第53回上方漫才大賞』を大阪市西区のオリックス劇場から生放送（15:00 - 17:30、関西ローカル[注 40]）、この年の大賞にはダイアン（よしもと所属）が輝いた[208]。

    - BSジャパン
      - （6日深夜）【紀行・バラエティ】バカリズム（お笑い芸人・脚本家）冠司会の紀行バラエティ番組『バカリズムの30分ワンカット紀行』が放送時間を移動（月曜23:30 - 翌0:00→土曜未明（金曜深夜）0:00 - 0:30）、同時に番組アシスタントが交代（内田理央（モデル・女優）→畠山愛理（元新体操日本代表選手））[209]。
      - 【音楽】クラシック音楽番組『おんがく交差点』がこの月から放送時間を移動（木曜23:00 - 23:30→土曜8:00 - 8:30）。司会は引き続き春風亭小朝（落語家）と大谷康子（ヴァイオリニスト）のコンビが務める[210]。

    - 【情報・バラエティ】BS日テレにて、これまでに2回特番で放送されたバカリズム司会の知的情報バラエティ『バカリズムの大人のたしなみズム』がこの日から土曜22時枠（22:00 - 22:54）でレギュラー放送開始[211]。これに伴い、3月まで同時間帯で放送していた『おぎやはぎの愛車遍歴 NO CAR, NO LIFE!』は1時間繰り上がり21時枠（21:00 - 21:54）へ移動[注 41]。

  - 8日
    - 【スポーツ】テレビ東京系のサッカー番組『FOOT×BRAIN』がこの日から放送時間を日曜11:00 - 11:25から0:20 - 0:50（土曜深夜）へ移動[212]、TXN全6局に再度ネット拡大。なお、同番組移動で空いた日曜11:00 - 11:25枠には石田純一（俳優）司会のゴルフ番組『石田純一のサンデーゴルフ』を同日から放送開始する。
    - 【教養・科学】NHK Eテレの科学教養番組『サイエンスZERO』は、前年度までの竹内薫（サイエンスライター）と南沢奈央（女優）に代わり、小島瑠璃子（タレント）と森田洋平（NHKアナウンサー）が新司会者に就任[137]。
    - 日本テレビ系
      - 【科学】 『所さんの目がテン!』 はこの週の放送からスタジオアシスタントとして佐藤真知子（日本テレビアナウンサー）が加入[213]。なお同番組は同年9月16日放送分まで佐藤と後藤晴菜（同）のダブルアシスタント体制を敷いた後、9月23日分より佐藤の単独アシスタント体制となった。
      - 【スポーツ】 上田晋也（くりぃむしちゅー）司会のスポーツ特集番組『上田晋也の日本メダル話』（2016年放送開始、2018年3月まで水曜1:29 - 1:59（火曜深夜））がこの日から日曜17時枠（17:00 - 17:25）へ移動して放送開始。これにより上田は同番組、資生堂一社提供のトーク番組『おしゃれイズム』（22:00 - 22:30）、週末深夜のスポーツニュース番組『Going!Sports&News』（23:55 - 翌0:55）と、同局の日曜番組3本で司会を受け持つ[214][注 42]。

    - テレビ朝日系
      - 【紀行・バラエティ】日曜午前10〜11時台は『日曜ワイド』の後番組として、毎週異なる旅企画を放送する『旅サンデー』を放送開始。第1弾として『なかなか行けないニッポンの秘境!スター野宿旅!!』。その後『183村秘境旅〜こんな田舎がアルか否か!?〜』『千鳥の路地裏探訪』などといった人気シリーズを連発していく。
      - 【単発枠】日曜21・22時枠にて、（枠移動・拡大前の）『サンデーステーション』・『今夜、誕生!音楽チャンプ』の後枠として、2時間超の単発特別番組新枠『日曜プライム』（日曜21時 - 23時5分）を開始、第1弾はスペシャルドラマ『探偵物語』が放送された[215]。なお『サンステ』の枠移動に伴い『ANNスーパーJチャンネル』（日曜版）は再度廃枠となった[216]。

    - フジテレビ系
      - 【報道】日曜朝の新報道番組として『報道プライムサンデー』（日曜7時30分 - 8時25分）をこの日から放送開始[128]。メインキャスターには佐々木恭子（フジテレビアナウンサー。『新報道2001』から続役）が就任[128]。
      - 【アニメ】日曜8時30分 - 9時のアニメ枠は、人気推理アドベンチャーゲーム『レイトンシリーズ』初のテレビアニメ化となる『レイトン ミステリー探偵社 〜カトリーのナゾトキファイル〜』が放送開始。

  - 8日・14日 - 【バラエティ・ドキュメンタリー】BSジャパンおよびテレビ東京系にて、かつて放送されていた挑戦ドキュメントバラエティ『TVチャンピオン』シリーズを10年ぶりに復活、その新作となる『TVチャンピオン極 〜KIWAMI〜』を放送開始（BSジャパン：日曜 21時 - 21時54分、テレビ東京系：土曜10時30分 - 11時）[217]。
  - 8日・15日・22日 - 【紀行・追悼】BSフジにて、大杉漣（俳優、2月21日没）がメインを務めていた紀行バラエティ番組『大杉漣の漣ぽっ』（2013年4月 - ）の追悼特番として『ありがとう大杉漣さん「大杉漣の漣ぽっ」』（17時 - 17時55分）を3週にわたり放送。約5年・全60回の名場面集を放送した[218]。
  - 8日・22日・5月13日 - 【教養・バラエティ・特番・改編】テレビ東京系にて8日から『日曜ゴールデンの池上ワールド 池上彰の現代史を歩く〜Walking through Modern History〜』を開始（日曜21時 - 21時54分、初回は18時30分からの3時間半SP。稀に19時54分からの2時間SP、現在は不定期放送）[219][220][221]。また、これまで『日曜ビッグバラエティ』で不定期に放送され好評を得た『池の水ぜんぶ抜く』シリーズが、4月22日から同枠外で月1回レギュラー化し『緊急SOS!池の水ぜんぶ抜く大作戦』として開始（2020年現在も継続）。なお『池上ワールド』開始に伴い、5月より『日曜ビッグ』は54分短縮となる日曜19時54分 - 21時の66分枠に縮小（2019年4月より19時54分 - 21時54分〈120分〉枠に復帰）。
  - 9日
    - 【情報】日本テレビ系『ZIP!』ではこの日から新コーナーとして、ジャニーズJr.のユニットKing & Princeの冠コーナーで、メンバーが銀座で様々な事を体験する「King&Prince GINZA DEBUT!」がスタート[222]。
    - 【地域報道・情報・広島県】広島ホームテレビ、前週終了の『Jステーション』に代わる平日夕方新番組として、情報ワイド番組『みみよりライブ 5up!』（16時45分 - 19時）をこの日から放送開始。メインパーソナリティに松本裕見子（ローカルタレント）、MC陣には榮真樹、渡辺美佳、大重麻衣の3名（いずれも同局アナウンサー。渡辺美佳以外は前番組から続投）が就任[223]。これにより、この日から『スーパーJチャンネル』平日版のネット受けはANNゾーンのみ（17時53分 - 18時15分）に大幅縮小となった。

#### 4月中旬
- 11日
  - 【トーク】フジテレビの水曜0時25分 - 0時55分（火曜深夜）枠では、関西テレビ・吉本興業制作による、岡村隆史（ナインティナイン）・田村亮（ロンドンブーツ1号2号）共同司会のトーク番組『おかべろ』（制作局では土曜14時27分 - 14時57分に放送、2018年4月の段階ではフジテレビ系列27局ネットに）がこの日（10日深夜）からネット開始[133][注 43]。
  - 【情報】テレビ東京系では『ドラマBiz』枠新設に伴い、これまで月曜22時枠で放送していた経済情報番組『日経スペシャル 未来世紀ジパング〜沸騰現場の経済学〜』をこの週から水曜22時枠（22時 - 22時54分）へ移動[224]。移動初回は「放送300回突破スペシャル」（2時間、21時 - 22時54分）と題して放送。なお、この回より番組解説担当として鎌田靖（ジャーナリスト、元NHK解説委員）が加入した[225]。
- 12日 - 【バラエティ】NHK総合『人名探究バラエティー 日本人のおなまえっ!』が放送2年目を迎えるこの日、タイトルを『ネーミングバラエティー 日本人のおなまえっ!』に改め新装開店（木曜19:30 - 20:15）[226]。
- 13日
  - NHK総合
    - 【クイズ】金曜20時台にて、これまで特番で放送され好評を博した岡村隆史（ナインティナイン）司会のクイズバラエティ『チコちゃんに叱られる!』をレギュラー放送開始（金曜19:57 - 20:42[注 44]）[227]。
    - 【地域報道・情報・関東・甲信越】NHK総合（関東・甲信越）金曜19時30分枠は、前月までの『金曜イチから』（19:30 - 20:00、月1回20:43まで拡大。3月16日終了）からリニューアルし、新情報番組『首都圏情報 ネタドリ!』を放送開始（19:30 - 19:57）。司会は松田利仁亜（NHKアナウンサー）、高橋みなみ（歌手・タレント、元AKB48）、岡田結実（タレント）の3名が務める。
    - 【地域情報・愛媛県】NHK総合（松山局）金曜19時30分 - 19時57分枠で地域情報番組『ひめDON!』（月1回放送）をこの日から開始。司会は地元松山市出身の首藤奈知子（NHKアナウンサー）[228]。

  - 【映画】アニメーション映画監督の高畑勲の死去（5日没、後述）を受け、日本テレビ系『金曜ロードSHOW!』は高畑の追悼企画として1988年に公開された『火垂るの墓』を放送。同日予定の『名探偵コナン から紅の恋歌』を翌週20日に1週繰り下げ[229][注 45]、さらに20日予定の『パシフィック・リム』は5月11日に変更となった。
  - 【アニメ】テレビ東京系アニメ『妖怪ウォッチ』の新シリーズとして『妖怪ウォッチ シャドウサイド』をこの日から開始（金曜18:25 - 18:55）。初回は1時間拡大スペシャル（17:55 - 18:55）[230]。
- 14日
  - 【バラエティ・改編】フジテレビでは、ジャニーズ事務所所属グループが出演するバラエティ番組3本が土曜昼前へ移動。14時台（14:00 - 14:30）に放送していたHey! Say! JUMPの『いただきハイジャンプ』が10時台後半（10:25 - 10:53）、13時台後半（13:30 - 14:00）にあった関ジャニ∞の『関ジャニ∞クロニクル』が11時台前半（10:53 - 11:21）[231]、そして、日曜午後枠（日曜13:30 - 14:00）からKinKi Kidsのロケバラエティ『KinKi Kidsのブンブブーン』が後半（11:21 - 11:50）へ[232] それぞれ移動[133]、同日から放送開始。
  - 【報道】テレビ朝日系『サタデーステーション』はこの日から従前より16分枠拡大、20:54 - 22:10の76分枠に移行。これに併せ、俳優の石坂浩二がコメンテーターとして登場[233]。
- 15日 - 【スポーツ】フジテレビ系ボクシング中継『マイナビスペシャル FUJI BOXING』にてこの日、WBA世界ミドル級王者・村田諒太（帝拳ジム所属）の初防衛戦[234] となる対エマヌエーレ・ブランダムラ（ イタリア）戦と、WBC世界フライ級王者・比嘉大吾（白井・具志堅スポーツジム所属）のV3戦となる対クリストファー・ロサレス（ ニカラグア）戦の2試合を中継した（19:57 - 20:59・20:59 - 22:00）[235]。
- 16日 -【バラエティ】テレビ朝日系では、3月25日まで日曜夕方（16:30 - 17:30）に放送していた『帰れまサンデー・見っけ隊』が、4月より月曜19時台（19:00 - 20:00枠）に移動し、新番組『帰れマンデー見っけ隊!!』として放送開始。お笑いコンビのタカアンドトシとサンドウィッチマンの2組が前枠に引き続き司会を務める[36][236]。また、枠移動にあたり、枠移動後の同枠で以前放送していた『もしものシミュレーションバラエティー お試しかっ!』の人気企画で、レギュラー放送終了後も不定期放送していた『帰れま10』も新たに放送[237][注 46]。同日は3時間SP（19:00 - 21:48）として放送された。
- 17日（16日深夜） - 【バラエティ】日本テレビの欅坂46冠バラエティ第4シリーズとなる『KEYABINGO!4』を放送開始。第4期は欅坂46本体ではなく、グループ内グループであるけやき坂46（通称：ひらがなけやき）のメンバー総勢20名がメインを務めた（ - 6月19日）[238]。
- 20日 -【情報・富山県】北日本放送（KNB、日本テレビ系）にてこの日から金曜19時台に自社制作の情報番組『ワンエフ』（金曜18:55 - 19:56）を放送開始。同局がゴールデンタイムに自社制作のレギュラー番組を放送するのは1959年のテレビ放送開始以来初。MCは同局アナウンサー粟島佳奈子と柴田泰佳のコンビが務める[239][注 47]。

#### 4月下旬
- 21日 -【紀行・バラエティ】NHK総合『ブラタモリ』は4代目アシスタントを務めた近江友里恵（NHKアナウンサー）の『あさイチ』への異動に伴い、後任の5代目となる新アシスタントとして林田理沙（同）[74][240] がこの日の放送より登板[241]。なお、ナレーションは引き続き草彅剛が担当[114]。
- 22日
  - 【スポーツ・イベント・特番・宮城県】この日、仙台市内で行われた羽生結弦（フィギュアスケート選手、平昌オリンピック金メダリスト）の凱旋パレードの模様を、NHK総合、および宮城県内の民放各局（東北放送・ミヤギテレビ・東日本放送・仙台放送）で生中継。なお、NHK総合では13:05 - 13:50に全国放送、東北地方6県ではパレード終了まで放送された[242]。
  - 【バラエティ】TBS系日曜20時枠の新バラエティ番組として、過去2回特番として放送され好評だった『坂上&指原のつぶれない店』をレギュラー昇格、同日より放送開始（初回は18:30からの2時間半SP）[243]。新レギュラーとしてタレントのヒロミも出演[244]。
- 23日 - 【ドキュメンタリー・人物】NHK総合の人物ドキュメンタリー番組『ファミリーヒストリー』が月1回、不定期月曜19:30 - 20:43枠[注 48] での放送となる。月一初回となる同日は、坂本龍一（音楽家）が登場した[245]。
- 24日
  - 【バラエティ・近畿広域圏】関西テレビは、火曜20時台（19:57 - 20:59枠）で過去3回特番として放送し好評だった『やすとも・友近のキメツケ!※あくまで個人の感想です』をレギュラーに昇格（関西ローカル）。関西テレビが火曜20時枠に自社制作番組を放送するのは57年ぶり[246]。これにより、同局における火曜のゴールデン・プライムタイムの番組がすべて自社制作番組に統一される（ただし『火9ドラマ』『有吉弘行のダレトク!?』はフジテレビ系列のネットワークセールス枠）。
  - 【特番・追悼・広島県】中国放送（RCC、TBS系）ではこの日、衣笠祥雄（元プロ野球広島東洋カープ選手・野球解説者、23日没、71歳没）の追悼特別番組として『追悼 衣笠祥雄さん』を急遽放送した（16:50 - 17:50[注 49]。23:56 - 翌0:56に再放送[247]）。
- 25日以降 - 【不祥事・編成】この日、山口達也（当時TOKIO）が強制わいせつ容疑で書類送検された[248] ことを受け、出演番組を抱える各局は対応に追われた。NHKでは、山口が司会を務めていたEテレの教養バラエティ番組『Rの法則』の同日ならびに26日分の放送を中止。なお、両日とも代わりに『大人のピタゴラスイッチ』を再放送し[249]、27日には『Rの法則』について、翌週以降も当面放送休止とすることを決定した[250]（なお、NHKでは25日夜以降、同番組公式サイトならびにTwitterを閉鎖している[251]）。また、山口のレギュラー出演番組（『ZIP!』〈月・水曜のみ〉[注 50]・『ザ!鉄腕!DASH!!』[注 51]・『幸せ!ボンビーガール』）を抱える日本テレビでは今回の事態を受けて同日夜に「山口の弊社番組への出演を当面見合わせると共に、収録済みの出演番組については編集した上で放送する」対応措置を執ることを明らかにした[252]。さらに、フジテレビ系で同日放送予定だった『TOKIOカケル』[注 51]（23:00 - 23:40）を急遽休止[253][注 52]、同番組については翌週5月2日に2週分を山口の出演部分をカットする等編集した形で放送した。
- 25日 - 【教養】フジテレビ系でこの日より『林修のニッポンドリル』（初回は2時間スペシャル〈19:00 - 21:00〉として放送、通常の放送枠は19:57 - 21:00）を放送開始。司会は林修（予備校講師）が務め、サブ司会（副担任）にノブ（千鳥）、パネラーに風間俊介（俳優）らを起用[254]。
- 27日・5月4日 - 【特番・中京広域圏】東海テレビにて、同局開局60周年記念番組として、ビートたけし出演による名古屋市内オールロケ特番『ナゴヤにたけしがやって来た!』（19:00 - 19:57）を2週にわたって放送。たけしが中京ローカルの番組に出演するのはこれが初となった[255][256]。
- 27日 - 【紀行・事故】テレビ朝日は『旅サンデー「183村秘境旅〜こんな田舎がアルか否か!?〜」』（5月13日放送）での宮崎県内のロケ中にタレントの平野ノラが滑り台から着地した際に尾てい骨を骨折し、全治1か月の診断を受けていたことを公表[257]。
- 28日
  - 【ドラマ・バラエティ・教養】NHK連続テレビ小説『半分、青い。』に出演している俳優の滝藤賢一がこの日、同局で同ドラマ（再放送含む）を含む10本の番組に出演。このうち、総合テレビで放送のグルメバラエティ特番『地球メシ〜しんどくてうまい!究極の一皿〜』（21:00 - 21:50）で初めて司会を務めた[258]。
  - 【教養・ドキュメンタリー・三重県】三重テレビ（MTV）にて、同局制作の月1回のシリーズ特別番組、第6作として、俳優の松平健が案内役を務める新シリーズ『宝刀 〜日本人の魂と技〜』をこの日から月1回ペースで放送。同シリーズは関東・近畿・東海各都府県の独立局などでも放送される（全10回、 - 2019年1月）[259]。
- 30日
  - 【スポーツ・人物・追悼】NHK総合でこの日、元プロ野球選手・衣笠祥雄（23日没、71歳没）の追悼特集番組として『"鉄人"の闘志 永遠に〜追悼・衣笠祥雄さん〜』（17:10 - 18:00）を放送[260]。番組では1986年6月6日放送の『NHK特集「17年間休まなかった男 〜衣笠祥雄の野球人生〜」』をアンコール放送した[261]。
  - 【スポーツ】CS放送・フジテレビONEの『プロ野球ニュース2018』にて、2011年以来7年ぶりにレギュラーの月曜担当キャスター[注 53] を置くこととなり、その月曜日担当として衛藤美彩（アイドル歌手・乃木坂46のメンバー（当時））をこの日の放送より起用[262]。
- 30日〜5月3日 - 【科学・教養】NHK Eテレでは、『Rの法則』の放送休止（この時点）に伴う代替として、香川照之（俳優）司会の昆虫を扱う科学教育特番『香川照之の昆虫すごいぜ!』の再放送を4日連続で放送（18:55 - 19:25）[250][注 54]。なお、5月3日には新作となる4時間目「クマバチ」編が放送された（9:20 - 9:50）。
- 30日〜5月6日 - 【キャンペーン】日本テレビがGWの新キャンペーンとして『ゴールデンまなびウィーク』を開催。コンセプトはタイトル通り「学ぶ」で、日本テレビ系列の各番組が参加し、さまざまな角度から「まなぶ」をテーマにした特別企画を展開、期間中、各番組の出演者が、本来のレギュラーと異なる番組に出演しコラボレーションを行う「出演者スペシャル・シャッフル」を実施した[263]。キャンペーンキャラクターとして「塾長」を所ジョージ（タレント）、「塾生代表」を川栄李奈（女優）が務めた[264][265][注 55]。

### 5月
- 1日 - 【バラエティ】TBS系の深夜バラエティ番組『有田哲平の夢なら醒めないで』のアシスタントが交代、産休中の吉田明世（TBSアナウンサー）に代わり、この日の放送からフリーアナウンサーの大橋未歩（元テレビ東京アナウンサー）が新たに就任[266]。大橋はフリー転身後、初のレギュラー番組への出演となる[266]。
- 4日
  - 【音楽】NHK総合『シブヤノオト』にてこの日、ニッポン放送のラジオ番組『ナインティナイン岡村隆史のオールナイトニッポン』とのコラボレーションによる生放送を実施した（NHK総合：0:58 - 2:00、ニッポン放送：1:00 - 3:00）[267][268]。
  - 【スポーツ】BS朝日ではこの日よりスポーツドキュメンタリー番組『才色健美〜強く、そして美しく with number〜』（金曜22:00 - 22:24）を開始。資生堂の一社提供番組で文藝春秋刊行のスポーツ誌『Sports Graphic Number』と連動して、毎回、一人の女性スポーツ関係者の生き様を追う。番組ナビゲーターは浅尾美和（元ビーチバレーボール選手）が務める[269]。
- 5日
  - フジテレビ系
    - 【音楽】『シオノギ・ミュージックフェア』[注 56] は、仲間由紀恵（女優）の産休に伴う代役司会者として加藤綾子（フリーアナウンサー・元フジテレビアナウンサー）がこの日から登場[270]。
    - 【紀行・バラエティ】土曜20時台（19:57 - 21:00）の新番組として、旅バラエティ番組『世界!極タウンに住んでみる』をこの日から放送開始。司会は東野幸治（初回は19:00からの2時間SP）。しかし、僅か4か月半で終了となる（→9月15日の出来事も参照）。
- 6日 - 【バラエティ】フジテレビ系『ワイドナショー』のアシスタントに、前年までの秋元優里（フジテレビアナウンサー）の個人的事情による降板に伴う事実上の後任として、この日の放送より久代萌美（同）が就任[271]。
- 7日・8日 - 【活動進退・編成】山口達也（元TOKIO）のジャニーズ事務所からの契約解除を受け、山口が出演していた番組について、各局で様々な対応措置が取られた。
  - 7日
    - 【教養・バラエティ】NHKはこの日、山口が司会を務め、不祥事のきっかけにもなったEテレの教養バラエティ番組『Rの法則』（2011年3月28日 - ）の放送打ち切りを発表、番組は7年1か月の歴史に幕[272][注 57]。なお、同枠はこの日より海外ドラマ『100 オトナになったらできないこと』の再放送などで穴埋めし、その後の編成については未定[273]。
    - 【情報・バラエティ】日本テレビも同日、山口がレギュラー出演していた『ZIP!』（月・水曜）[注 50]『幸せ!ボンビーガール』『ザ!鉄腕!DASH!!』[注 51]の以上3番組全てにおいて山口を降板させることを発表。なおこの件は、この日放送の『news every.』の中で発表され[274]、また翌8日放送の『ZIP!』では、同番組総合司会の桝太一（同局アナウンサー）が「山口が番組を降板する」旨のコメントを発表した[275]。なお、同局広報部は『DASH』については山口を除く4人で継続するとし、他2番組において山口の後任を立てるかについては「検討中」とコメントした[276]。

  - 8日 - 【バラエティ】フジテレビはこの日『TOKIOカケル』について、山口を除く4人で番組を継続すると発表。この理由について同局の広報宣伝室は「総合的な判断」とコメントした[277]。これにより、ラジオ・テレビ含め、山口はすべてのレギュラー番組から降板したことになる。
- 9日 - 【情報】テレビ東京系の経済情報番組『日経スペシャル 未来世紀ジパング〜沸騰現場の経済学〜』にて、育児休業のため休演していたSHELLY（タレント）がこの日の放送より司会に復帰[278]。
- 12日・19日 - 【音楽】NHK総合の音楽番組『SONGS』にて、放送12年目にして初となる"番組の顔"に、俳優の大泉洋が就任（ただし司会でもナビゲーターでもなく、あくまでも「番組の顔=責任者」という立場をとる）。これにちなみ、12日は「SONGSが変わる!スペシャル」、19日は「SONGS×大泉洋スペシャル」と題して放送された（いずれも通常レギュラー枠で放送）[279]。
- 17日 - 【バラエティ】日本テレビ系『得する人損する人』にて、女優の水野美紀がこの日の放送分からレギュラーに加入[280]。
- 18日
  - 【アニメ・映画・追悼】日本テレビ系『金曜ロードSHOW!』にて、アニメ映画監督の高畑勲（4月5日没、82歳没）を偲び、生涯最後の監督作『かぐや姫の物語』（2013年公開）を約3年ぶりに放送した（21:00 - 23:49、55分後拡大）[281]。
  - 【バラエティ】テレビ東京系にてこの日、都市伝説を題材としたシリーズ特番『やりすぎ都市伝説』のスピンオフスペシャル『やりすぎ都市伝説SS 緊急!"人類の未来年表"は残り27年…』（21:00 - 22:48）を放送、ゲストとしてマツコ・デラックス（タレント、コラムニスト）が出演した[282]。
- 18日・21日 - 【トーク・追悼】テレビ朝日系『徹子の部屋』は、16日に西城秀樹（歌手、63歳没）、星由里子（女優、74歳没）がそれぞれ死去したことを受け、両日とも予定を変更し追悼特集を放送した（18日：西城[283]、21日：星[284]。こちらも参照）。
- 19日 - 【報道】 イギリスの王子ヘンリーとアメリカの女優メーガン・マークルの結婚式がこの日行われ、NHK BS1およびBS日テレで結婚式の模様を衛星生中継した（NHK BS1、19:30 - 20:00（102ch）・20:00 - 21:40[285][注 58]、BS日テレ、19:00 - 21:54[286]）。
- 20日（19日深夜）〜 6月11日（10日深夜） - 【バラエティ・特番】テレビ東京深夜枠にて、マツコ・デラックス出演の新企画を放送する同局初の試みとして『無理矢理、マツコ。テレ東に無理矢理やらされちゃったのよ〜』を展開、第1弾となる『マツコ監禁 100人の愚痴を聞く』（20日0:50 - 1:20）を皮切りに、マツコメインの5番組を放送[287]。このうちの1本で、30日（0:12 - 0:42〈29日深夜〉）放送の『マツコ、昨日死んだってよ。』では、ナレーションをNHKを退職したばかりの有働由美子（フリーアナウンサー）が務め、これが有働自身の民放初出演となった[288]。
- 24日 - 【情報・追悼】フジテレビ系『直撃!シンソウ坂上』は、急遽放送内容を変更し、西城秀樹（歌手、5月16日没、63歳没）の追悼特集を放送した[289]。
- 25日 - 【スポーツ】フジテレビ系「金曜プレミアム」枠にて、プロボクシング中継『FUJI BOXING』を放送。この日はWBA世界バンタム級、井上尚弥（大橋ボクシングジム所属）の3階級制覇挑戦となる対ジェイミー・マクドネル（イギリス）と、WBC世界ライトフライ級王者・拳四朗（B.M.Bボクシングジム）対ガニガン・ロペス（メキシコ）の2試合を生中継した[290]（19:57 - 21:55[注 59]）。
- 26日 - 【音楽・追悼】BSフジでこの日、西城秀樹（16日没、63歳没）の追悼特番として『さようなら 永遠のヤングマン 西城秀樹 〜ザ・スター リバイバル〜』を放送（12:00 - 12:55）。かつてBSフジで放送された音楽番組『ザ・スター リバイバル』（2013年 - 2014年）[注 60] から西城が出演した回を再放送した[291]。
- 27日〜6月11日 - 【スポーツ】テレビ東京系にて『全仏オープンテニス2018』（ フランス・パリ）を独占中継放送[292]。
- 27日
  - 【アニメ】フジテレビ系『ちびまる子ちゃん』では、第1期のエンディングテーマ『走れ正直者』を担当した西城秀樹（16日没、63歳没）の追悼として、本編終了後に「秀樹さん ありがとう ちびまる子ちゃんスタッフ一同」と西城が歌唱するシーンと共に静止画メッセージを表示した[293]。
  - 【音楽・追悼】CS放送の歌謡ポップスチャンネルでは、この日の20:00 - 23:15の枠で西城秀樹（歌手、63歳没）の追悼番組を編成し『西城秀樹追悼緊急放送』として放送、『ビッグショー』「西城秀樹〜若さを誇らしく思う時に〜」[294]（NHK総合、1977年11月20日放送）などの4番組を放送した[295]。
- 31日 - 【報道・スポーツ】テレビ朝日『スーパーJチャンネル』はこの日、サッカーW杯日本代表のメンバー決定に伴う、西野朗日本代表監督らによる発表記者会見の模様を生中継で伝えるため、通常放送とは別枠で急遽15:53 - 16:50枠に『スーパーJチャンネルSP〜決定!W杯サッカー日本代表』として放送した。

### 6月
- 1日 - 【情報・活動進退】日本テレビ系『スッキリ・第2部』および『情報ライブ ミヤネ屋』（読売テレビ制作。ニュースは東京・日本テレビ発）のニュース担当キャスターを2017年1月から務めた鈴木美穂（日本テレビ報道記者）が、この日の放送を最後に両番組から退き、報道記者専任になることを明らかにした[296][297]。なお、鈴木ならびに5月25日をもって『スッキリ・第2部』『情報ライブ ミヤネ屋』を卒業した岸倫子（日本テレビ報道記者）の後任として、『スッキリ・第2部』には翌週以降、月〜水曜を森富美（同局アナウンサー）が4日より[298]、また木・金曜を後藤晴菜（同）が7日より[298]、一方の『ミヤネ屋』も隔週交代でスタジオニュース担当の職務に久野静香（同）が4日の週から[299]、杉上佐智枝（同）が11日の週からそれぞれ就いた[300]。
- 2日 - 【ドキュメンタリー・芸術・特番】 日本テレビ系にて、開局65年記念番組として『日本テレビ+ルーヴル美術館 その顔が見たい!』（19:00 - 20:54）を放送。番組リポーターとしてフリーアナウンサーの有働由美子（元NHK）が民放ゴールデン・プライム帯に初めて出演した[301]。
- 6日 - 【アニメ・倫理問題】テレビアニメ化が決定していたライトノベル『二度目の人生を異世界で』（10月開始予定、放送局未発表）の製作・放送中止を発表。同作品については原作者が過去にTwitterで行った中韓両国に対する蔑視発言が問題となっており、原作者が当該発言を削除し謝罪したほか、主要出演声優が相次いで降板を発表していた[302]。
- 8日 - 【映画】日本テレビ系『金曜ロードSHOW!』にて、韓国映画『殺人の告白』（2012年）の日本リメイク版で、藤原竜也主演のサスペンス映画『22年目の告白 -私が殺人犯です-』（2017年公開、入江悠監督）をテレビ初放送[注 61]。
- 9日
  - 【バラエティ】TBSは、NEWSメンバーの小山慶一郎ならびに加藤シゲアキの一件を受け、2人がレギュラー出演している土曜0:50 - 1:20（金曜深夜）の討論バラエティ番組『NEWSな2人』について、同日（8日深夜）予定の放送（この日は通常より5分繰り下げの0:55 - 1:25に放送予定であった）を急遽休止[303]、代替としてスポーツドキュメンタリー番組『S☆1PLUS「バレーボール日本のエース・柳田将洋の海外武者修行密着」』（0:55 - 1:25）を放送した。なお、16日（15日深夜）の放送も休止した[304] が、23日（22日深夜）から放送を再開、同日は総集編を放送した（→「その他テレビに関する話題」の6月7日の記事も参照）。
  - 【音楽】1976年にTBS系『サンデースペシャル』枠で久世光彦（当時TBSプロデューサー）のプロデュースにより制作・放送された『セブンスターショー』第1回（出演：沢田研二[305]、1976年2月15日放送）の完全版映像がこのほど発見され、CS放送のTBSチャンネル2にてこの日の21:00 - 22:20枠にて42年ぶりに放映された[306]。
- 11日 - 【情報】フジテレビ系平日昼のトーク情報番組『バイキング』がこの日より13:50まで5分拡大、同様に後続の情報番組『直撃LIVE グッディ!・第1部』が5分繰り下げ・短縮して13:50開始に変更。しかし、この細部改編は7月13日までとなり、翌週16日以降『バイキング』は13:45までに復し『グッディ!・第1部』も13:45開始に復帰（ただし『グッディ!・第2部』は従前通り）。
- 12日 - 【報道】この日 シンガポールで開催された米国・北朝鮮首脳会談を受け、各局のニュース・情報番組で伝えたほか、一部の局で報道特別番組を編成した。
  - NHK総合では、8時55分 - 15時53分まで約7時間に亘り[注 62]、首脳会談のニュースを特別編成して放送した。
  - テレビ朝日系では通常の生帯の報道・情報番組に加え、『ANN報道特別番組 羽鳥慎一モーニングショー 拡大SP』（9:55 - 10:25）・『ワイド!スクランブル・第2部・拡大SP』（12:00 - 12:30）・『ワイド!スクランブル 緊急スペシャル 米朝首脳会談』（14:23 - 14:55）・『スーパーJチャンネル拡大SP』（14:55 - 16:50）を別途放送した。
  - テレビ東京系では、同日18:55 - 20:54に『池上彰の報道特番 緊急解説!!池上彰の米朝首脳会談SP』と題して緊急生放送の特別番組を放送した[307][注 63]。
- 14日〜7月16日（日本時間） - 【スポーツ】サッカー・FIFAワールドカップロシア大会開催、NHK・民放各局（JC、ただしテレビ東京系を除く[308]）にて連日中継放送[309][310]。なお、日本代表戦について、19日のグループリーグ初戦のコロンビア戦はNHK総合、24日のセネガル戦は日本テレビ系、28日のポーランド戦はフジテレビ系にてそれぞれ放送された[311]。また、7月3日（2日深夜）の決勝トーナメント一回戦の対ベルギー戦はNHK総合が中継した[312]。
- 16日 - 【音楽・芸能】フジテレビ系およびBSスカパー!にて、ナゴヤドームで開催された『第10回AKB48世界選抜総選挙』を生中継した[313]。松井珠理奈が初の第1位となった。次年以降は開催されていない。フジテレビの放送は最後となった。
- 18日
  - 【報道・災害】この日7時58分に大阪府北部で震度6弱の強い地震（大阪府北部地震）が発生、NHKと民放各局（テレビ東京系・独立局を除く）にて8時から速報で地震関連の臨時ニュースを伝えた[314]。
    - 【NHK】NHK総合はこの日の『連続テレビ小説「半分、青い。」（第12週・67回）』の放送が急遽休止となり、同日昼の再放送についても正午の全国ニュースを地震関連ニュースを中心に12:55まで拡大放送したため休止となった。その後も、16:50まで地震関連の報道特別番組を長時間に渡り放送したほか、夕方の『ニュース シブ5時』や夜の『NHKニュース7』（10分拡大し19:40まで放送）も番組の大半を地震関連ニュースに充てた。また、近畿地方では18時台のローカル報道番組『ニュースほっと関西』を全編地震関連ニュースに内容を差し替えて放送された。なお、『半分、青い。』については翌19日に朝・昼とも18日放送予定だった分の振替放送も含め2話連続で放送した[315]。ちなみに、Eテレ・BS1・BSプレミアムでも昼前まで総合テレビの報道特番をサイマル放送した。
      - このほか、総合テレビで午後に放送予定であった第196回国会参議院決算委員会中継については、Eテレに放送波を変更して放送された。

    - 【民放】民放各局も8時台の各情報番組でそれぞれ予定の内容を変更し冒頭から伝え（このうちテレビ朝日系『羽鳥慎一モーニングショー』は当初予定より30分拡大のうえ、報道特別番組扱いで9:55 - 10:25にも別途放送[注 64]）、その後も昼前から午後にかけて、各局の情報番組で一部もしくは全部の内容を変更して伝えた。
      - フジテレビ系では9:50 - 11:25枠の『ノンストップ!』（一部系列局では各局別の自主編成）を休止して『FNN報道特報 大阪北部で震度6弱』を、TBS系でも9:55 - 10:25に『JNN報道特別番組』を放送した。
      - テレビ朝日系『ワイド!スクランブル』は『第2部・拡大SP』（12:00 - 12:30）・『ANN報道特別番組 ワイド!スクランブル』（13:40 - 13:55）も別途放送（『徹子の部屋』は休止[316]、『上沼恵美子のおしゃべりクッキング』〈朝日放送テレビ制作〉は制作局では22日4:15 - 4:30に臨時枠移動[注 66]（制作局以外のテレビ朝日系列フルネット23局ではネット返上[注 67]））。
      - 読売テレビ制作・日本テレビ系『情報ライブ ミヤネ屋』では司会の宮根誠司（フリーアナウンサー）が交通渋滞の影響で読売テレビ本社への到着が遅れ、宮根が到着するまでの代理として野村明大（読売テレビアナウンサー）が繋ぎで担当（宮根は移動中の間に電話で出演）した[317]。
      - TBS系（一部地域のみ）では夕方枠の報道番組『Nスタ（第0部）』の前座に報道特別番組扱いで『Nスタ スペシャル』として急遽編成、このため午後枠の『ゴゴスマ -GO GO!Smile!-』（CBCテレビ制作）は制作局のみ15:49 - 15:57に放送された（TBSほか、通常時の15:49までのネット局では全局臨時非ネット）。

    - 【近畿広域圏】在阪準キー局の一部や関西地区の一部独立局でも午前10時前後より関西ローカルで報道特別番組を放送したほか、各局ローカル報道・情報番組でも地震関連情報を伝えた。
      - 朝日放送テレビでは夕方枠のローカル報道番組『キャスト』は『スーパーJチャンネル』のANNゾーンの大幅な前拡大（16:50 - 18:15、当初予定より58分前拡大）に伴い、「第1部」の放送時間を15:53 - 16:50に急遽繰り上げ・拡大し、「第1部」の前に「前拡大」（13:55 - 15:53）を報道特別番組として放送した。
- 21日 - 【バラエティ・不祥事】TBS系『水曜日のダウンタウン』の企画で、5月22日夜にJR恵比寿駅周辺で行われたロケにて男性お笑いタレントを車で連れ去るシーンを撮影中に、複数の通行人から警視庁渋谷警察署に110番通報される騒ぎを起こし、翌日に担当ディレクターら2人が厳重注意を受けていたことがこの日判明。TBSは「誠に申し訳ない。企画の見直しを検討すると同時に再発防止に努める」と謝罪。放送はお蔵入りとなった[318][319]。また同番組の出演者の一人である松本人志（ダウンタウン）も24日、自ら司会を務めるフジテレビ系『ワイドナショー』の中で謝罪[320]。さらに7月4日、28日付でTBSテレビ新社長に就任した佐々木卓も初定例会見の場で謝罪した[321]。
- 29日 - 【アニメ】テレビ朝日系『クレヨンしんちゃん』の主人公「野原しんのすけ」の声を、1992年4月13日の放送開始から26年3ヶ月間務めた声優の矢島晶子が、同日放送分を最後に勇退[322]、翌週7月6日放送から後任として小林由美子が就任[323] するとともに、新オープニング主題歌としてゆずの「マスカット」を採用[324][注 68]。

### 7月

#### 7月上期
- 1日 - 【アニメ】フジテレビ系『サザエさん』ではこの日の放送分にて、七夕にちなみ作品通算7777話目[注 69] となる、「あさひが丘の織姫さま」を放送[注 70]。
- 2日〜8日 - 【活動進退】関ジャニ∞結成時からのメンバーで、グループ脱退ならびに年内一杯でジャニーズ事務所を退所する渋谷すばるが、以下の各レギュラー番組などで最後のテレビ出演となった[326]。
  - 2日 - 【バラエティ・食】TBS系のグルメバラエティ番組『ペコジャニ∞!』ではこの日、Toshl（X JAPAN）をゲストに迎え、Toshlと渋谷によるトークを展開した[327]。この日、対決では渋谷は勝ち、食べることができ、有終の美を飾った（この日、同じく出演者のホンジャマカ石塚英彦は『TFP2018』から4時間出演した）。
  - 5日（4日深夜） - 【バラエティ・近畿広域圏】関西テレビほかで放送の『関ジャニ∞のジャニ勉』（関西地区は木曜未明（水曜深夜））ではこの回はゲスト枠を設けず、渋谷を含むメンバー7人のみが出演し「あおっぱなでも前向きに元気がでちゃうSP!」と題した特別編が放送された[328]。
  - 6日 - 【音楽】テレビ朝日系『ミュージックステーション2時間スペシャル』（20:00 - 21:48）に関ジャニ∞が出演。同番組での7人体制での最後の生歌唱となったこの日は「がむしゃら行進曲」と「NOROSHI」の2曲を披露した[329]。
  - 7日
    - 【バラエティ】フジテレビほかで放送の『関ジャニ∞クロニクル』（土曜10:53 - 11:21）も渋谷のラスト出演で、彼を含むメンバー7人全員で名物企画「いきなりドッジ」に挑戦した[329][330]。
    - 【音楽】日本テレビ系の夏恒例の長時間音楽特番『THE MUSIC DAY 伝えたい歌』（12:00 - 16:30・16:50 - 19:00・19:00 - 22:54）にも関ジャニ∞が出演（2013年の第1回より6年連続）。目玉企画の10大メドレーの一本「ジャニーズ平成30年間メドレー」に参加した他、2014年のヒット曲「オモイダマ」を熱唱した[329]。なお、渋谷を含む7人体制での生放送歌番組出演はこれが最後となった。

  - 8日 - 【音楽・バラエティ】テレビ朝日系の音楽バラエティ番組『関ジャム 完全燃SHOW』ではこの日、番組初の生放送を実施、関ジャニ∞と東京スカパラダイスオーケストラによるスペシャルコラボセッション[331] のほか、2曲をグループ自ら選曲して披露した。なお、渋谷を含む7人体制での最後の生放送出演、かつ渋谷のメンバーとしてのテレビ出演もこれが最後となった[326][329]。
- 3日・6日・7日・8日・12日・22日 - 【追悼】2日に桂歌丸（落語家、81歳没）が死去したことを受け、『笑点』（日本テレビ系）をはじめとする一部番組で追悼特集を放送。
  - 3日 - 【トーク】テレビ朝日系『徹子の部屋』はこの日「緊急追悼 桂歌丸さん」と題して放送した[注 71]。なお、この日から本来の追悼特集である毎年恒例の「上半期追悼特集」を放送する予定だったが、翌日からに順延、各1日スライドとなった（このため「上半期追悼」は4〜6日に変更[332] となるも、6日の第3日については、後述の報道特別編成によりさらに延期、23日に移動となった）。
  - 6日 - 【演芸・トーク・人物】NHK総合ではこの日の15:10 - 16:00に追悼番組『桂歌丸さんをしのんで』を放送。番組では『三遊亭圓楽の演芸図鑑』（2017年11月5日・11月12日放送）での六代三遊亭円楽との対談と『日本の話芸』（2014年4月6日放送）を再編集して放送した[333]。
  - 7日・8日 - 【演芸】NHK『日本の話芸〈桂歌丸落語「紙入れ」〉』（2007年3月10日放送）のアンコール放送を総合テレビ（7日）とEテレ（8日）でそれぞれ放送[333]。
  - 7日
    - 【ドキュメンタリー】NHK BSプレミアムではこの日の13:30 - 14:15、『わたしが子どもだったころ「落語家 桂歌丸」』（2007年5月16日放送）を再放送[333]。
    - 【トーク】BS朝日ではこの日『徹子の部屋』（テレビ朝日制作）の歌丸追悼回（3日放送、12:30 - 13:00）のほか、18:00 - 18:54には『ザ・インタビュー〜トップランナーの肖像〜』の歌丸出演回（2017年4月8日放送）を再放送[334]。

  - 8日
    - 【トーク】BS-TBSでこの日『関口宏の人生の詩』の歌丸出演回（2014年10月1日放送）を再放送（16:00 - 16:54）[335]。
    - 【演芸】歌丸が1966年5月の放送開始時から50年間レギュラー出演し、死去前日まで終身名誉司会[注 72] を務めた日本テレビ系『笑点』は、歌丸が番組初期からの大喜利回答者かつ2006年から2016年まで5代目司会者を務めた功績を称え、通常の番組構成を変更し「桂歌丸師匠 ありがとうスペシャル」として放送[336]。

  - 12日 - 【人物・特番】日本テレビ系では当初の予定を変更し『笑点』メンバー全員が生出演しての『ミスター笑点 桂歌丸師匠追悼特番』（19:00 - 20:54[注 73]）を生放送し、故人を偲んだ[注 74]。
  - 22日
    - 【演芸】日本テレビ系『笑点』では、この日の放送よりオープニングのアニメーションに於ける桂歌丸の肩書を『永世名誉司会』 に改めると同時に[337]、番組公式サイトでも同様の措置を執った[338]。
    - 【演芸】TBSでこの日早朝の『落語研究会』（第3日曜4:00 - 5:00、関東ローカル）にて、歌丸出演回（1994年7月20日、国立劇場小劇場にて収録）を追悼放送[339]。
- 5日・8日 - 【活動進退】フジテレビ系そしてBSフジで45年間放送され、3月で終了した『ポンキッキシリーズ』の人気キャラクターだった「ガチャピン」と「ムック」が、本格的にテレビ出演を再開[注 75]、新たなレギュラー番組2本が放送開始する。
  - 5日 - 【紀行】フジテレビにて、ガチャピンが日本各地を旅するミニ番組『ガチャピン旅だより』（木曜22:54 - 23:00、関東ローカル）を放送開始（初回は23:34 - 23:40[340]、 - 9月27日）。
  - 8日 - 【キッズ】BSフジにて『ポンキッキーズ』の終了以来3ヶ月ぶりに、ガチャピンとムックのコンビによる新たなレギュラー番組として、両名を冠した『ガチャムク』（日曜8:30 - 8:53）を放送開始[341]。ガチャピンらをサポートする「お姉さん」役として、女性歌手グループ・E-girlsのメンバー、須田アンナ・武部柚那の2名を起用[342]。
- 5日 - 【バラエティ・表現問題】タレントの東国原英夫（元宮崎県知事・衆議院議員）がこの日、自身のTwitterで、自らも準レギュラーとして出演している毎日放送制作・TBS系『プレバト!!』6月7日放送回で詠んだ俳句が2017年6月に宮崎日日新聞に掲載された俳句と酷似している疑惑に触れ「盗作を行ったつもりはないが、結果的に類似してしまったことは私の至らなさである」と謝罪。今後の対応については番組スタッフと協議するとした[343]。
- 6日・7日 -【報道・災害・事件】6日から7日朝にかけて西日本を中心とする各地での豪雨による被害（平成30年7月豪雨）により、NHK総合と民放各局で関連ニュースを伝えた。また6日朝には、一連のオウム真理教事件首謀者で元教祖の麻原彰晃（松本智津夫）ら死刑囚7名に対する死刑執行が行われたことを受け、各局のニュースや情報番組でも伝えられた。また、一部の局では報道特別番組が放送された。
  - 6日〜8日 - 【NHK】NHK総合では各日とも豪雨関連（平成30年7月豪雨）を中心とした緊急特別報道体制の影響で、番組編成が大幅に変更となった。
    - 6日 - 『あさイチ』の金曜企画「プレミアムトーク」（ゲスト：東出昌大〈俳優〉）を放送中に松本死刑囚らに死刑執行のニュースが入り、そのまま打ち切って緊急報道特番を放送した[344]。その後も大雨・オウム関連の報道特番を随時放送したため、日中の通常番組が『連続テレビ小説「半分、青い。」』の再放送（12:45 - 13:00）などを除き休止もしくは時間変更・短縮となった（『BSコンシェルジュ』は総合のみ休止[注 76]、『ごごナマ』は第1部・第2部ともに縮小〈前者は13:30 - 14:00、後者は14:22開始〉[注 77]、上述の『桂歌丸さんをしのんで』は2分遅れで放送）。また、17時過ぎに福岡県などに大雨特別警報が出されたことを受け、当時放送中だった『ニュース シブ5時』を急遽10分拡大（16:50 - 18:20）。この影響で18時台のローカル報道番組枠（関東地方の場合は『首都圏ネットワーク』）が10分繰り下げ・短縮（18:20 - 19:00）となった。さらに夜には広島県などにも大雨特別警報が出され、『NHKニュース7』（19:00 - 20:50、80分拡大）や『ニュースウオッチ9』（21:00 - 23:00、60分拡大）、『ニュースチェック11』（23:00 - 23:40、10分前拡大）といった夜間の各報道番組を急遽拡大放送し、関連情報を伝えた。これに伴い同日夜の番組が大部分変更され、このうち『チコちゃんに叱られる!』については、一旦通常の再放送枠である7日（土）8:15 - 9:00枠を全国一斉に本放送扱いにすることに一旦決めたものの、当該時間帯が大雨関連の報道特番に差し替えられた関係上この週は放送を見送った。また、22:00 - 22:45に放送予定だったコントバラエティ特番『LIFE!〜人生に捧げるコント〜』（13日と2週連続予定、第1週）を休止した（該当回を翌週13日とし、当初予定の第2週回を8月7日に変更[注 78][345]。さらに、深夜から翌朝にかけて放送予定だった『ウィンブルドンテニス2018「女子シングルス・3回戦」』中継は総合テレビからEテレに放送波変更の上、翌7日1:30 - 5:00に時間変更して放送した[346]。
    - 7〜8日 - 6日に続き大雨関連の特別報道体制を敷いた為、この週の『土曜スタジオパーク』（ゲスト：二階堂ふみ）は通常より40分繰り下げ・30分短縮での放送となった（14:30 - 15:00）。また、午後6時台の『土曜時代ドラマ「そろばん侍 風の市兵衛」』は、18時の定時ニュースが18:07まで延伸したため2分繰り下げて（18:07 - 18:45）放送されたが、中国地方では当該時間帯に大雨関連のローカル報道特番を放送したためネット返上となった[注 79]。さらに、『NHKニュース7』を大雨関連ニュースを中心に20:15まで拡大放送したため、19:30から放送予定だった『ブラタモリ』「#108 関門海峡・門司」は翌週14日に順延となり、さらに『有田P おもてなす「Produce12 間宮祥太朗」』（22:10 - 22:53）も休止[347]（→8月4日へ移動）となった。また『土曜ドラマ「バカボンのパパよりバカなパパ」』放送中に千葉県でM6.0の地震が発生したため番組途中で中止、地震関連の緊急ニュースに切り替えた。（→2018年のテレビドラマ (日本)#7月も参照）。8日も7時台の『NHKニュース おはよう日本』を15分延長し、8時台の『小さな旅』『うまいッ!』をそれぞれ休止。また『NHKのど自慢』も同日、宮本武蔵顕彰武蔵武道館（岡山県美作市）から公開生放送予定だったが、中止となった[348]。さらに、『NHKニュース7』を大雨関連ニュースを中心に20:00まで拡大放送したため、19:30からの『ダーウィンが来た!生きもの新伝説』が休止となった。

  - 6日 - 【民放】民放各局の8時台の各情報番組でもオウム関連を速報とともに伝え、昼前には一部の局で報道特別番組を編成したほか、昼枠の情報番組でも大雨関連と並行しながら伝えた。
    - 【情報】テレビ朝日系では『羽鳥慎一モーニングショー』の通常放送とは別枠となる、『じゅん散歩』（テレビ朝日・メ〜テレのみ。他系列局は各局別の自主編成）の休止代替特番『報道特別番組 羽鳥慎一モーニングショー拡大SP』を一部地域を除いて放送し、『ワイド!スクランブル』も通常放送とは別枠で『徹子の部屋』の休止代替特番として『第2部・拡大SP』を急遽放送した。
    - 【報道特番】フジテレビ系も9:50 - 11:25枠の『ノンストップ!』（一部系列局では各局別の自主編成）を休止して『FNN特報 オウム松本死刑囚ら死刑執行』を放送したほか、TBS系も9:55 - 10:25に同ニュース関連の報道特別番組を放送した（一部地域を除く）。
    - 【報道特番】CBCテレビ制作・TBSほか『ゴゴスマ -GO GO!Smile!-』を制作局CBC以外のネット局全局で休止（CBCでは15:49 - 15:57に大幅短縮して放送）し、同番組のネット局全局およびそれ以外の系列局の一部では『報道特別番組 Nスタスペシャル』（13:55 - 15:49）をこの日の『Nスタ』の通常放送とは別途放送、オウム関連報道に加え、各地の大雨の最新情報も並行して伝えた[349][350]。
    - 【報道特番】フジテレビ系『金曜プレミアム』（19:57 - 21:55）では同日のラインナップを急遽変更。当初予定の『くらべるマネー』を差し替え、報道特番『緊急スペシャル 教祖麻原ら7人死刑執行 日本が震えたオウム事件の〝真実〟』を放送[351]。なお『くらべるマネー』は8月17日に移動して放送された。
- 8日・12日 - 【ドキュメンタリー】NHK総合『NHKスペシャル』では上述の豪雨災害（平成30年7月豪雨）および、オウム死刑囚の死刑執行関連で、それらに関するドキュメントを放送した。
  - 8日（レギュラー、日曜21:00 - 21:49）は『オウム 獄中の告白〜死刑囚たちが明かした真相〜』と題し、オウム事件の真相を極秘資料や死刑囚の手紙を基に検証した[352]。
  - 12日（特別編成、22:00 - 22:45[注 80]）は『緊急検証 西日本豪雨 "気象新時代" 命を守るために』と題し、今回の豪雨における被害、および人命について徹底検証した[353]。
- 8日 -【お笑い・近畿広域圏】朝日放送テレビにて、毎年恒例の『第39回ABCお笑いグランプリ（決勝大会）』をこの日生放送（関西ローカル）、ワタナベエンターテインメント所属のコンビ・ファイヤーサンダーが優勝[354]。
- 12日
  - 【報道・情報・不祥事】6日に岡山県総社市で発生した工場爆発事故[注 81]に関する報道で、爆発直後の映像は全く別物の映像だった事が判明し、テレビ朝日とフジテレビはこの日、番組内および公式サイトにて謝罪した。テレビ朝日は平日朝の情報番組『グッド!モーニング』の9日放送分と、日曜朝の報道情報番組『サンデーLIVE!!』（朝日放送テレビ・名古屋テレビ〈メ〜テレ〉との共同制作）の8日放送分でそれぞれ取り上げたが、この日の『グッド!〜』番組内にて謝罪した。またフジテレビも日曜夜の『Mr.サンデー』（関西テレビと共同制作）の8日放送分で映像を取り上げたが、この日、同局の同番組サイトで謝罪した[356][357]。
  - 【情報・事故】朝日放送テレビ『おはよう朝日です』（関西ローカル）のリポーターを務める七井貴行（タレント）が、6月末に行われた番組のロケ中に肋骨を骨折する怪我を負い、全治4週間の診断を受けていたことがこの日判明。同局は「事故再発に努めると共に七井さんに対してお詫び申し上げます」と謝罪した[358][359]。
- 14日〜9月29日 - 【音楽・人物】日本テレビにて、9月16日をもって芸能活動を引退する歌手・安室奈美恵の冠ミニ番組『namie amuro Final Space』（土曜22:54 - 23:00）を放送。番組では安室が25年間の歌手生活で大切にしてきた事をキーワードとともにひも解き、独占密着映像の他、引退当日まで東京・沖縄など各地で開催の展覧会についても紹介した[360][361]。
- 14日 - 【バラエティ・紀行】テレビ東京系『出川哲朗の充電させてもらえませんか?スペシャル』（18:30 - 20:54）にて、明石家さんま（タレント）がゲストとして登場し、メインである出川哲朗（タレント）と山形県でバイクツーリングを楽しんだ。なお、さんまの同局番組出演は『サタデーナイトショー』（1981年 - 1984年）以来約34年ぶりとなった[362][363]。
- 15日 - 【お笑い・近畿広域圏】読売テレビにて年3回放送されている漫才特番『漫才Lovers』のMCがこの回から交代（東野幸治→千鳥）[364]。

#### 7月下期
- 16日 - 【ドキュメンタリー・人物】NHK総合『プロフェッショナル 仕事の流儀』はこの日「宇多田ヒカル スペシャル」と題して放送（22:00 - 22:50[注 82]。番組では宇多田ヒカル（歌手）の音楽制作の現場に密着し、最新アルバム『初恋』の制作過程を紹介した[366]。
- 17日（16日深夜） - 【バラエティ】日本テレビでこの日、アイドルグループ・HKT48の冠バラエティ番組『HKTBINGO!』が放送開始[367][注 83]（ - 9月25日）。
- 20日
  - 【スポーツ】日本テレビでこの日0:59（19日深夜）よりeスポーツをメインにした新スポーツエンタテイメント番組『eGG』を放送開始（毎月1回放送の50分番組）。MC陣はDAIGO（ミュージシャン〈BREAKERZ〉）、生駒里奈（女優、元乃木坂46）、岸大河（ゲームキャスター）、佐藤梨那（同局アナウンサー）の4名[368]。
  - 【映画】日本テレビ系『金曜ロードSHOW!』がこの日からリニューアル、タイトルロゴ並びにオープニング映像を一新。新たに細田守（アニメ映画監督）が手掛けたアニメーション映像[369] を使用開始。また同日と翌週27日は「2週連続細田守監督SP」と題し、細田作品2本を2夜連続で特集[370]、同日は『時をかける少女』（2006年）が、27日は『バケモノの子』（2015年）をそれぞれ放送した。
  - 【バラエティ】テレビ東京系『所さんの学校では教えてくれないそこんトコロ!』の新レギュラーとして、Hey! Say! JUMPのメンバー髙木雄也がこの日から加入[371]。
- 22日 - 【報道・情報・不祥事】フジテレビはこの日、平日午後の情報番組『直撃LIVE グッディ!』と日曜朝の報道番組『報道プライムサンデー』の両番組でオウム真理教事件死刑囚の死刑執行の影響などを伝えた際に誤りがあった問題について、13日放送の『グッディ!』と15日放送の『プライムサンデー』両番組にて、麻原彰晃（松本智津夫）元死刑囚の出演した映像が執行後にオウムの後継団体「Aleph」の信者に配られたと伝えたが、実際は執行前から配布されたものだったことがわかり、この日放送の『プライムサンデー』番組内で謝罪した[372]。
- 24日 - 【オリンピック・キャンペーン】NHK総合ではこの日で2020年東京オリンピック開幕の丁度2年前となることに合わせ「みんなで。2020宣言」と題するキャンペーンを『おはよう日本』ほか各番組で展開。同日の目玉番組には、前年10月に続き内村光良（ウッチャンナンチャン）司会による生放送番組『内村五輪宣言!〜TOKYO2020開幕2年前スペシャル〜』（19:30 - 20:43）が放送された[373]。
- 26日 - 【バラエティ・お笑い】日本テレビ系『ぐるぐるナインティナイン』にて、元日未明の特番としても放送されている次世代芸人発掘企画「おもしろ荘」をこの日『ぐるナイおもしろ荘 この夏ブレークする芸人が生放送で決定SP!』と題して生放送[374]、クロコップ（ケイダッシュステージ所属）[375] が優勝した[376]。
- 28日・29日 - 【特番・バラエティ】テレビ東京で28日に放送予定だった『アサヒビールスペシャル 独占生中継 第41回隅田川花火大会』が、台風12号の影響により大会自体が翌29日に順延となったため、28日・29日にテレビ東京で18:30 - 20:54に放送予定だった番組を交換することとなり、29日には順延となった花火大会の中継を放送し[377][注 84]、28日には当初29日にテレビ東京系列全局で放送予定だったバラエティ特番『世界を救え!サムライバスターズ2〜最恐生物一斉討伐SP!〜』を制作局のテレビ東京に限り1日繰り上げて放送した[378]（テレビ東京以外の系列5局は当初予定通り29日に放送となり、結果的に遅れネットに変更となった）。
- 29日
  - 【スポーツ】テレビ東京系日曜未明（土曜深夜）のサッカー番組『FOOT×BRAIN』のキャスターを務めた皆藤愛子（フリーアナウンサー、2015年1月より在任）が同日放送分をもって、3年半務めた同番組を卒業[379]。
  - 【バラエティ】日本テレビ系『世界の果てまでイッテQ!』にて、9月で引退する歌手の安室奈美恵が特別出演。なお、安室の出身地である沖縄県には日本テレビ系列局の置局がないため、琉球放送（RBC、TBS系）で日曜日の13時に遅れネットしているが、この回に限り8月8日（水曜）の20時から臨時に遅れ幅を縮めて遅れネットした。これはRBCに問い合わせが多数相次いだために異例の繰り上げ放送となったものである[380]。
- 30日〜8月5日 - 【スポーツ】CS放送・テレ朝チャンネル2にて、 中国・南京市で開催の『2018年世界バドミントン選手権大会』を連日中継放送[381]。また同大会はBS朝日で決勝戦（5種目）が生中継され、テレビ朝日地上波でも深夜に録画放送された。
- 31日 - 【報道・結婚】日本テレビ系『NEWS ZERO』で火曜キャスターを務める桐谷美玲（女優）がこの日の放送にて、俳優の三浦翔平との結婚を生報告した[382]。

### 8月
- 2日〜12日 - 【スポーツ】テレビ東京開局55周年特別企画として、女子ソフトボールの国際大会『世界女子ソフトボール2018』（千葉県にて開催）を同系にて独占中継放送。なお、8日に行われる予定だった第7日「オーストラリア×日本」戦は台風13号の影響で試合・中継ともに中止となり、翌9日（第8日）に順延して行われ、同日中継された。
- 5日 - 【スポーツ】テレビ東京系日曜未明（土曜深夜）のサッカー番組『FOOT×BRAIN』は、この日の放送より番組リニューアルを行い、新アシスタントに鷲見玲奈（同局アナウンサー）が就任[383]。また「BRAINスカウター」として佐藤美希（タレント/Jリーグ名誉マネージャー）を起用[384]。
- 5日〜21日 - 【スポーツ】第100回全国高等学校野球選手権記念大会（阪神甲子園球場）をNHK（総合・Eテレ）、朝日放送テレビ[注 5][注 85]・BS朝日・スカイA[注 86] にて中継放送。また、5日の開会式はテレビ朝日系でも全国ネット放送された（9:00 - 9:30）。
  - 【朝日放送テレビ】期間中、同局・テレビ朝日共同制作・テレビ朝日系にて恒例のダイジェスト番組『熱闘甲子園』を放送。高校野球スペシャルナビゲーターの相葉雅紀（嵐）[386]、古田敦也（元ヤクルト選手→兼任監督）、ヒロド歩美（朝日放送テレビアナウンサー）が出演[387]（初日のゲストには始球式を務めた松井秀喜〈星稜OB、元巨人→ヤンキース〉が出演した）。また朝日放送テレビにおける大会中継放送（BS朝日・スカイAでの中継のみならず、朝日放送ラジオでの中継も含む）及び『熱闘〜』のテーマソングには“2018 ABC夏の高校野球応援ソング”と題して、嵐が歌唱する「夏疾風（なつはやて）」（作詩・作曲：北川悠仁〈ゆず〉）を採用[388]。開幕前日となる4日には『熱闘甲子園直前スペシャル!号泣甲子園』と題した特番がテレビ朝日系にて放送された（15:00 - 16:25、一部系列局では別日時に遅れネット）[389] ほか、5日朝には同系の日曜朝の情報番組『サンデーLIVE!!・第4部』（8:30 - 9:00、テレビ朝日・朝日放送テレビ・名古屋テレビ共同制作）を開会式直前まで別途放送、相葉と古田がゲスト出演した。また、13日放送の『熱闘〜』にゲストとして、かつて同番組でキャスターを務めた経験を持つ栗山英樹が、現役のプロ野球関係者で番組史上初めて出演した。なお、栗山の同番組出演は、日本ハムの監督に就任する前年の2011年以来7年ぶりとなった[390] ほか、同日には、栗山と同じく2011年までキャスターを務めた長島三奈（元・テレビ朝日スポーツ局記者）もゲスト出演し、栗山・長島コンビの『熱闘〜』が7年ぶりに復活した[391]。
  - 【NHK】夏の甲子園100回を記念し、同局初となる高校野球中継テーマソングとして、福山雅治（歌手・俳優）による楽曲「甲子園」を採用、大会期間中の放送や大会前の関連番組で使用[392]。またNHKの高校野球中継には1999年の藤井彩子以来19年ぶりとなる女性実況アナウンサーとして澤田彩香（NHK名古屋放送局所属）を起用[393]。なお、大会直前には高校野球特集番組を多数編成し、うち3日19:30 - 20:42・4日19:30 - 20:45にて『夏の甲子園100回記念 真夏の熱球スペシャル』（司会：矢作兼〈おぎやはぎ〉と杉浦友紀〈NHKアナウンサー〉）を2夜連続で[394][395]、また4日の18:05 - 18:43枠にて『夏の高校野球100回記念 甲子園!細かすぎる応援マニュアル』をそれぞれ放送した。
- 8日 -【音楽】NHK総合にてこの日、サザンオールスターズのデビュー40周年を記念して特別番組『クローズアップ!サザン』を放送（22:20 - 23:30[注 87]）。番組では「勝手にシンドバッド」等の代表曲から最新ベストアルバム「海のOh, Yeah!!」から「壮年JUMP」までをスタジオライブで演奏したほか、桑田佳祐を中心にサザン40周年の歴史等を紹介した[397][398]。
- 9日・11日 - 【追悼】4日に俳優の津川雅彦（78歳没）が死去したのを受け、各局で追悼番組を編成。
  - 9日 - 【トーク】テレビ朝日系『徹子の部屋』はこの日の放送内容を急遽変更し「緊急追悼 津川雅彦さん」と題した特集を放送[399][注 88]。
  - 11日 - 【教養・人物】BS朝日はこの日の19:00 - 20:54に『追悼・津川雅彦さん 昭和偉人伝〜映画を愛し、妻を愛した役者兄弟 俳優・長門裕之／津川雅彦〜』と題し、2018年7月11日放送の『昭和偉人伝』の再構成や津川本人のインタビューなどを中心とした内容を網羅した追悼番組を放送した[400]。
- 9日 - 【報道・追悼・沖縄県】沖縄県知事の翁長雄志（当時、67歳没）が8日に死去したのを受け、琉球朝日放送（QAB、テレビ朝日系列）では予定を変更し16時50分より追悼番組として『QAB緊急報道特番 翁長知事 逝く』を放送[401]。
- 9日〜13日 - 【スポーツ】テレビ朝日系にて、水泳の国際大会『パンパシ水泳東京2018』の模様を中継放送[402]。
- 13日 - 【トーク・バラエティ】NHK総合で月1回放送されるさだまさし冠司会の生放送トーク番組『今夜も生でさだまさし』（月1回日曜0:05 - 1:35〈土曜深夜〉）はこの日、7月29日に北海道釧路市の釧路フィッシャーマンズワーフEGGにて公開収録された『今夜も生でさだまさし〜またまた北の国から2018夏・釧路〜』の回を放送（23:55 - 翌1:25）[403]。当初、同日に生放送される予定だったが、台風12号のニュースの関係で生放送中止（同番組としては初の放送中止）となっていた（収録も番組としては初）。
- 17日 - 【教養・芸能】NHK Eテレ『にっぽんの芸能』にてこの日、前年6月9日に放送し大きな反響を呼んだ、歌舞伎俳優の中村獅童とバーチャルシンガーの初音ミクの共演による「超歌舞伎」の最新作「積思花顔競〜祝春超歌舞伎賑〜（つもるおもいはなのかおみせ またくるはるちょうかぶきのにぎわい）」を放送した[404]。
- 18日 - 【音楽】NHK総合（ラジオ第1と同時）にて、"夏の紅白"として知られ、50回目を迎えた夏恒例の音楽特番『第50回思い出のメロディー』（8月4日、東京・NHKホールにて公開収録）を放送（19:30 - 20:50・21:00 - 22:00）[405]。この年のテーマは「名曲でつなぐ 昭和と平成 わたしと明日」[406] で、司会は木村佳乃（女優）と氷川きよし（歌手）、高瀬耕造（NHKアナウンサー）のトリオが務めた。なお、木村は今回が初の音楽番組司会で[405]、氷川は2008年（第40回）と2017年（第49回）に続き3度目（2年連続）の登板[406]。この回では、デビュー30周年を迎えた女性デュオ・Wink（相田翔子、鈴木早智子）が10年ぶりに復活出演した[407]。
- 19日〜9月2日 - 【スポーツ】TBS系およびBS-TBSにて、 インドネシア ジャカルタ・パレンバンで開催の『アジア大会2018ジャカルタ』（18日開幕）を独占中継放送。スペシャルキャスターに高橋尚子（元女子マラソン選手）、スペシャルゲストに北島康介（元競泳選手）と、それぞれオリンピックメダリストを起用し[408]、中継番組テーマ曲にはサザンオールスターズの「東京VICTORY」が採用され[409]、地上波では連日、ゴールデンタイム枠を中心に生中継した[410]。
- 25日 - 【スポーツ】フジテレビは1時55分（24日深夜）から4時30分まで、2018 FIFA U-20女子ワールドカップ決勝戦の 日本 対  スペイン戦（フランス・ヴァンヌ スタッド・デ・ラ・ラビン）を地上波で生中継（最大延長5時30分）[411]。
- 25日〜26日 - 【特番】日本テレビ系にて毎年夏恒例の『24時間テレビ 「愛は地球を救う」41』を放送。この年のテーマは「人生を変えてくれた人」で、メインパーソナリティをジャニーズ事務所所属の5人組グループ・Sexy Zoneが務めた[412][413][414][415]。この年、従来のマラソンから一転してトライアスロン形式で行われたチャリティーマラソンはみやぞん（お笑いタレント、ANZEN漫才）がランナーを務めた[416][417]。なお、この年の平均視聴率は15.2%（関東地区・世帯・リアルタイム、ビデオリサーチ調べ）を記録（こちらも参照）、募金額は26日20時時点で2億6787万5910円となった[418]。
- 25日 - 【アニメ】フジテレビ系『土曜プレミアム』にてこの日、アニメ『ONE PIECE』のスペシャルエピソード第7弾で、シリーズ屈指の大冒険とされる「空島編」を描く『ONE PIECE エピソードオブ 空島』を放送[419]。同エピソードに登場するキャラクター「ガン・フォール」役のゲスト声優として、歌舞伎俳優の四代目市川猿之助が出演[420]。
- 26日
  - （25日深夜）【トーク・バラエティ】NHK総合『今夜も生でさだまさし』はこの日（日本時間）0:05 - 1:35に『今夜も生でさだまさし〜キトの国から2018夏・エクアドル〜』と題し、南米 エクアドルの首都・キトから衛星生中継で放送された。
  - 【音楽】前年までの「日本有線大賞」（2017年まで、授賞式はTBS系で放送）に代わり、2018年度より演歌・歌謡曲に特化した「日本演歌歌謡大賞」を新たに制定するのに伴い、BS11にてこの日から月1回、大賞候補の演歌系歌手が出演する歌謡トーク番組『日本演歌歌謡大賞への道』を放送開始（毎月最終日曜5:00 - 5:29）。初回ゲストは大月みやこと氷川きよし[421]。
- 29日 - 【スポーツ】読売テレビ制作・日本テレビ系にて夏恒例の『Iwataniスペシャル 鳥人間コンテスト2018』を放送（19:00 - 20:54）。この年の第41回大会は例年通り滋賀県彦根市の松原水泳場を舞台に7月28・29日の2日間の予定で開催されるも、台風12号の影響により1日目に前倒しして実施していた「人力プロペラ部門」が途中で不成立となったが、番組は予定通り放送された[422][423]。この年は「滑空機部門」を中心に構成し[423]、出場者への密着も交えて放送した。
- 31日〜9月1日 - 【編成・教育】NHK Eテレでは、前年（2017年）に『8月31日の夜に。』と題し、新学期前日のジュニア世代向けに生放送を編成し、SNSなどを通じて幅広く若者たちの声を拾うなどして、ジュニア世代たちへ明日を開くヒントを見つけていく番組編成を実施したことが好評だったことを受け、本年も『#8月31日の夜に。』と題し、31日夜から翌9月1日未明にかけて放送の生放送番組2本を始め、この前後にジュニア世代向け番組を編成した[424]。

### 9月

#### 9月上期
- 1日 - 【特番・愛知県】テレビ愛知（TVA、テレビ東京系）ではこの日で開局35周年となるのを記念して、「地元・愛知への感謝」をテーマに記念特別番組を放送[425][426]。この日は目玉として、約5時間の生放送特番『開局35周年大感謝祭 5時間ぶち抜き!ガチ生SP』（11:00 - 16:00、プロ野球中継「中日×巨人」を挿入）を愛知県ローカルで放送した[427] ほか、教養バラエティ特番『花嫁は見た!絶対トクする凄技列伝』（16:00 - 17:15）をテレビ東京系全国ネットで放送[428]。また『出川哲朗の充電させてもらえませんか?』（テレビ東京制作）の2時間30分スペシャル（18:30 - 20:54）では、出川哲朗（タレント）と黒沢かずこ（森三中）らによる岐阜県木曽路から名古屋城を目指すバイク旅の模様を放送した[429][注 89]。
- 2日
  - 【追悼】NHK総合ではこの日、昭和を代表する俳優2名の追悼番組が編成された。同日の『あの日 あのとき あの番組』（13:50 - 15:00）では6月18日に死去した加藤剛（80歳没）を偲び、真野響子（女優）をゲストに招き、加藤が主演した1976年度NHK大河ドラマ『風と雲と虹と』の最終回「久遠の虹」（本放送：1976年12月26日）を放送した[430]。また16:20 - 17:05枠では8月4日に死去した津川雅彦（78歳没）を偲び『俳優・津川雅彦さんをしのんで』を放送。同番組では司会を渡邊あゆみ（NHKアナウンサー）が務め、津川の長女・真由子（女優）や笹野高史（俳優）など津川とゆかりの深いゲストを招き、人間・津川雅彦を語った[431]。
  - 【アニメ・追悼】フジテレビ系『ちびまる子ちゃん』では、原作者のさくらももこ（漫画家、8月15日没、53歳没）を追悼して急遽放送内容を変更、2011年10月16日に原作25周年を記念して放送された「まる子、きょうだいげんかをする」「まる子、つづらの中身が知りたい」の2話をアンコール放送[432]、終盤にてさくらへの追悼コメントを静止画にて表示した[注 90]。当初放送予定の回[注 91] は16日に放送[434]。
  - テレビ朝日系
    - 【トーク・バラエティ】『雨上がり決死隊のトーク番組アメトーーク!』の日曜版『日曜もアメトーーク!』（2016年10月16日 - ）がこの日の2時間拡大版をもって約2年間に亘る放送を終了。なお、木曜ネオバラエティ枠の『アメトーーク!』本体は10月以降も継続[435]。
    - 【スポーツ】『日曜プライム』（21:00 - 23:24、19分後拡大）にて、とんねるずの冠スポーツ特番『とんねるずのスポーツ王は俺だ!2018年夏の決戦スペシャル』を放送、「リアル野球BAN」では「甲子園100回記念特別試合!!」と題し松井秀喜（元ニューヨーク・ヤンキース）、立浪和義（元中日ドラゴンズ）ら、かつての甲子園名選手らによる「甲子園レジェンド・チーム松井」と石橋貴明率いる「チーム石橋」との対戦を繰り広げたほか、サッカーでは乾貴士や大迫勇也ら日本代表と木梨憲武率いる「チーム木梨」とのPK対決を行った[436]。
- 4日 - 【バラエティ・近畿広域圏】病気療養中であった女優の藤山直美（藤山寛美〈喜劇役者、1929年 - 1990年〉の三女）が、この日、毎日放送『ごぶごぶ』にゲスト出演しテレビ復帰[注 92][437]。
- 5日
  - 【スポーツ・特番】この日の午前にプロ野球・広島の新井貴浩が今季限りでの現役引退を発表したことにより、NHK広島放送局や在広民放各局が急遽新井の引退特番を放送した[438]。広島ホームテレビ（HOME、テレビ朝日系）は『新井貴浩引退表明特番〜ファンに愛された男〜』（13:55 - 15:30）の中で引退会見をノーカットで放送した他[439]、中国放送（RCC、TBS系）は『新井貴浩引退表明 緊急特番』（14:05 - 15:00）を[438]、テレビ新広島（tss、フジテレビ系）は『緊急特番 スポラバSP カープ新井選手引退表明会見』（14:50 - 15:50）をそれぞれ放送した。広島テレビ（HTV、日本テレビ系）も『テレビ派』で特集を放送し、広島県内全局で新井に関する内容が放送された。
  - 【スポーツ・疾病】この日午前にNHK BS1で放送されたメジャーリーグ中継『ロサンゼルス・エンゼルス対テキサス・レンジャーズ』戦の途中、解説を務めていた武田一浩（NHK野球解説者、元日本ハム→ダイエー〈現:ソフトバンク〉→中日→巨人投手）が体調不良のため退席し、実況の森中直樹（NHKアナウンサー）が一人で担当するハプニングがあった。NHKは「念のため病院で診察を受け、現在は自宅で休養している」とコメントした[440]。
- 6日〜7日 - 【報道・編成・災害】6日3時8分ごろ、北海道胆振地方で震度7の地震が発生、NHK・民放各局は同日早朝から各局ニュース・情報番組の内容をすべて変更し、地震関連のニュースを伝えた。また、一部番組の休止や内容変更など、各局の編成にも影響が出た。
  - 6日
    - 【NHK】NHK総合では、地震発生直後から6:00まで地震関連の緊急報道特別番組を放送。その後、『NHKニュース おはよう日本』は1時間30分繰り下げ・短縮（6:00 - 8:00）し、7:45の全国枠終了まで全編地震報道となった（6時台のローカル枠の設定は通常通り）。8時以降も、『連続テレビ小説「半分、青い。」』（第23週・136話）の本放送・再放送[注 93] や『あさイチ』『ごごナマ』など日中の全ての通常番組を休止して地震関連の報道特別番組を断続的に長時間放送。正午の全国ニュースも地震関連ニュースを中心に12:55まで拡大放送した。夕方以降も、『ニュース シブ5時』『NHKニュース7』『ニュースウオッチ9』『ニュースチェック11』といった各定時報道番組（『 - シブ5時』を除き拡大放送を実施）でも地震関連ニュースを中心に放送。さらに、北海道地方では18時台のローカル報道番組『ほっとニュース北海道』が全編地震報道となった。深夜0時から翌朝4時30分までの間も、毎正時から約15分間地震関連ニュースを放送し、ニュース以外の時間帯はBGMをバックに札幌市内の天気カメラ映像を流した。
    - 【民放】民放各局もそれぞれ、情報番組内などで地震関連情報を伝えた（テレビ朝日系は『羽鳥慎一モーニングショー』を、通常放送に引き続き「拡大」〈9:55 - 10:25〉も別途放送。フジテレビ系『ノンストップ!』（一部地域では非ネット）も放送内容を地震関連の情報に変更）。また、テレビ東京系列及び独立局を除き、昼まで一部の通常番組を休止し報道特別番組を放送した（日本テレビでは『PON!』を休止、『NNN報道特別番組 北海道で震度6強』を日テレNEWS24との共同制作で全国ネット放送。テレビ朝日系も『徹子の部屋』を休止し、『ワイド!スクランブル・第2部・拡大SP』を『同・第1部』と『同・第2部』の幕間に放送[注 94]）。また、昼過ぎにも日本テレビ系『情報ライブ ミヤネ屋』（読売テレビ制作）、TBS系（関東をはじめ一部地域のみ）『ゴゴスマ -GO GO!Smile!-』（CBCテレビ制作）、フジテレビ系『直撃LIVE グッディ!』の各番組で地震関連情報を伝えた。『ゴゴスマ』については制作局では15:00 - 15:49に一時中断扱い、制作局以外のこの日の全ネット局では15:00で打ち切りとした。なお、『Nスタ』は『第0部』の前に『報道特別番組 Nスタ』（15:00 - 15:49）を別途放送し、フジテレビ系『プライムニュース イブニング』も通常放送とは別途に『拡大SP』（15:50 - 16:50）を放送（いずれも一部地域除く）。その後も、夕方や夜の各局ニュース番組でも地震関連のニュースを伝える。
    - 【民放・北海道】地震発生後、在道各局で地震発生の一報を伝えたほか、報道特別番組などを急遽編成。札幌テレビ（STV、日本テレビ系）では早朝から報道特別番組を放送。北海道テレビ（HTB、テレビ朝日系）では夕方のローカルワイド番組『イチオシ!』を緊急拡大し13:55より放送。北海道放送（HBC、TBS系）では13:55からの『ちちんぷいぷい』（毎日放送制作、北海道放送では第1部途中の15:44まで）を休止し『HBC報道特別番組 北海道で震度6強』を放送。また北海道文化放送（UHB、フジテレビ系）でも報道特別番組を随時編成のほか、テレビ北海道（TVh、テレビ東京系）でも夕方のローカルニュース番組『ゆうがたサテライト〜道新ニュース〜』などで地震関連ニュースを放送。
    - 【紀行】NHK BSプレミアムで24日から放送の『にっぽん縦断 こころ旅〜2018秋の旅〜』（ - 12月21日まで放送予定）は、第1週（24日 - 28日放送）に「北海道の旅」を放送予定で、厚岸町でロケを行っていたが、地震の影響によりこの日はロケを急遽中止した（28日に放送予定だった。→9月28日の出来事も参照）。
    - 【バラエティ】読売テレビ制作・日本テレビ系『秘密のケンミンSHOW』は、当初予定の内容を変更して放送。この回はレギュラー出演者の西川きよし（タレント）やゲストらは出演せず、司会のみのもんた（タレント・司会者）と久本雅美（タレント）のみで進行し、どんぶりランキングベスト10を発表した。

  - 7日
    - 【NHK】NHK総合ではこの日も地震関連の特別報道体制を敷いたため、編成を大部分変更。前日休止となった『連続テレビ小説「半分、青い。」』（第23週）の136話と元々同日放送予定だった137話を本放送・再放送ともに2話続けて放送（前者は8:00 - 8:15・8:15 - 8:30、後者は12:45 - 13:00・13:00 - 13:15）[注 95]。また『あさイチ』など日中のほとんどの通常番組を休止し、8:30 - 11:54・13:15 - 16:50[注 96] に地震関連の報道特別番組を放送したほか、正午の全国ニュースを地震関連ニュースを中心に12:40まで拡大放送した。
    - 【民放・北海道】札幌テレビではこの日も10:29 - 11:25枠で報道特別番組『STV緊急特番 北海道胆振東部地震』を、北海道文化放送でも9:50 - 11:20枠で報道特別番組を放送して、地震関連の最新情報を伝えた（いずれも北海道ローカル）。
    - 【スポーツ・編成】サッカーの国際試合『キリンチャレンジカップ2018』日本戦を、フジテレビ系（対チリ戦。札幌ドーム）にて19:00 - 21:00[注 97] に生中継予定[441] であったが、地震のため前日夕方に中止を決定。これに伴うフジテレビの代替番組として、当初設定されていた『映画・マトリックス』（18:40 - 21:00）ではなく、事前枠相当部分では『FNNプライムニュース イブニング』（第2部、17:53 - 19:00、当初予定より20分拡大・通常編成時と同時刻に変更）が、試合本編相当部分では『池上彰緊急スペシャル!〜今ニッポン列島が危ない〜』（19:00 - 21:00）[442] をそれぞれ放送した[注 98]。
- 7日 - 【アニメ】テレビ朝日系の長寿アニメ『ドラえもん』はこの日、同アニメのメインキャラクターである「ドラえもん」の誕生日（9月3日）を記念して送る秋恒例のスペシャル版『ドラえもん誕生日スペシャル クジラとまぼろしのパイプ島』を放送（19:00 - 19:54）[443]。
- 8日・9日 - 【特番・食】フジテレビ系にて、毎年恒例の『FNS27時間テレビ』32回目となる『FNS27時間テレビ32 にほん人は何を食べてきたのか?』（8日18:30 - 9日21:54）を放送[444]。
- 10日・12日 - 【報道・情報・人物】NHK総合にて、引退を16日に控えた歌手の安室奈美恵の特別インタビューを、10日の『NHKニュースおはよう日本』、12日の『あさイチ』にてそれぞれ放送。なお、当初6日の両番組にて放送する予定だったが、北海道胆振東部地震の発生により延期となっていた[445]。
- 10日〜13日 - 【情報】TOKYO MX『5時に夢中!』（群馬テレビ・とちぎテレビ・KBS京都・サンテレビ〈サブチャンネルで放送〉へもネット）は、司会のふかわりょう（タレント）の夏季休暇中のスペシャル司会として『サマーウーマンMCフェスタ2018』と題し、10日は有働由美子（元NHKアナウンサー）、11日は大島由香里（元フジテレビアナウンサー）、12日は大橋未歩（元テレビ東京アナウンサー）、13日は高橋真麻（元フジテレビアナウンサー）と、4人の女性フリーアナウンサーが日替わりで出演した[446]。
- 10日
  - 【スポーツ】TBSにてこの日未明（9日深夜）、プロボクシング・元世界3階級制覇王者井岡一翔の復帰戦となる対マックウィリアムズ・アローヨ（ プエルトリコ）戦（ アメリカ合衆国カリフォルニア州イングルウッド「ザ・フォーラム」で開催の「SUPER FLY3」会場にて実施）を放送（0:50 - 1:50、関東ローカル）[447]。
  - 【バラエティ】日本テレビ系『世界まる見え!テレビ特捜部』にて第3代アシスタントを務めた杉野真実（日本テレビアナウンサー、2012年6月より在任）が、この日の放送を以て卒業[448]。
  - 【スポーツ・特番】テレビ朝日系『中居正広の身になる図書館スペシャル』（20:15 - 21:48、通常より15分繰り下げ・39分拡大）は、2018年全米オープンテニスで大坂なおみ（日清食品）が日本人初の四大大会制覇を果たしたことを受けて当初の予定を変更し、「中居正広のスポーツ!号外スクープ狙います!」を放送するも、事前収録ではなく、『緊急生放送!!祝!大坂なおみ全米オープン優勝!松岡修造も登場して快挙の裏側をスクープしちゃいますSP緊急生放送!』として生放送。番組では中居正広、平野早矢香（元卓球選手）、松岡修造（元プロテニス選手）、沢松奈生子（同）らが出演した[449]。
  - 【バラエティ・紀行】関西テレビ制作・フジテレビ系月曜22時枠『世界の村のどエライさん』（1月15日 - ）がこの日で終了、僅か8か月弱で幕[450][451]（→「テレビ番組関係の出来事」の1月15日の出来事も参照）。
- 11日 - 【スポーツ】サッカーの国際試合『キリンチャレンジカップ2018』日本戦を、日本テレビ系（対コスタリカ戦。パナソニックスタジアム吹田）にて19:20 - 21:24[注 99] に生中継した[452]。
- 12日
  - 【報道・北海道】北海道放送（HBC）では、北海道胆振東部地震から一週間を迎えるにあたり、この日の19時より、同局の夕方ワイド番組『今日ドキッ!』をベース番組に、報道特別番組として『今日ドキッ!スペシャル 震度7、その時何が…』を放送（19時 - 20時）[453]。
  - 【バラエティ】日本テレビ系『1億人の大質問!?笑ってコラえて!』でメインMCを務める所ジョージ（タレント）が体調不良[注 100]で欠席のため、当初SPゲストクイズの解答者として参加を予定していた劇団ひとり（タレント）が司会を務め（ただし、事前撮影のVTRには所が出演した）[要出典]、翌週19日に放送された2時間SP『笑ってコラえて!秋祭り』では木梨憲武（とんねるず）が代理MCを務めた[455]。
- 13日
  - 日本テレビ系
    - 【教養・バラエティ】木曜19時枠の『得する人損する人』（2013年10月10日 - ）がこの日の放送をもって終了、約5年に亘る歴史に幕[456]。
    - 【バラエティ】『ぐるぐるナインティナイン』で人気コーナー「グルメチキンレース・ゴチになります!19」を放送。その中で、2月に死去した大杉漣（俳優）に代わる新メンバーとして田中圭（俳優）が加入することが発表された（田中加入前はクビになった元ゴチメンバーが助っ人として参加した。）大杉の自腹額246200円は田中が引き継ぎ。シーズン途中でのメンバー交代および、1シーズンに3人加入するのはコーナー史上初となる(1月18日に前述のとおり、中島健人(SEXY ZONE)と橋本環奈の2人も加入したので。)[457]（5年後の第24弾〈2023年〉も3人(首となった池田エライザ・高杉真宙・ノブの後任で、小芝風花・見取り図盛山・宮野真守の3人が加入(宮野は放送時間の都合で発表できず翌週に持ち越し。))。）。
- 14日 -【バラエティ】フジテレビ系金曜19時枠、古舘伊知郎司会の『モノシリーのとっておき〜すんごい人がやってくる!〜』（2017年11月3日 - 、一部地域は遅れネットまたは非ネット）もこの日の3時間（一部地域は2時間）SPで終了、10か月余りで幕[458]。
- 15日
  - フジテレビ系
    - 【報道】『FNNプライムニュース α』（14日深夜）は、土曜未明に放送の金曜版キャスターを2018年4月より務めた松村未央（フジテレビアナウンサー）が、この日の放送を以て産前産後休業入りするために番組を降板[459]。なお後任は未発表。
    - 【バラエティ】土曜20時枠『世界!極タウンに住んでみる』（5月5日 - ）がこの日の2時間SP（19:00 - 21:00、一部地域は20:54まで）を以て終了、僅か4か月半で幕[460]（→「テレビ番組関係の出来事」の5月5日の出来事も参照）。
    - 【映画】『土曜プレミアム』にてこの日、『ちびまる子ちゃん』の原作者のさくらももこ（漫画家、8月15日没、53歳没）を追悼して「ちびまる子ちゃん イタリアから来た少年」を急遽ノーカットで放送[461][注 101]。

  - 【情報】TBS系『新・情報7DAYS ニュースキャスター』でこの日沖縄県内で行われた安室奈美恵のラストコンサート直後の様子を通信アプリ「LINE」を使って中継した際、現地にいた担当ディレクターの個人的なメッセージが数度にわたり表示されるハプニングが発生した[462]。

#### 9月下期
- 16日 - 【教養】日本テレビ系『所さんの目がテン!』（一部地域時差ネット）のアシスタントを務めた後藤晴菜（日本テレビアナウンサー、2014年4月より在任）がこの日の放送をもって同番組を卒業。
- 17日
  - 【バラエティ】 日本テレビ系『世界まる見え!テレビ特捜部』の4代目アシスタントとして岩田絵里奈（日本テレビアナウンサー、2018年入社）がこの日より就任[463][464]。
  - 【音楽】テレビ朝日系『ミュージックステーション』（以下『Mステ』）の秋恒例大型特番『MUSIC STATION ウルトラFES 2018』（12:00 - 16:45・17:00 - 19:00・19:00 - 21:48）を放送[465]。なお、『Mステ』サブ司会の弘中綾香（テレビ朝日アナウンサー、2013年10月より在任）が同特番を最後に卒業[466]。
- 18日
  - 【特番・人物】日本テレビ系にて、16日に引退した元歌手・安室奈美恵の最後の1年と最後の1日に密着した特別番組『これで見納め!安室奈美恵引退スペシャル!〜最後の1年と最後の1日に独占密着〜』をこの日21時から2時間に亘って放送（21:00 - 22:54）[467]。同特番の平均視聴率は15.0%（ビデオリサーチ調べ、関東地区・世帯・リアルタイム）を記録[468]。
  - 【トーク・追悼】テレビ朝日系『徹子の部屋』は、9月15日に樹木希林（女優、75歳没）が死去したことを受け、樹木の追悼特集を緊急放送。これにより、当初予定の藤田弓子の回が差し替え延期となった[469][注 102]。
  - 【情報】フジテレビ系『ノンストップ!』火曜の料理コーナー「笠原将弘のおかず道場」コーナーアシスタントを担当していた松村未央（フジテレビアナウンサー）が、この日の放送を以て産休に入るため降板[470]。→9月15日『プライムニュース α』の項も参照。
- 19日 - 【バラエティ】TBS系水曜19時枠の『トコトン掘り下げ隊!生き物にサンキュー!!』（2014年5月 - 、一部地域は遅れネットまたは非ネット）がこの日の放送で終了、約4年半の歴史に幕。
- 20日〜27日 - 【スポーツ】フジテレビ系にて、 アゼルバイジャン・バクーにて開催の柔道の国際大会『2018年世界柔道選手権』を8夜連続生中継。
- 20日 - 【クイズ・教養・バラエティ】テレビ大阪制作・テレビ東京系のクイズバラエティ『和風総本家』（2008年4月 - ）がこの日の2時間スペシャル（19:58 - 21:48）をもって第1シリーズを終了。また初代司会者を務めた増田和也（当時テレビ東京アナウンサー）も同日をもって卒業[471]。10月よりタイトルを『二代目 和風総本家』と改め、大幅にリニューアルし新装スタートする[472]。
- 21日 - 【バラエティ・追悼】TBS系『ぴったんこカン・カン』では当初の予定を変更し、通常放送（20:00 - 20:54）から緊急3時間SP（20:00 - 22:54）に変更。9月15日に死去した女優・樹木希林（75歳没）を追悼し、樹木が過去に出演した回のVTRを中心に構成して放送。当初予定の『中居正広の金曜日のスマイルたちへ2時間SP』（20:54 - 22:54）は10月5日の同時刻に改めて放送。
- 22日〜23日 - 【特番】テレビ放送開始65周年、およびラグビーワールドカップ2019 JAPAN（以下「ラグビーW杯」）開幕1年前を記念して、NHKと日本テレビが『テレビ放送65年 NHK×日テレコラボデー』と題して、両局の各番組においてコラボレーションを実施[473]。NHK側からは武田真一と桑子真帆、日本テレビ側からは桝太一と水卜麻美をメインとして両局の各アナウンサーがそれぞれ各番組やインターネット配信企画に登場[473][474]。
  - 【スポーツ】目玉企画には、ラグビーW杯開幕1年前を記念して、NHK総合（以下「NHKG」）と日本テレビ系（以下「日テレ系」）にて10時30分 - 11時25分に2局同時生放送による特別番組『NHK×日テレ同時生放送! テレビ65年 スポーツのチカラ』が放送された[473]。この他、午後の同時間帯にて、NHKG『大相撲秋場所 十四日目』と日テレ系『Fun!BASEBALL!!「巨人×ヤクルト」』（地上波一部地域のみ、BS日テレ、CS・日テレジータスでも同時放送）でのコラボを実施したほか、夜には両局スポーツニュース番組（『サタデースポーツ』『Going!Sports&News』）でのコラボ企画を実施[474]。
  - 【報道・情報】NHKG『NHKニュースおはよう日本』、日テレ系『ズームイン!!サタデー』では、武田&桑子が『ズムサタ』、桝&水卜が『おはよう日本』にそれぞれ出演した[474]。
  - 【トーク】NHKG『土曜スタジオパーク』のゲストとして武田、桑子、桝、水卜が生出演したほか、日テレ系『メレンゲの気持ち』（一部地域遅れネット、非ネット）には青井実（NHKアナウンサー）がゲスト出演した[474]。
  - 【バラエティ】NHKGのコントバラエティ『LIFE!〜人生に捧げるコント〜』（不定期放送。この日は21:00 - 21:45）、日テレ系『嵐にしやがれ』（土曜21:00 - 21:54）の両番組にてコラボを実施。前者には、嵐メンバーの櫻井翔、大野智がゲスト出演しコントに挑戦した。一方の後者では、『LIFE!』のコントキャラクターである「三津谷寛治」（内村光良）が登場し、嵐の5人と共演のほか、『LIFE!』レギュラーの田中直樹（ココリコ）とムロツヨシ（俳優）も番組内の「二宮和也のちっちゃな野望」の"勝ちたいシリーズ"に出演した[474][475][476]。また、『LIFE!』にはこのほか『連続テレビ小説「半分、青い。」』から永野芽郁（女優）、佐藤健（俳優）が出演した[477]。
  - 【バラエティ】NHKG『有田P おもてなす』（22:10-22:53）は「日テレコラボスペシャル」として豊田順子、徳島えりか（ともに日本テレビアナウンサー）がゲスト出演[474]。
  - 【バラエティ】NHKG『おやすみ日本 眠いいね!』（23日0:05 - 2:32）は今回のコラボデーのトリとして日本テレビ麹町スタジオからの出張生放送で、日テレ系で同時間帯に放送されている『Going!』土曜版（22日23:55 - 翌0:55）とコラボを実施[474]。
- 22日 - 【お笑い】TBS系にて、11回目となる秋恒例のコント日本一決定戦『キングオブコント2018』決勝を生放送（19:00 - 21:54、一部地域を除き18:55 - 19:00に「もうすぐキングオブコント」も別途放送）[478]。第11代王者にはハナコ（ワタナベエンターテインメント所属）が輝いた[479]。
- 24日
  - 【バラエティ・スポーツ・編成】NHK総合はこの日22時から放送予定だった『バナナマンの爆笑ドラゴン 9月場所』（ - 22:45）から変更し『ヒロイン誕生! 大坂なおみ 全米優勝の軌跡』（9月16日にBS1『BS1スペシャル』枠で放送）を放送（ - 22:48）[480]（なお『爆笑ドラゴン』は放送日を変更し11月5日〈23:55 - 翌0:40〉に移動して放送されることとなった）。
  - 【情報・バラエティ】日本テレビ系『ヒルナンデス!』にて、2014年10月より月曜日レギュラーとして4年間出演したマギー（モデル）がこの日の放送を最後に卒業した。
  - TBS系
    - 【バラエティ】前年に引き続きV6（ジャニーズ事務所所属）メインの青春応援バラエティ特番『V6の愛なんだ2018』を放送（19:00 - 22:00）[481]。
    - 【バラエティ・食】月曜22時枠で放送されていた関ジャニ∞の冠グルメバラエティ番組『ペコジャニ∞!』（2017年10月30日 - ）が視聴率低迷のためわずか1年間で終了[482][483][484]。
- 25日
  - 【報道・情報】NHK総合『ニュース シブ5時』は、大相撲9月場所前の7日放送を最後に退いた寺門亜衣子（NHKアナウンサー）に代わり、守本奈実（同）が新キャスターに就任する[485]。
  - 日本テレビ系
    - 【情報・バラエティ】『ヒルナンデス!』にて、2012年4月より火曜日レギュラーとして6年半出演したオリエンタルラジオ（漫才コンビ、よしもと所属）がこの日の放送を最後に卒業した[486]。
    - 【報道】『NEWS ZERO』の火曜担当キャスターを務めた桐谷美玲（女優、2012年4月より登板）が、この日の放送を最後に6年半出演した同番組を離任した[487]。

  - 【音楽・バラエティ】TBS系にて音楽特番『演歌の乱〜ミリオンヒットJポップで紅白歌合戦SP〜』（20:54 - 23:07、途中ニュースによる中断あり）を放送。MCは演歌歌手の細川たかしが芸能生活43年目にして初めて務めた[488]。
  - 【バラエティ】フジテレビ系『バイキング』にて、2014年4月1日の第1回放送から火曜日レギュラーとして4年半出演した小籔千豊（タレント、よしもと所属）がこの日の放送を最後に卒業した[489]。
- 26日
  - 【ドキュメンタリー・人物・追悼】 NHK総合では、樹木希林（女優、9月15日没）を追悼しその晩年に密着したドキュメンタリー『NHKスペシャル「“樹木希林を生きる”」』を、この日の19:30 - 20:43枠で放送[490]。
  - 【情報・バラエティ】日本テレビ系『ヒルナンデス!』にて、2011年3月30日より水曜日レギュラーとして7年半出演したミッツ・マングローブ（女装家・タレント・歌手）がこの日の放送を最後に卒業した。
  - 【スポーツ・プロ野球・広島県】 この日マツダスタジアムで行われた広島東洋カープ対東京ヤクルトスワローズ23回戦で広島がヤクルトを10-0で破り、3年連続9度目のセ・リーグ優勝を決定[491]。同試合はテレビ新広島が広島県ローカルで生中継（19:00 - 21:54[注 103]）したほか[492]、NHK広島放送局並びに在広民放各局（中国放送・広島テレビ・広島ホームテレビ・テレビ新広島）は同日深夜から翌27日未明（一部は早朝も）にかけて優勝記念の特別番組を放送した[493]。
- 27日
  - 日本テレビ系
    - 【情報・関東・中京広域圏】平日帯の情報番組『PON!』（2010年3月29日 - 、中京テレビへもネット）がこの日を最後に8年半[注 104] の歴史に幕[494]。同番組終了に伴い、番組開始当初からMCを務めたビビる大木（月・火・木曜[注 105]）、岡田圭右（ますだおかだ、水・木曜[注 106]）の両名ともに約9年間[注 107] 務めた番組MCを勇退、同時に汐留本社移転後の『汐留スタイル!』（2003年3月 - 2005年3月）から15年7か月[注 108] 続いた日テレゼロスタジオ発の生放送番組が消滅。
    - 【報道】『NEWS ZERO』でサブキャスターを務めた小正裕佳子（2016年3月28日より在任）と、スペシャルキャスターとして出演した又吉直樹（ピース、お笑い芸人、2016年4月より出演）がそれぞれ、2年半に亘る出演をこの日をもって終了した。
- 28日
  - 【紀行】NHK BSプレミアムの『にっぽん縦断 こころ旅〜2018秋の旅〜』（9月24日 - 12月21日まで予定）は第1週「北海道の旅」を放送中だったが、6日に北海道胆振東部地震の影響でロケが中止となったため、この日は放送内容を大幅変更し、2013年9月 - 2014年1月に放送された『〜2013秋の旅〜』の「北海道の旅」を再放送。朝版（7時45分 - 8時・再放送：11時45分 - 12時）は2013年9月23日放送分を、「とうちゃこ版」枠（19時 - 19時30分）は全編（2013年9月23日 - 9月27日放送）を再編集して放送した[495]。
  - 【情報・バラエティ】日本テレビ系『ヒルナンデス!』ニュースコーナーを務めてきた森富美（日本テレビアナウンサー）が卒業。
  - 【報道・情報】TBS系『ひるおび!』ニュースコーナーを務めてきた高畑百合子（TBSアナウンサー）が卒業。
  - 【情報】CBCテレビ制作・TBSほか一部同系列局で放送の『ゴゴスマ -GO! GO!Smile!-』ニュースコーナーを務めてきた高畑百合子（TBSアナウンサー、2015年11月9日より在任）が、2年10か月にわたり務めた同番組を卒業。
  - テレビ朝日系
    - 【情報】『ワイド!スクランブル』で、別番組挿入による一時中断をはさんだ放送枠となった2014年4月より4代目メインMCを務めてきた橋本大二郎（元NHK報道記者、元高知県知事〈民選第13 - 16代〉）が、この日を以て4年半に出演した同番組MCを卒業[496]。
    - 【報道】『スーパーJチャンネル』（平日版）のサブキャスターを務めてきた竹内由恵（テレビ朝日アナウンサー、2015年3月30日より在任）が、3年半にわたり務めた同番組を卒業[497]。
    - 【報道】『報道ステーション』では、サブキャスターの小川彩佳（テレビ朝日アナウンサー、2011年4月4日より在任）、スポーツ担当の寺川俊平（同、2016年4月11日より在任）の両名が卒業[497]。
- 29日 - 10月20日 - 【スポーツ】TBS系にて『2018年世界バレー女子日本大会』の模様を連日中継放送[498]。
- 29日
  - 【報道】日本テレビ系『NEWS ZERO』で、2006年10月の放送開始から初代メインキャスターを12年間務めた村尾信尚（経済学者、関西学院大学教授）がこの日未明の放送をもって卒業[499]。また、不定期出演を11年間務めた板谷由夏（女優）も番組を離れる他、スポーツ担当キャスターを番組開始から務めてきたラルフ鈴木（鈴木崇司、日本テレビアナウンサー）と、2015年10月から金曜版のニュース担当キャスターを務めてきた杉野真実（同）も29日を最後に退任[500][注 109]。
  - 【報道】日本テレビ系『news every.サタデー』は8年半務めた、菅谷大介（日本テレビアナウンサー）と1年間務めた、久野静香（日本テレビアナウンサー）が卒業。
  - テレビ東京系
    - 【スポーツ・バラエティ】土曜18時枠で放送されていたさまぁ〜ずがMCを務めるスポーツバラエティ番組『さまスポ』（2017年4月1日 - ）が終了。1年半の歴史に幕[501]。
    - 【トーク・バラエティ】土曜22時30分枠のトークバラエティ番組『おしゃべりオジサンとヤバイ女』が終了、旧『おしゃべりオジサンと怒れる女』時代から数えて1年半の歴史に幕[502]。

  - フジテレビ系
    - 【バラエティ】2015年10月に土曜未明枠でスタートし、その後日曜午後枠を経て2017年10月から土曜19時枠で放送していた『さまぁ〜ずの神ギ問』がこの日をもって終了、3年間の歴史に幕[503]。最終回は18時30分からの1時間半スペシャル（一部地域は19時〜）で放送。
    - 【お笑い】改変期恒例の大型お笑い特番『ENGEIグランドスラム』が、11回目となる今回、『ENGEIグランドスラムLIVE』と題し、この日の『土曜プレミアム』枠にて3時間生放送（19:57 - 23:10）。同番組で生放送が行われたのはこの回が初[504]。

  - 【情報】BSフジで土曜昼に放送されていた水前寺清子（歌手）司会の情報番組『水前寺清子情報館』（2017年4月29日 - ）が終了、前身の『DO YOU?サタデー』時代（2016年4月 - 2017年3月）から通算して2年半の歴史に幕。
- 30日
  - 【報道・編成】NHK総合は、予定していた『NHKのど自慢』（秋田県由利本荘市）を10月6日（土曜）13:05 - 13:50[注 110] に振り替え（秋田放送局のみ同月5日19:57 - 20:42に別途先行放送）とし[505]、第51回日本女子オープンゴルフ競技の生中継放送を中止するなど[注 111]、12時以後の定時番組を全て取りやめ、台風24号関連の特別報道編成に振り替えた[506]。なお、この日の『西郷どん』第37話はBSプレミアムでは通常通り放送されるも、総合テレビでは先述の通り『ニュース』放送のため、急遽翌週に順延となった[507][508]。ただ、『サンデースポーツ2020』は22:40 - 23:00に繰り下げ・大幅短縮して放送された（なお、九州・沖縄地方は沖縄県知事選挙の開票速報を当該時間帯に放送したためネット返上）。
  - 日本テレビ系
    - 【情報】日曜朝の情報ワイド番組『シューイチ』にて2015年9月6日放送からレギュラーとして出演した笹崎里菜（日本テレビアナウンサー）が、この日の放送を最後に3年間出演した同番組を降板[509]。
    - 【バラエティ】『行列のできる法律相談所』にて、第2代秘書（アシスタント）を務めた徳島えりか（日本テレビアナウンサー、2011年11月27日より在任[注 112]）が、6年10か月出演した番組をこの日の放送をもって卒業[510][511]。収録日の関係上、翌週10月7日放送の大型特番『日テレ系人気番組No.1決定戦2018秋』が最後の出演となった。

  - 【報道】1957年[注 113] 放送開始、1987年に一旦終了し2004年に再復活したTBS系の政治討論番組『時事放談』がこの日の放送をもって終了。通算44年間の歴史に幕[512]。

### 10月

#### 10月上期
- 1日
NHK
  - 【教養】NHK Eテレにて『Rの法則』（4月24日打ち切り終了）に代わる新番組として、この日より『沼にハマってきいてみた』（月〜水曜 18:55 - 19:25）を放送開始。司会者として高橋茂雄（サバンナ）、桜井日奈子（女優）、松井愛莉（ファッションモデル）の3名が起用される[513]。
  - 【教養】NHK Eテレの『100分de名著』は、9月末でNHKを退職した島津有理子に替わる新司会者として安部みちこ（NHKアナウンサー）がこの日より登場する[514]。

日本テレビ系
  - 【情報】『ZIP!』では、この週より、約5か月ぶりとなる月・水曜の新メインパーソナリティが登場。月曜日は風間俊介（俳優）[515]、水曜日は工藤阿須加（俳優）[516] がそれぞれ就任（風間はこの日より、工藤は3日の放送より）。これにより、番組初年度の2011年以来約7年ぶりに全曜日パーソナリティが出揃った[注 114]。また「SHOWBIZ」コーナーは尾崎里紗（日本テレビアナウンサー、2017年10月より在任）の卒業（後述する『バゲット』への転出）に伴う後任として、後輩の後呂有紗（同）がメイン担当キャスターに昇格したほか、スポーツ担当キャスターに新人の篠原光（同）を起用。
  - 【情報】『スッキリ』では、この週より榊原郁恵（女優）、箕輪厚介（編集者）、さだまさし（シンガーソングライター）が不定期レギュラーとして参加する。
  - 【情報】『PON!』に代わる新生放送情報番組『バゲット』（月 - 木曜10:25 - 11:30。この日以降、ごく一部の系列局へも終盤5分除いて順次ネット）を開始。日本テレビ開局以来初となる“アナウンサーだけによる情報番組”を謳い[517]、キャスターには青木源太と尾崎里紗[518][519]、その他に藤井恒久、ラルフ鈴木、杉上佐智枝、中野謙吾、杉野真実がリポーターなどで登場し、全て日本テレビアナウンサーが出演する形となる[517]。
  - 【情報・バラエティ】『ヒルナンデス!』ではこの日より、ニュースキャスターとして杉上佐智枝と久野静香が登板。
  - 【報道】『NEWS ZERO』が新装開店（リニューアル）。この日より番組タイトルを『news zero』に変更すると共に[520]、9月末に退任した村尾信尚の後任として、有働由美子（フリーアナウンサー・ジャーナリスト、元NHKアナウンサー）が新たな2代目メインキャスターとして登板[500][520]。またコーナー担当の出演者も交代が行われ、ニュースコーナー：岩本乃蒼（月 - 木曜、日本テレビアナウンサー）、畑下由佳（金曜、同）、スポーツコーナー：山本紘之（月 - 水曜、同）、弘竜太郎（木・金曜、同）、カルチャー&天気：市來玲奈（月 - 水曜、同）、河西歩果（木・金曜、タレント）がそれぞれ新しく登板する[500][注 115]。番組テーマ曲はシンガーソングライターの椎名林檎が担当[521]。

テレビ朝日系
  - 【スポーツ】 『やべっちFC〜日本サッカー応援宣言〜』は、2008年10月から番組に10年間出演[注 116] した竹内由恵（テレビ朝日アナウンサー）と、竹内と同じく2008年10月から進行キャスターを務めた進藤潤耶（同）が、この日未明の放送を最後に番組を勇退[522][523]。
  - 【情報】昼枠の『ワイド!スクランブル』が新装開店（リニューアル）、9月末に卒業した橋本大二郎の後任となる5代目のメインMCに小松靖・大下容子（ともに同局アナウンサー）のダブルMC体制に移行[524]。大下はアシスタントからの昇格である。
  - 【報道】夕方枠の『スーパーJチャンネル』（平日版）は、『報道ステーション』へ異動する竹内由恵（テレビ朝日アナウンサー）に替わる女性メインキャスターとしてこの日より林美沙希（同）が登板する[525]。
  - 【改編・報道】月 - 木曜21:54 - 翌3:00を改編。21:54からの『報道ステーション』は、月 - 木曜に限り従前より5分拡大の23:15終了に変更となり、金曜のみ23:10終了のままで、徳永有美（元テレビ朝日アナウンサー、フリーアナウンサー）が、2005年3月以来13年半ぶりにサブキャスターとして番組に復帰[注 117]。またスポーツコーナーは寺川俊平（テレビ朝日アナウンサー）に替わり竹内由恵（同）が月〜木曜を担当する[497]。また金曜版は3代目メインキャスターに竹内及び小木逸平（同）が登板（メインを務めていた富川悠太（同）は月〜木曜のみの担当に変更）、2018年4月より産前産後休業を取得していた寺川綾（元競泳選手）がスポーツコーナー担当として番組に半年ぶりに復帰する[497]。月 - 木曜の『報道ステーション』の後続番組については、従前より3 - 5分繰り下げ（一部番組は2 - 3分短縮もセット）となる。

TBS系
  - 【報道・情報】早朝枠の『はやドキ!』では、この週より毎週月曜及び金曜のコーナー担当として良原安美、田村真子、宇賀神メグの2018年入社新人アナウンサーが週替りで登板する[526]。
  - 【情報】『ビビット』では2018年入社新人アナウンサー・小林廣輝（ひろき）が加入。新設ミニコーナー「コバヒロのSHOW撃30秒ニュース」を担当する[527]。
  - 【報道・情報】『ひるおび!』ではニュースコーナーでは、この日から、出水麻衣（TBSアナウンサー）が担当。

テレビ東京系
  - 【情報】『旅スルおつかれ様〜ハーフタイムツアーズ〜』ナレーターに油井昌由樹と倉野麻里（テレビ東京アナウンサー）が担当。

フジテレビ系
  - 【報道・情報】『めざましテレビ』では、1日より毎週月曜の「スゴ撮」コーナー担当として井上清華、3日から毎週水・木曜のフィールドキャスターとして大川立樹と、2名の新人アナウンサーがそれぞれ起用される[528]。

NHKおよび5大系列局のローカル編成・独立局・BS・CS

北海道放送（HBC）
- 【報道・情報】この日から、CBCテレビ制作・TBSほか一部同系列局で放送の『ゴゴスマ -GO! GO!Smile!-』の番販による冒頭部分ネットを開始。ただし、同局での終了時刻は他の番販ネット局とは異なり、15:49ではなく、（同局での編成上では15:44だが、実際には）15:40となっている。同局のネット受け開始で、同番組は8局ネットとなる。

TOKYO MX
- 【トーク・バラエティ】『バラいろダンディ』はこの週より番組を一部リニューアル。月 - 木曜担当のアシスタントとして、前月まで務めた阿部哲子に替わり、阿部優貴子（フリーアナウンサー）を起用、また火曜コメンテーターに安東弘樹（元TBSアナウンサー）が加入する。

BS-TBS
- 【報道】この週より19:30 - 20:54枠で大型報道番組『報道1930』を新設。メインキャスターに松原耕二（TBS報道局解説委員）、サブキャスターには出水麻衣と高畑百合子（共にTBSテレビアナウンサー）が起用され、番組コメンテーターとして堤伸輔（ジャーナリスト、フォーサイト元編集長）及びパトリック・ハーラン （タレント）が起用される。

BSフジ
- 【お笑い】兄弟漫才コンビ・中川家（よしもと所属）の冠コントバラエティで、過去に特番で放送され好評を博した『中川家&コント』をこの日よりレギュラー放送開始（月曜23:30 - 23:55）。

- 1日・2日 - 【編成・特番】BSテレ東（旧・BSジャパン）では社名変更を記念して、両日とも「BSテレ東始動SP」と題した特番を編成。1日は『名前を変えて笑った人泣いた人〜波瀾万丈伝〜』（18:55 - 20:54）を放送[532]。翌2日には、テレビ東京系列で9月まで放送していたトークバラエティ番組のスペシャル版『世の中自由にメッタ斬り!BSテレ東って何だ!?おしゃべりオジサンと怒れる日本人』（2日、19:00 - 20:54）を放送する。
- 4日
  - 【教養】NHK Eテレにて、田村淳（ロンドンブーツ1号2号）司会の論文をテーマとした教養番組『ろんぶ〜ん』（木曜23:00 - 23:30）をこの日から放送開始。
  - 【報道】日本テレビ系『NNNストレイトニュース』この日から、藤田大介と後藤晴菜（日本テレビアナウンサー）が登板。
  - 【情報】フジテレビ系『ノンストップ!』木曜レギュラーとして2018年同社入社の新人アナウンサー・杉原千尋がこの日の放送より加入する[533]。
- 5日
  - 【情報】フジテレビ系『めざましテレビ』に2015年9月から出演していた宮司愛海（フジテレビアナウンサー）がこの日の放送をもって卒業[534]。
  - 【アニメ】日本テレビ系『それいけ!アンパンマン』がこの月で放送開始から30周年を迎えるのを記念して、アニバーサリーフェスと特別アンコールを放送。さらに期間限定でオープニング映像をスペシャルバージョンに変更する[535]。
  - 【音楽】BS朝日にて、大の音楽通として知られる髙嶋政宏（俳優）が司会を務める『My Anniversary SONG〜HEISEI SOUND ARCHIVE〜』（22:24 - 23:24）を開始。高嶋が音楽番組の司会を担当するのは1990年10月から1年間放送されたフジテレビ系『ヒットパレード90's』以来27年ぶりとなった。またFM局のJ-WAVEで放送されている『GROOVE LINE』とも企画を連動させる[536]。
- 6日
  - 【報道・北海道】9月6日に発生した北海道胆振東部地震から1か月を迎えるにあたり、札幌テレビ放送では、早朝ならびに夕方のワイド番組「どさんこワイド」をベース番組とした報道特別番組『どさんこ特番 北海道胆振東部地震から1か月』を放送[537]。
  - 【報道】日本テレビ系『news every.サタデー』はこの日から、藤田大介と杉野真実（日本テレビアナウンサー）が登板。
  - 【アニメ】読売テレビ制作・日本テレビ系のアニメで、ゲームソフトを原作とし、2016年に放映された人気シリーズの第2作となる『逆転裁判 〜その「真実」、異議あり!〜Season2』を放送開始[538]。
  - 【バラエティ・お笑い】テレビ東京系土曜23時55分枠にて、9月まで日曜22時枠で放送していた内村光良（ウッチャンナンチャン）司会のお笑いバラエティ番組『にちようチャップリン』を放送枠移動・リニューアル、タイトルも『そろそろ にちようチャップリン』に改め、この日から放送開始（ - 翌0:20）。司会は引き続き内村が務める。
  - 【トーク・東京都】TOKYO MXのトーク番組『田村淳の訊きたい放題!』は、この日の放送より古瀬絵理（フリーアナウンサー、元NHK山形放送局キャスター）が加入する[529]。
  - 【情報・バラエティ】関西テレビ制作・フジテレビ系『にじいろジーン』のレギュラーを務める飯豊まりえ（女優）がレポーターに初挑戦。新コーナー「感動!感涙!感謝!にじいろ3kanヒロイン」を担当する[539]。
- 7日
  - 【情報】日本テレビ系『シューイチ』では、この日の放送から新レギュラーとして岩田絵里奈（日本テレビアナウンサー）が登板[509]。
  - 【バラエティ・近畿広域圏】 朝日放送テレビ（関西ローカル）にて、毎週日曜1:10 - 1:40〈土曜深夜。ただし10月7日の初回に限り30分繰り下げの1:40 - 2:10〉枠にて、漫才コンビ・千鳥（よしもと所属）の冠バラエティ番組『天職サーチ 千鳥のジョブラバーズ』が放送開始。千鳥のほか、アシスタントには岡副麻希（フリーアナウンサー）を起用[540]。
  - 【バラエティ】テレビ朝日系『所&林修のポツンと一軒家』（朝日放送テレビ制作、2017年10月より不定期特番として放送）が日曜20時台（19:58 - 20:54）の新番組として放送開始（初回は18:30開始の2時間半スペシャル）[541]。特番時代同様に所ジョージが司会を務め、林修（予備校講師）がパネリストとして出演。なお、9月16日まで同枠で放送されていた『ビートたけしのスポーツ大将』（テレビ朝日制作）は第3期レギュラー放送を終えるも、以降も不定期特番として継続放送される[541]。
  - 【情報・紀行・ドキュメンタリー】TBS系では『時事放談』の後番組として、紀行・ドキュメンタリー番組『じょんのび日本遺産』を放送開始[542]。旅人としてナタリー・エモンズが出演する他、ダンテ・カーヴァー、サヘル・ローズも出演する[542]。
  - 【アニメ】テレビ東京系アニメ『BORUTO -ボルト- -NARUTO NEXT GENERATIONS-』が日曜17:30 - 18:00に、『ポケットモンスター サン&ムーン』が18:00 - 18:30にそれぞれ放送時間枠移動[543]。これによってテレビ東京系列から51年半にわたって続いてきたゴールデンタイムのアニメ枠は全て姿を消す。なお同枠で放送されている『知られざるガリバー〜エクセレントカンパニーファイル〜』は土曜18時に[544]、『車あるんですけど…?』は同じく土曜日22時30分に枠移動して継続[502]。
  - フジテレビ系
    - 【食】1975年6月30日[注 118] 放送開始の長寿グルメ番組で、現在は松岡修造（タレント。元・テニスプレーヤー）がリポーターを務める『くいしん坊!万才』（キッコーマン一社提供）が放送時間を変更（月曜21時54分→日曜11時45分）[545]、これにより43年間3か月続いたゴールデン・プライム枠での放送から撤退。
    - 【スポーツ】プロボクシング・WBSSバンタム級トーナメントの準々決勝「井上尚弥（大橋ジム）×ファン・カルロス・パヤノ（ ドミニカ共和国）」戦を中継[546]。

  - 【情報・東京都】TOKYO MXの情報番組で東京都がメインスポンサーである『東京クラッソ!NEO』は9月一杯で産休の為に番組を離任した本田朋子（元フジテレビアナウンサー）の後任として、大橋未歩（元テレビ東京アナウンサー）が登板する[529][547]。
  - 【情報・中京広域圏】中京テレビの情報番組『前略、大徳さん』は、この日の放送より気象情報コーナー担当として池岡星香（タレント）が新たに加入した[548]。
- 8日 - 【スポーツ】テレビ朝日系『やべっちFC〜日本サッカー応援宣言〜』は、この日の放送より進行キャスターとして寺川俊平と三谷紬（ともに、テレビ朝日アナウンサー）が新規加入[549]。
- 10日
  - 【バラエティ】テレビ朝日系『あいつ今何してる?』は、この回の放送よりアシスタントアナウンサーが2代目の林美沙希（テレビ朝日アナウンサー）から3代目となる林美桜（同）へ交代[550]。
  - 【スポーツ】ワールド・ハイビジョン・チャンネル（BS12 トゥエルビ）は、この日より毎週水曜19:00 - 19:55枠で『BS12 水曜バスケ!』を放送開始。ジャパン・プロフェッショナル・バスケットボールリーグ（Bリーグ）の情報番組で、当日にBリーグ公式戦が開催される場合は放送枠を拡大して試合を生中継し、試合がない時はBリーグ情報をお届けする。司会は田中大貴（フリーアナウンサー）とおのののか（タレント）が務める[551]。
- 11日
  - 【教育】NHK Eテレで20年以上続く教育番組『ストレッチマン』シリーズの最新作『ストレッチマン・ゴールド』が放送開始（9:00 - 9:10）。ストレッチマン・ゴールドには結城洋平（俳優）が扮し、シリーズ第1回から2013年まで出演していた宇仁菅真（俳優）がストレッチマン・レジェンドとして5年ぶりに番組に復帰する。また生駒里奈（女優・元乃木坂46）がアンドロイド・マイマイとして登場する[552][553]。
  - 【バラエティ】テレビ東京系木曜18:55 - 19:53にて、前述の通り日曜夕方に放送枠を移動したアニメ『ポケットモンスター サン・ムーン』・『BORUTO -ボルト- -NARUTO NEXT GENERATIONS-』の後番組として、これまで不定期特番として放送されていた『突撃!しあわせ買取隊』をレギュラーに昇格して開始[554]。司会は不定期特番に続き博多華丸・大吉（漫才コンビ、よしもと所属）が務める[554]。
- 12日 - 【バラエティ】フジテレビ系金曜19時 - 19時57分枠（通常編成時は一部地域除く）にて、坂上忍司会の動物バラエティ番組『坂上どうぶつ王国』を開始（初回は21時55分までの3時間スペシャル。一部地域では19時57分開始の短縮版を放送し、この日の19時開始局・19時57分開始局のいずれでも、21時49分飛び降り局が多数あり）。坂上が同局で番組を持つのは4本目となる[458][555]。
- 13日
  - 【教育】フジテレビは、子供向け情操教育番組『じゃじゃじゃじゃ〜ン!』（土曜4:52 - 5:22、関東ローカル）を放送開始。なお、フジテレビにおける自社制作での教育番組は『ウゴウゴルーガ』（1992年10月 - 1994年3月）以来24年ぶり。また、コーナーレギュラーとして3月末に終了した『ポンキッキ』シリーズのキャラクター、ガチャピン・ムックも不定期で出演するとしている[556]。
  - 【スポーツ】プロ野球セ・パクライマックスシリーズ開幕（ファーストステージ：13〜15日、ファイナルステージ：17〜22日）。出場球団地元のNHK・民放各局や、NHK BS1ほかBS・CS各局で中継放送された。
- 14日
  - 【バラエティ】テレビ朝日系にて、2008年10月から2016年3月まで水曜19時枠にてレギュラー放送されていた『珍衝撃映像バラエティ ナニコレ珍百景』[注 119] が、日曜18:30 - 19:58枠へ移動して装いも新たに第2期レギュラー放送を2年半ぶり2回目に再開。司会はこれまで同様にネプチューンが務める[435]。
  - 【バラエティ】日本テレビ系『行列のできる法律相談所』の第4代秘書（アシスタント）に、この日放送の『さんまVS怒れる美女軍団3時間スペシャル!』（19:00 - 21:54）から2018年度日本テレビ新人アナウンサーの市來玲奈が就任[510]。
- 15日 - 【バラエティ】TBS系月曜22時 - 23時7分枠で、過去5回特番で放送された坂上忍司会の『1番だけが知っている』をレギュラーに昇格。初回は21時50分 - 23時57分（当初予定より50分繰り下げ）に、第2回は21時から23時7分に、いずれも2時間超スペシャルを放送。また新MCとして森泉（モデル・タレント）が加わる[483]。

#### 10月下期
- 17日 - 【クイズ】TBS系『東大王』が放送時間枠を移動（日曜→水曜19時枠、枠移動後初回は21時までの2時間SP）。この枠移動により、ローカルセールス枠に降格となる（これにより一部地域では枠移動前に打ち切っている）。
- 18日（17日深夜） - 【アニメ】フジテレビが新たなアニメ枠として『+Ultra』（木曜0:55 - 1:25〈水曜深夜〉）を新設、第1作として『INGRESS』を放送開始[557]。
- 19日
  - 【食】日本テレビ系『キユーピー3分クッキング』（一部地域を除く）の4代目男性アシスタントを務めていた山本紘之（日本テレビアナウンサー、2017年1月12日より在任）がこの日の放送をもって退任[558]。
  - 【音楽】テレビ朝日系『ミュージックステーション』が放送33年目を迎えるこの日の2時間SP（20:00 - 21:48）より、メイン司会者のタモリ（タレント）とコンビを組む10代目サブ司会者として並木万里菜（テレビ朝日アナウンサー、2018年入社）がこの日の放送より就任[559]。
- 20日
  - 【クイズ】フジテレビ系土曜19時枠にて、これまで不定期特番として放送されていた『超逆境クイズバトル!! 99人の壁』をレギュラー昇格し放送開始（初回は21時までの2時間SP）。司会は引き続き佐藤二朗（俳優）が務める[560][561][562]。
  - 【映画・追悼】BS朝日で、樹木希林（女優、9月15日没）の追悼企画として、最後の主演映画となった『あん』（2015年公開、ドリアン助川原作、河瀬直美脚本・監督）を無料放送媒体として初放送（21:00 - 22:59）[563]。
- 21日 - 【スポーツ・バラエティ】TBS系日曜20時枠にて、これまで特番で放送され好評を博したスポーツバラエティ番組『消えた天才』をこの日よりレギュラー放送開始。司会はこれまで通り、バナナマンが務める（初回は18時30分 - 21時、2時間半SP）[564]。
- 22日
  - （21日深夜）【アニメ】NHK総合の月曜未明（日曜深夜）アニメ枠にて、弓道を題材にしたライトノベルを原作とするアニメ『ツルネ -風舞高校弓道部-』を放送開始[565][注 120]。
  - 【バラエティ】関西テレビ制作・フジテレビ系月曜22時枠にて、所ジョージ司会による『新説!所JAPAN』がスタート。所がフジ系の番組でMCを務めるのはフジテレビ制作の音楽番組『Music Museum』（2000年4月 - 2001年3月）以来17年半ぶりとなる[451][566][注 121]。
- 23日
  - 【情報・アニメ・放送事故】日本テレビ系『ZIP!』内で放送のアニメ『朝だよ!貝社員』[注 122] で、確認ミスにより誤って前日の22日に放送した「サボール商店」を再放送するトラブルがあり、同局はこの日、番組公式サイトで謝罪した[567]。
  - 【バラエティ】日本テレビ系『火曜サプライズ』にて、イギリス留学のため9月一杯で降板した初代MCウエンツ瑛士に代わる新MCとして、ヒロミ（タレント）と青木源太（日本テレビアナウンサー）がこの日の2時間SP（19:00 - 20:54）より就任[568]。他にもこの日の放送より新メンバーが加わる。
- 24日・25日
  - 【スポーツ】BSテレ東にて、卓球のプロリーグ『T.LEAGUE』の男子リーグ開幕戦「木下マイスター東京×T.T彩たま」（24日）と、女子リーグ開幕戦「TOP名古屋×日本生命レッドエルフ」（25日）をそれぞれ生中継（25日は地上波（テレビ東京系6局ネット）・BS同時放送）[569]。なお、両日ともスペシャルゲストとして、前日の23日に卓球界を引退した福原愛が出演した。
- 24日
  - 【教養・芸能】NHK BSプレミアムで不定期放送されているビートたけし冠司会の芸能教養番組『たけしの“これがホントのニッポン芸能史”』（21:00 - 22:30）は、この回の放送（第15回、テーマは「ラジオ」）より第3代"新人研究員"（進行キャスター）として久保田祐佳（NHKアナウンサー）が就任。
  - 【情報・福岡県】RKB毎日放送にて、4月より不定期放送していた九州の魅力を発信する新番組『ぞっこん九州』をこの日より水曜19時枠（19:00 - 20:00）にてレギュラー放送を開始。司会は潮田玲子（元バドミントン選手）、コンバット満（タレント）、佐藤巧（同局アナウンサー）の3人が務める[570][571]。
- 25日
  - 【情報】NHK総合『あさイチ』にてこの日、ラジオ第1放送の番組『すっぴん!』とのコラボレーションを実施、『すっぴん!』側からはパーソナリティの川島明（麒麟）と藤井彩子（NHKアナウンサー）が出演し、番組前半にて両番組による「コラボ大喜利」を同時生放送で実施した（→2018年のラジオ (日本)#10月も参照）。
  - 【バラエティ】日本テレビ系木曜19時枠で、内村光良司会の新番組『THE突破ファイル』を開始。回答者としてサンドウィッチマン (お笑いコンビ)が出演[456][572]（初回は2時間SP）。
- 27日〜11月3日 - 【スポーツ】プロ野球『SMBC日本シリーズ2018・広島東洋カープ×福岡ソフトバンクホークス』を地上波・BS各局にて中継（→参照）。
  - 11月3日、ソフトバンクが4勝1敗1引分で広島に勝利し日本一。これに伴い、ソフトバンクの地元・福岡県を放送対象地域とする在福のテレビ局（九州朝日放送・NHK福岡放送局・RKB毎日放送・福岡放送・TVQ九州放送・テレビ西日本）は、3日深夜から4日未明にかけて（九州朝日放送のみ編成の都合で4日午後に）優勝記念の特別番組を放送[573]。
- 28日
  - 【バラエティ】TBS系『坂上&指原のつぶれない店』は日曜20→19時枠に放送時間を繰り上げ移動、放送時間も54分から60分に6分拡大する。枠移動後初回は18:00 - 20:54の3時間スペシャルを放送[574]。なお、『2018世界バレー女子』で、日本が3次ラウンドに進出したため、枠移動後初回SPの放送日が2週間延期となり、放送尺も変更となった。
  - 【バラエティ・スポーツ】テレビ東京系日曜22時枠で、エレクトロニック・スポーツ（eスポーツ）を題材にした番組で、有吉弘行（タレント）が冠MCを務める『有吉ぃぃeeeee!そうだ!今からお前んチでゲームしない?』を開始。ゲーム愛好家として知られる有吉が同局系でレギュラーを持つのは初[注 123]。レギュラーにはタカアンドトシと田中卓志（アンガールズ）が出演[575]。
- 29日〜31日・11月2日・3日（日本時間） - 【スポーツ】テレビ朝日系にて『2018年世界体操競技選手権』（ カタール・ドーハ）を中継。放送ではメインキャスターを松岡修造が務め、プレゼンターには前年に引き続き知念侑李（Hey! Say! JUMP）が担当[576]。
- 29日 - 11月2日 - 【紀行】テレビ朝日『じゅん散歩』（名古屋テレビへもネット、一部地域で番販遅れネットあり）ではこの週「秋の芸術祭」と題した特別編を1週間にわたり放送。31日〜11月2日の3日間は、散歩人（ナビゲーター）の高田純次（タレント・俳優）が ノルウェー・オスロを訪れ、ムンクゆかりの地を散歩する模様をおくる[577]。
- 29日 - 【バラエティ・トーク】日本テレビ系『しゃべくり007 10周年2時間スペシャル』にて、10月1日付をもって日本相撲協会を退職した元・貴乃花親方こと花田光司が退職後初となるテレビ出演を果たし[578]、平均視聴率が15.2%（ビデオリサーチ調べ、関東地区、世帯・リアルタイム）の高視聴率を記録した[579]。
- 31日 - 【情報・放送事故】CBCテレビ制作『ゴゴスマ -GO! GO!Smile!-』をネットしていたTBSで、15時25分頃から約3分間映像が流れないトラブルが発生。原因についてTBSは「別作業のデータが本放送で流れてしまった人為的ミス」としている[580]。

### 11月
- 1日 - 【技術・特番】NHK総合にてこの日、NHKが12月より放送を開始する4K 8Kテレビ放送の事前告知特別番組『開局まであと1か月!〜これが4K8Kだ!〜』（19:30 - 20:43）を放送。番組ではNHK BS4K/BS8Kの魅力について詳細に紹介。出演は徳井義実（チュートリアル）、ハライチ（澤部佑・岩井勇気）、久保田祐佳（NHKアナウンサー）ら[581]。
- 2日〜4日 - 【スポーツ】毎日放送では、日本で唯一開催される全米女子プロゴルフ協会公式戦で、日本女子プロゴルフ協会公認試合でもある『TOTOジャパンクラシック』（滋賀県・瀬田GC北コース）で民放のゴルフ中継では初の有線ドローンを投入した中継を実施。2日は毎日放送グループ（MBSメディアホールディングス傘下）のCS放送・GAORAで、3日・4日はTBS系全国28局ネットで放送された[582]。
- 3日
  - 【お笑い・特番】NHK総合で、お笑い特番『コントの日』を放送（19時30分 - 20時50分・21時 - 22時）。架空の団体「日本コント協会」を設立、ビートたけしが会長（メイン）に就任し「平成」をテーマに様々なオリジナルコントを放送、その他劇団ひとり、サンドウィッチマン、東京03らが出演した[583][584]。
  - 【スポーツ・ドキュメンタリー・人物】NHK BS1『BS1スペシャル』にて、通算4,000勝を達成したJRA騎手・武豊のスペシャルドキュメンタリー番組『騎手武豊〜前人未到4000勝の記録〜』を当日の19時〜20時49分（途中でBSニュース挿入あり）の1時間49分、2部構成で放送[585]。
  - 【追悼・映画】BS日テレでは、8月10日に死去した女優の菅井きんを偲び、この日の19:00 - 20:54枠で、菅井が出演した2008年公開映画『ぼくのおばあちゃん』を追悼番組として放送[586]。
- 5日 - 11日 - 【キャンペーン】日本テレビ系列にて毎年秋恒例、1週間に亘り様々な番組で「からだ」をテーマにした企画を行う特別週間「カラダWEEK」を実施。4回目の今回もキャプテンは上田晋也（くりぃむしちゅー）が務め、本年度のマネージャーは千鳥と藤田ニコルが務めた[587]。
- 5日
  - 【食】日本テレビ系『キユーピー3分クッキング』（一部地域を除く）の5代目男性アシスタントとして、川畑一志（日本テレビアナウンサー）がこの日から新たに登板[558]。
  - 【バラエティ・近畿広域圏】毎日放送（MBS）の深夜長寿バラエティ番組『痛快!明石家電視台』[注 124] は、2014年5月より6代目アシスタントを務めていた豊崎由里絵（毎日放送アナウンサー）が、産前産後休業入りのためにこの日の放送を最後に降板[588]、翌週12日より7代目として辻沙穗里（同、2018年入社）に交代[588]。
  - 【情報・疾病】フジテレビ系『とくダネ!』のメインキャスターを務める小倉智昭（フリーアナウンサー）がこの日の番組内で、2年半前に受けた膀胱がんの根治手術を受けるための検査入院のため6日から9日まで番組を休演し、11月下旬頃から再び入院し根治手術を受けることを表明[589]。その後同月26日の番組内で「明日（27日）から入院する」ことを報告した[590]。
- 6日 - 【ドキュメンタリー】NHK BSプレミアムのドキュメンタリー番組『アナザーストーリーズ 運命の分岐点』は、番組ナビゲーターがこの日の放送より2代目の沢尻エリカ（女優、2016年10月 - 2018年10月）から3代目の松嶋菜々子（同）に交代[591]。
- 7日 - 【音楽】TBS系にてこの日、音楽スペシャル番組『UTAGE!』（20時 - 23時7分）を放送。司会は中居正広（タレント・元SMAP）と渡辺麻友（女優・元AKB48）が務め、スペシャルゲストとして石橋貴明（とんねるず）らが登場した[592]。
- 8日・18日 - 【バラエティ・倫理問題】日本テレビ系『世界の果てまでイッテQ!』で5月20日に放送された ラオスの「橋祭り」について、8日発売の「週刊文春」（文藝春秋）でやらせ疑惑があることが報じられた問題について、同局はこの日その件について否定、番組公式サイトに記事内容に関する見解を掲載した[593][594]。これを受け、翌9日には放送倫理・番組向上機構（BPO）の放送倫理検証委員会が同局に対して報告書の提出を求めた[595]。また、18日放送の同番組にて冒頭から約1分10秒間にわたり、字幕テロップと女性ナレーションの声で週刊文春が報じた祭り企画でのやらせ疑惑について謝罪すると共に、同企画を当面の間休止することを発表[596]。ただしやらせ疑惑自体については日本テレビ社長の大久保好男が15日の民放連の定例会見で改めて否定している[597]。
- 9日〜15日 - 【スポーツ】野球の国際親善試合『日米野球2018「侍ジャパン×MLBオールスターチーム」』（東京ドームほかで開催）を、日本テレビ系・テレビ朝日系・TBS系・フジテレビ系などで生中継放送[598]。初戦の9日（日本テレビ系[注 125]）はゲスト解説に松坂大輔（中日ドラゴンズ投手）を迎え、当日の実況担当で、1998年（平成10年）夏の甲子園の延長17回を松坂（横浜高校出身）と投げ合った上重聡（日本テレビアナウンサー、PL学園出身）とのコンビが共演を果たした[599]。
- 9日
  - テレビ朝日系
    - 【アニメ】金曜19時枠の長寿アニメ『ドラえもん』ではこの日、同局系の刑事ドラマ『相棒』（10月より『〜season 17』を放送中）とのコラボレーションを実施。同日の同アニメにて放送のエピソード「あい棒」にて、同ドラマ主人公の警部「杉下右京」役で出演の水谷豊（俳優・歌手）と、season 14（2015年度）より第4代相棒「冠城亘」役で出演中で、幼少の頃から『ドラえもん』を視聴していたという反町隆史（俳優）が声優を務め、同アニメ劇中にて「ドラえもん」（声：水田わさび）と「野比のび太」（声：大原めぐみ）が『相棒』を視聴するシーンにおいてそれぞれの役で出演[600][601]。
    - 【音楽】この日の『ミュージックステーション』に当初出演予定だった韓国のヒップホップグループ、BTS（防弾少年団）が出演中止となった（この件については前日、同番組公式サイトにて出演の見送りを発表した）。理由として、同グループのメンバーが以前着用していたTシャツが波紋を呼んでいるとの報道があり、「総合的な判断」から出演を見送る恰好となった。また同グループも前日に公式サイトにて謝罪コメントを掲載した[602][603]（→ミュージックステーション#2010年代および2018年の音楽#11月も参照）。
- 10日 - 【バラエティ】フジテレビ系土曜20時枠にて、1997年に半年間放送された『スターどっきり大作戦』以来21年ぶりのレギュラードッキリ番組『芸能人が本気で考えた!ドッキリGP』を開始（初回は19時からの2時間スペシャル）。これまで4回放送してきた特番『芸能人が本気で考えた!ドッキリさせちゃうぞGP』をレギュラーに昇格させるもので、MCは特番時代の東野幸治に加え小池栄子（女優）が務め[604]、さらに「ドッキリクリエーター」として恵俊彰（タレント、ホンジャマカ）がレギュラー出演する[605]。
- 12日〜18日 - 【キャンペーン】 テレビ東京は開局55周年記念企画として『テレ東ぜんぶ見る大作戦WEEK』を1週間に亘って実施。そのスペシャル企画として北野武（ビートたけし）出演のミニ番組『いきなり、たけしです。』（12 - 16日18時55分 - 18時58分、17・18日18時30分 - 18時33分）を放送。『たけしです。』は「大作戦WEEK」期間中に放送されるゴールデンタイム枠のスペシャル番組（12日の『YOUは何しに日本へ? 乃木坂46がガチ参戦!アイドルだけど超本気コラボで汗と涙の3時間SP』〈18時58分 - 19時・19時 - 21時54分〉他全7本）直前の前説番組として放送[606]。
- 13日 - 【バラエティ・福岡県】RKB毎日放送にて、福岡県を活動エリアとするエンターテインメント集団「BOYS AND MEN研究生・福岡」がレギュラー出演する地域のお悩み解決バラエティ番組『出動!ボイメン隊』が0:55 - 1:25（月曜深夜）枠にて放送開始[570]。当番組には愛知県名古屋市を本拠とするBOYS AND MEN（本隊）も登場する[570]。
- 15日 - 【特番・音楽・トーク】読売テレビ制作・日本テレビ系では、読売テレビの開局60周年を記念して、毎年恒例の音楽特番『ベストヒット歌謡祭2018』を大阪城ホールから生放送（19時 - 21時）。司会は宮根誠司（フリーアナウンサー）と橋本マナミ（タレント）が2年連続で務め[607][608]、この年は「U.S.A.」で再ブレイクしたDA PUMPらが出演した。続けて、ダウンタウン（松本人志・浜田雅功）冠司会のトークバラエティ番組『ダウンタウンDX』の番組開始25周年を記念して『ダウンタウンDXDX25周年記念2時間スペシャル』（21時 - 22時54分）が放送された。
- 17日・18日 - 【特番・近畿広域圏】関西テレビが開局60周年を記念して特別番組『開局60周年!カンテレ8ppy大感謝祭』を放送。メインMCには、同局制作の番組でそれぞれMCを務めている東野幸治（『ちゃちゃ入れマンデー』・『お笑いワイドショー マルコポロリ!』）と関ジャニ∞の横山裕（『関ジャニ∞のジャニ勉』）が務める[609]。
- 20日
  - （19日深夜） - 【バラエティ・中京広域圏】中京テレビで、オードリー（若林正恭、春日俊彰）がメインを務める冠バラエティ番組『オードリーさん、ぜひ会って欲しい人がいるんです!』（中京ローカル）がこの週より放送時間を土曜23時30分 - 23時55分→火曜0時59分 - 1時29分（月曜深夜）へ移動。
  - 【音楽・特番】TBSは2001年より小田和正（シンガー・ソングライター）をメインホストに招きクリスマス（12月25日）前後の時期に放送している音楽特別番組『クリスマスの約束』について、「今年度（2018年度）の放送は行わず、出来るだけ早くより良いものをお届けしたいということとなった」として、当該番組の放送を延期し、小田をホストとした別番組を製作・放送する意向であることをこの日に番組公式サイトを更新し、お知らせの形で掲示した[610][611]。
  - 【報道・謝罪】日産自動車会長のカルロス・ゴーンが有価証券報告書の虚偽記載で19日に逮捕されたことに絡み、これを報じた同日の『NHKニュース7』及び『ニュースウオッチ9』でインタビューを受けた同社社員とされる人物が実際は別会社の社員であったことが判明し、両番組は20日、訂正・謝罪した[612]。
- 23日 - 【食・特番】NHK総合で、食をテーマにした生放送特番『お取り寄せ不可!?列島縦断 宝メシグランプリ』（19時30分 - 22時、途中ニュースによる中断あり）を放送。司会は3月まで朝の生放送情報番組『あさイチ』のキャスターを務めた井ノ原快彦（V6）と杉浦友紀（NHKアナウンサー）が務める[613][614]。
- 25日 - 【スポーツ・公営競技】テレビ東京系にてこの日、競輪のレースである『第60回朝日新聞社杯競輪祭』（福岡県北九州市・小倉競輪場）がG1で初めてナイター開催されるのを記念し、20時より『年に一度のスポーツ大勝負!テキチュー!!』と題し、競輪としては初の地上波ゴールデンタイムで生中継する。番組MCは夜のスポーツニュース番組『追跡LIVE! Sports ウォッチャー』に出演のビビる大木（タレント）と中畑清（野球解説者、プロ野球・元読売ジャイアンツ内野手・コーチ、前横浜DeNAベイスターズ監督）が、キャスターは福田典子（テレビ東京アナウンサー）がそれぞれ担当、レース解説は中野浩一（元競輪選手）が務めるほか、「競輪博士」として向井慧（パンサー）が出演、この他ゲストとして峰竜太（タレント）、井森美幸（同）、春日俊彰（オードリー)、朝日奈央（タレント）がそれぞれ出演した（BSテレ東でも同時放送、 - 20時50分）。
- 26日〜30日 - 【音楽・4K/8K】NHK総合では来る12月1日の4K・8K放送開始を控え、4K・8Kで制作した音楽ライブ番組を5夜連続で放送する（各日とも23時55分 - ）。初日となる26日は『SONGSスペシャル「DREAMS COME TRUE×太陽の塔」』（5月5日初回放送、4K制作。 - 翌0:44）、27日は『西野カナ LIVE in 福岡』（8K制作。 - 翌0:39）、28日は『MISIA SOUL JAZZ LIVE〜One Mic，One Band〜』（8K制作。 - 翌0:39）、29日は『コブクロ×東京フィル Super Hi-Vision Live〜一夜かぎりのオーケストラ・ナイト〜』（仮、8K制作。 - 翌0:39）、最終日となる30日は『サカナクション LIVE 2017』（8K制作。 - 翌1:25）をそれぞれ放送した。なお、5番組とも12月にはNHK BS4K・BS8Kでも放送された[615]。
- 28日 - 【スポーツ】フジテレビは、2019年のF1中継を今年に引き続きCS放送の「フジテレビNEXT」とストリーミング配信サービス「フジテレビNEXT smart」にて金曜フリー走行から日曜日の決勝まで全てのレース（21戦予定）を完全生中継することを発表[616]。
- 30日 - 【追悼・トーク】テレビ朝日系『徹子の部屋』は、29日に赤木春恵（女優、94歳没）が死去したことを受け、この日の放送を当初の放送予定から差し替えて赤木を追悼する構成に差し替えた[617]。

### 12月

#### 12月上期
- 1日

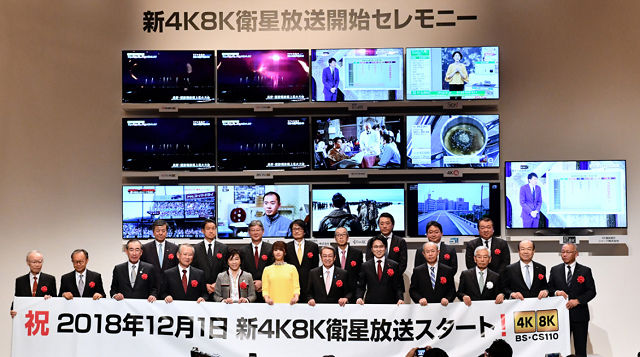
新4K8K衛星放送開始セレモニー

  - 【放送開始・4K/8K】NHK・民放キー局系BSデジタル4局（BS日テレ除く）ならびにスカパー!の一部BS・CSチャンネルにて4K放送（NHKは8K放送も）をこの日より開始。
    - 【特番・NHK】この日同時開局するNHK BS4K・8K（一部時間帯は総合テレビ同時放送）では『いよいよスタート! BS4K・BS8K開局スペシャル』と題する開局記念特番を放送。特に19時 - 20時43分（NHK総合では19時30分飛び乗り）枠では井ノ原快彦（タレント・俳優・V6のメンバー）司会による特別番組が放送された[618]。
    - 【特番・民放BS4局】この日同時開局するBS朝日 4K・BS-TBS 4K・BSテレ東 4K・BSフジ 4K各4局の開局記念として、現行の民放BS2K放送各局（BS日テレ除く4局）と4K各局にて、史上初の2K・4K連動による共同特別番組『BS4K開始"初"生特番〜日本で最高に美しい映像お見せします〜』をこの日9時45分から（4K各局では開局時刻の10時から）放送。番組司会は滝川クリステルが務め、東京・ホテルニューオータニで開催の放送開始記念イベントでの火入れ式の模様を生中継[619][620]。イベントにはPRキャラクターを務めた深田恭子（女優）らが出席した。

  - 【アニメ】NHK Eテレにて、大型連休および夏休みに特集番組で放送され人気を博した推理アニメ『おしりたんてい』が、この日から土曜9時枠でレギュラー放送開始[621]。
- 1日・2日 -【紀行】民放キー局系BSデジタル4局（BS日テレ除く）では4K開局記念として、両日、4社共同企画番組として紀行番組『大いなる鉄路 16,000km走破 東京発→パリ行き』を放送。1日はBSフジ（19時、2K同時放送）とBS朝日（21時、同）、2日はBS-TBS（19時、同）とBSテレ東（21時、同）でそれぞれ放送。番組ナレーションは三浦春馬（俳優）と倍賞千恵子（女優）が務めた[619]。
- 2日 - 【お笑い】朝日放送テレビ・テレビ朝日系にて、年末恒例の漫才王座決定戦で、14回目[注 126] を迎える『M-1グランプリ2018』決勝大会を生放送（18時34分 - 22時[注 127]）[622]。司会は7回連続となる今田耕司（タレント）と上戸彩（女優）。また決勝大会前の14時30分から16時25分まで「敗者復活戦」を生放送[623]。第14代目となるM-1王者には霜降り明星（よしもと所属）が輝いた[624]。またこの大会の審査員を務めていた上沼恵美子（タレント）が翌3日放送の朝日放送ラジオの番組で今回限りで審査員を引退する意向を表明した[625]。
- 5日・12日 - 【音楽】フジテレビ系にて年末恒例の歌謡特番『2018 FNS歌謡祭』を2週連続で生放送。5日はグランドプリンスホテル新高輪「飛天」から、12日は台場のフジテレビ本社スタジオからおくる[626]。
- 10日 - 【お笑い】日本テレビ系にて前年に続き、女性お笑い芸人限定の王座決定戦『第2回女芸人No.1決定戦 THE W決勝』を生放送（20時 - 22時54分）[627]。司会は昨年の第1回に引き続き徳井義実（チュートリアル）と水卜麻美（日本テレビアナウンサー）が務め[628]、副音声解説を松本人志（ダウンタウン）が担当した[629]。なお、今大会決勝に出場予定であったガンバレルーヤ（よしもと所属）は、メンバーのよしこが病気療養のため出場を辞退したことにより、次点であったニッチェ（マセキ芸能社所属）が繰り上げで決勝進出となった[630]。優勝は阿佐ヶ谷姉妹（ASH&Dコーポレーション所属）[631]。また副音声解説の松本がゲストの清水ミチコに怒鳴られる一幕があった[629]。
- 13日 - 【トーク・芸能】BS朝日で、1時間特番『徳光・関口・みの・古舘…奇跡の同窓会 司会者だらけのトークSHOW』を放送（23時 - 翌14日0時）[632]。立教大学出身の司会者4名（徳光和夫〈元日本テレビアナウンサー〉、関口宏〈司会者・俳優・作詞家〉、みのもんた〈元文化放送アナウンサー〉、古舘伊知郎〈元テレビ朝日アナウンサー〉。関口以外は全員フリーアナウンサー）が11月18日に東京・池袋の同大学キャンパスにて行ったトークショー[633] の模様を放送した。

#### 12月下期
- 19日 - 【報道】日本テレビ系『news every．』でキャスターを担当していたジャニーズ事務所所属のアイドルグループ、NEWSのメンバー・小山慶一郎が同番組を降板することを同日の放送内で発表。なお、小山は6月に明らかになった不祥事により、同番組のキャスターは無期限で出演を差し控えていた。この日の放送では、小山からの降板する旨のメッセージが同番組でメインキャスターを務める藤井貴彦（日本テレビアナウンサー）より代読された[634]。
- 20日 - 【バラエティ】日本テレビ系『ぐるぐるナインティナイン』3時間SPで放送された「グルメチキンレース・ゴチになります!」パート19最終戦で、橋本環奈と渡辺直美のクビが決定。橋本はわずか1年で、渡辺は2年でそれぞれクビとなった。なお、前年（2017年）のゴチ18で4回目のクビ(謹慎)となり、1人で試練に挑戦した矢部浩之（ナインティナイン）はこの回のVIPチャレンジャーの中条あやみ[635]と志村けん（ザ・ドリフターズ）の誤差を上回ったので、ミッション失敗となった[636]。
- 21日 - 【音楽】テレビ朝日系『ミュージックステーション』恒例の年末特番として『MUSIC STATION SUPER LIVE 2018』を千葉・幕張メッセから生放送（19時 - 23時10分）。今回は番組放送1300回を記念して放送された。司会はタモリ
- 22日 - 【情報・スポーツ】日本テレビ系『ズームイン!!サタデー』の読売ジャイアンツを中心とする野球情報コーナー「プロ野球熱ケツ情報」を担当していた宮本和知（元読売ジャイアンツ投手、タレント・野球解説者）が、2019年シーズンより巨人の一軍投手総合コーチに就任することによりこの日の放送をもって退任[637][638]。また11月に行われた巨人の秋季キャンプに帯同するため同月中は番組を休演[639]。退任に際し宮本は『終身名誉宣伝部長』に就任した[637]。1月以降の同コーナーは後任キャスターは設けず、同番組MCの辻岡義堂（日本テレビアナウンサー）が担当する。
- 23日
  - フジテレビ系
    - 【スポーツ・公営競技】競馬中継番組『みんなのKEIBA』（主に東日本エリア）は、この日の放送を最後にアシスタントを2016年1月より務めていた小澤陽子（フジテレビアナウンサー）が降板した[640]。
    - 【アニメ】『ちびまる子ちゃん』はこの日、年末1時間スペシャルとして『ちびまる子ちゃん もうすぐクリスマス!町内のど自慢スペシャル』を放送[641]。同アニメでエンディングテーマ「すすめナンセンス」を担当するPUFFYが声優として出演[641]。大貫亜美が大村あみ役、吉村由美が大村ゆみ役としてそれぞれ出演[641]。
- 24日
  - 【バラエティ】日本テレビ『ヒルナンデス』の月曜レギュラーを4年9か月間務めた博多華丸・大吉がこの日をもって番組を卒業。卒業はMCの南原清隆により発表された[642]。
  - 【音楽】TBS系では『COUNT DOWN TV』をベース番組とした特別番組『CDTVスペシャル!クリスマス音楽祭2018』を、この日の19時 - 22時54分枠で放送[643]。
  - 【演劇・追悼】BS朝日ではこの日、7月13日に85歳で死去した演出家の浅利慶太を偲ぶ追悼特別番組『劇団四季&演出家・浅利慶太 〜日本の演劇に革命をもたらした男〜』を放送（21時00分 - 22時54分）[644]。
- 26日
  - 【情報】日本テレビ系の朝の情報番組『スッキリ』の水曜日コメンテーターを2010年12月から務めてきた大沢あかね（女優・タレント）が来年春に出産を控えることからこの日で番組を卒業[645]。
  - 【バラエティ・不祥事】この日夜に放送されたTBS系『水曜日のダウンタウンSP』（22:00 - 23:54、通常より47分後拡大）で、東京都練馬区のとしまえんを舞台にお笑いトリオ・安田大サーカスのクロちゃんを檻の中に閉じ込める企画「真・モンスターハウス」を生放送で実施。番組中や番組公式Twitterなどを通じて『クロちゃんを夜通しで一般公開する』と告知した。これが端緒となり同園に若者を中心に群衆が殺到して周辺道路の渋滞を引き起こしたり、周辺住民からの苦情などで110番通報が相次ぎ、大混乱を生じさせたため、翌27日未明に番組はこの企画を急遽中止した。なお警視庁はこの件について番組スタッフなどから事情聴取する方針[646]。この事態を受け、TBS及び番組に場所を提供したとしまえんは翌27日、公式サイト及び公式Twitterなどでお詫びのコメントを掲載した[647][648][649]。なおTBSは現時点で番組の打ち切りは考えていないとした[650]。その後、新年1回目の放送となる2019年1月9日の番組の最後でテロップとナレーションにより改めて視聴者に謝罪した[651]。→6月21日の出来事も参照
- 28日 - 【報道】日本テレビ系で、「平成」の30年を回顧する特別番組『キャスター&記者1000人が選んだ! 平成ニッポンの瞬間映像30』をこの日の19時 - 22時54分枠で放送。番組の司会は有働由美子（フリーアナウンサー、『news zero』ニュースキャスター）と水卜麻美（日本テレビアナウンサー、『スッキリ』キャスター）の2名が担当した[652][653]。
- 29日 - 【バラエティ・芸能】1998年4月から1999年9月までテレビ朝日で放送されていたジャニーズJr.（当時）のメイン番組『8時だJ』が約19年ぶりにこの日の20時54分 - 22時30分に一夜限りのスペシャル番組として復活放送。司会は当時と同じくヒロミ（タレント）が務め、当時のジャニーズJr.メンバーだった滝沢秀明、山下智久、生田斗真、風間俊介、長谷川純らが出演した[654]。
- 30日
  - （29日深夜）【バラエティ】フジテレビ系で、俳優・竹内力が地上波テレビでのMC初挑戦となる老人をテーマとしたバラエティ番組『22世紀計画 Dr.リキが行く!』を放送（1:15 - 2:15）[655]。
  - 【音楽】TBS系にて年末恒例、60回目を迎える音楽祭特番『第60回 輝く!日本レコード大賞』を新国立劇場から生放送（ラジオでもTBSラジオでサイマル放送）。本年は60回を記念して、例年本編開始前1時間に設定されている「序章」を設定せず、本編の放送時間を5時間半に拡大しておくる（17:30 - 19:00〈第1部〉・19:00 - 23:00〈第2部〉）。今回の目玉として、最優秀歌唱賞を受賞の女性シンガー・MISIAが民放音楽番組では初めて生歌唱を披露した[656][657]。司会は安住紳一郎（TBSアナウンサー）と土屋太鳳（女優）が担当。土屋は初のレコ大司会、安住は7年連続で務めた[658]。大賞は乃木坂46が連覇を果たし、女性グループの連覇としては2011年・12年のAKB48以来の快挙となった[659]。
  - フジテレビアナウンサーの生野陽子が同日付の自身のブログで、木・金曜レギュラー出演中の『BSフジLIVE プライムニュース』を年内をもって休むことを発表[660][661]、同月28日放送分が休み前最後の出演となった。
- 31日
  - 【音楽・芸能】NHKでは大晦日恒例『第69回NHK紅白歌合戦』を放送。今年度は総合テレビに加えBS4K・8Kでも放送される（19:15 - 23:45、総合テレビではニュース挿入による中断あり）[662]。また11月9日に今年度の司会者として紅：広瀬すず（女優・初）、白：櫻井翔（嵐・4年ぶり6回目・個人としては初）、総合：内村光良（コメディアン・ウッチャンナンチャン・2年連続2回目）&桑子真帆（NHKアナウンサー・2年連続2回目）が起用されることが発表され[663]、11月14日には出場歌手（紅白42組、特別企画1組）が発表され[664][665]、さらに12月4日には北島三郎が5年ぶりに紅白に特別出演することが発表され[666]、平均視聴率は第1部（19:15 - 20:55）が37.7%、第2部（21:00 - 23:45）が41.5%でいずれも前年を上回り、第2部は2年ぶりに40%を超えた（ビデオリサーチ調べ、関東地区、世帯・リアルタイム）[667]。
  - 【スポーツ】TBS系では大晦日恒例のスポーツ特番を編成、前年までの『KYOKUGEN』に代わって『平成最後の大晦日スペシャル! SASUKE&ボクシング井岡一翔世界タイトルマッチ』と題し、『SASUKE』と、WBO世界スーパーフライ級王座決定戦：ドニー・ニエテス（ フィリピン）×井岡一翔（SANKYO）のボクシング世界選手権試合を組み合わせ、18:00 - 23:55まで放送[668]。総合MCは安住紳一郎・江藤愛（共にTBSアナウンサー）が務め、安住は生放送となる『SASUKE』のファイナルステージの実況も併せて担当する[669]。安住は前日生放送の『第60回 輝く!日本レコード大賞』でも総合司会を務めている。
  - 【音楽】テレビ東京系では大晦日恒例の歌謡特番『第51回年忘れにっぽんの歌』を放送（16:00 - 22:00、中野サンプラザにて12月11日・12日に収録）。司会は今回も徳光和夫、竹下景子（女優）、中山秀征（俳優・タレント）が務め、さらに和田アキ子が51回目にして初めて同番組に出演した[670][671]。
- 31日 - 2019年1月1日未明
  - 【お笑い】日本テレビ系『ダウンタウンのガキの使いやあらへんで!』の恒例大晦日特番「笑ってはいけないシリーズ」の第13弾となる『絶対に笑ってはいけないトレジャーハンター24時!』を放送（31日18:30 - 翌1日0:30）[672]。平均視聴率は第1部（18:30 - 21:00）が14.3%、第2部（21:00 - 翌1日0:30）が12.8%で前年を大幅に下回ったものの、紅白歌合戦の民放の裏番組として9年連続で最高視聴率を記録した（ビデオリサーチ調べ、関東地区・世帯・リアルタイム）[667]。
  - 【バラエティ】テレビ朝日系では『よゐこの無人島0円生活』を、大晦日特番としては2007年以来約11年ぶり、且つ、年越し特番としてはもちろん初の生放送（31日18:00 - 翌1日0:30）[673]。
  - 【音楽・芸能】フジテレビ系で、東京ドームで開催されるジャニーズ事務所恒例の年越しイベント『ジャニーズカウントダウン2018-2019』を生放送（31日23:45 - 翌1日0:45）。MCは前年度に引き続き国分太一（TOKIO）と井ノ原快彦（V6/20th Century）が務めた[674]。なお今回、解散したタッキー&翼が一夜限りの復活、これが最後のライブ出演となった[675]。平均視聴率は15.5%をマークし、1998年の生放送開始以来過去最高を記録した（ビデオリサーチ調べ、関東地区・世帯・リアルタイム）[676]。

## その他テレビに関する話題

### 1月（その他）
- 1日
  - 【活動進退】元フジテレビアナウンサーの中村仁美（2017年7月退職）が、この日付でアミューズ所属のフリーアナウンサーとして活動を再開[677]。
  - 【結婚】テレビ朝日アナウンサーの久冨慶子（2012年入社）が、プロサッカー選手の大津祐樹（横浜F・マリノス）とこの日に結婚[678]。
- 2日 - 【視聴率】日本テレビはこの日、2017年の年間（2017年1月2日 - 12月31日）視聴率三冠王（全日・ゴールデン・プライム、ビデオリサーチ調べ、関東地区・世帯・リアルタイム）獲得を発表。日テレの年間三冠王は2014年から4年連続となった[679]（→こちらも参照）。
- 4日 - 【訃報】元プロ野球選手・監督として活躍し、NHKなどで野球解説者を務め、『サンデースポーツスペシャル』（NHK総合。後の『サンデースポーツ』）初代司会者を1985年から2年間務めた[注 128]星野仙一（東北楽天ゴールデンイーグルス球団副会長、当時）がこの日、膵臓がんのため死去（70歳没）[683][684]（→追悼番組はこちらを参照）。
- 8日 - 【放送事故・中京広域圏】東海テレビにおいて、『めざましテレビ・第2部』および『情報プレゼンター とくダネ!』（いずれもフジテレビ系列全国ネット番組）放送中の7時58分02秒から8時03分42秒までの5分40秒にわたり、送信機器の故障により音声が途絶えたり画面が映らなくなるトラブルが発生[685][686]。同局は公式サイト上で謝罪のコメントを発表した[687]。
- 10日 - 【放送事故・鹿児島県】鹿児島県の北薩地方一帯（薩摩川内市、阿久根市、出水市、さつま町、長島町、伊佐市）で、10日12時半ころから民間放送のテレビ全4局（南日本放送・鹿児島読売テレビ・鹿児島放送・鹿児島テレビ）の電波が出ない状態となる「停波」が発生。被害にあった世帯数はおよそ8万6000世帯(南日本放送調べ)[688]。なお、停波状態は同日15時頃に復旧。南日本放送によると原因は、紫尾山の山頂にある阿久根テレビ中継局で電気系統のトラブルが発生したためとしている[689]。
- 10日〜 -【放送事故・石川県】石川県を放送エリアとする民放のうち2局（北陸放送〈MRO、TBS系列〉・石川テレビ〈ITC、フジテレビ系列〉）で10日19時過ぎより県内の広範囲で放送中断[690][691][692]。金沢市消防局によると、石川テレビ敷地内の送信鉄塔で落雷の後に火花が出ていたとのことである[693]。石川テレビでは10日深夜より、北陸放送では11日未明より、それぞれ一部地域で順次放送が再開されている（18日早朝の段階でほぼ事故前に近い状態となった）[693]。石川テレビによると、遅くとも8月末までに完全復旧するよう努力しているとのこと[694]。なお12日に総務大臣・野田聖子は閣議後記者会見にて、「今回の長時間停波事故は、重大な事故に該当する」と述べ、北陸放送と石川テレビの2社に対して30日以内に事故原因の詳細と再発防止策を報告するように要請したことを明らかにした[695]。
- 11日
  - 【活動進退】NHKアナウンサーの登坂淳一（1997年入局、鹿児島局所属）が、同日付をもってNHKを退局[696]、フリーアナウンサーに転向[111]。
  - 【結婚・静岡県】 静岡朝日テレビ（SATV、テレビ朝日系列）アナウンサーの広瀬麻知子が、プロサッカー選手の河井陽介（清水エスパルス）とこの日に結婚した[697]。
  - 【経営】テレビ番組や映画の照明技術を手がけていたサンライズアートが2017年12月27日に東京地裁から破産開始決定を受けていたことがこの日判明[698]。
- 15日
  - 【放送事故】テレビ朝日系情報番組『ワイド!スクランブル・第1部』にて、この日の番組冒頭の10時25分から2分24秒間及び10時30分から18秒間の2回に亘り音声が送出出来ないトラブルが発生した。テレビ朝日広報部はこのトラブルについて原因を調査している[699]。なお、このトラブルは1回目についてはフルネットとしているネット局でも、2回目については11時45分飛び乗りとしているネット局を除く全ネット局でも発生したとみられる[700]。
  - 【不祥事】人気ヒップホップ歌手のUZIがこの日、東京都内の自宅で乾燥大麻600グラムを所持していた疑いで厚生労働省関東信越厚生局麻薬取締部に大麻取締法違反で現行犯逮捕された[701]。これを受け、UZIが司会を務めていたテレビ朝日『フリースタイルダンジョン』の17日未明（16日深夜）の地上波放送分が別内容に差し替えられた他、AbemaTVでの配信を休止[702]。また既に収録済みのものについては「対応を検討中」とした[703]。さらにナレーターを務めていたTBS『有田ジェネレーション』の18日未明（17日深夜）放送分はナレーションを差し替えた上で放送し、今後の対応については未定とした[703]。その後5月22日に東京地方裁判所は懲役3年、執行猶予5年の有罪判決を科した[704]。
- 16日 - 【インターネット・誤報】NHKがこの日18時55分に同局ウェブサイト内ニュースポータル「NHK NEWS WEB」および、スマートフォン向け「NHKニュース・防災アプリ」にて「北朝鮮ミサイル発射の模様」という誤ったニュース速報を発信。なお北朝鮮からミサイルは発射されておらず、また日本政府からJアラートによる避難呼びかけも出されていなかったため、NHKは即時にサイト内でお詫び・訂正した[705] ほか、同日の『NHKニュース7』番組内で鈴木奈穂子（NHKアナウンサー）が視聴者に謝罪した[706][707]。広報部によると「報道局の担当者が配信装置を誤操作したことが原因である」とのこと[708]。なお、NHKは30日、担当職員3名を役員報酬カットなどの処分とし[709]、速報の運用改善など再発防止を図る事を発表[710]。
- 18日 - 【結婚】フジテレビ系の週末朝情報番組『めざましどようび』のメインキャスターを務めているフリーアナウンサーの長野美郷がこの日、一般男性と結婚。27日放送の同番組エンディングにて自ら報告した[711]。
- 19日 - 【社長会見・スポーツ・イベント・音楽・近畿広域圏】関西テレビ社長福井澄郎がこの日の新春社長会見において、毎年1月に行われている『大阪国際女子マラソン』の中継で1987年の第6回大会から行われ[注 129]、中継の盛り上げに一役かっていたTHE ALFEEによるテーマソングを28日に開催し中継した第37回大会をもって終了すると発表[712]。
- 21日 - 【訃報】東京大学教養学部教授や秀明大学学頭などを務め、テレビ朝日系『朝まで生テレビ!』やTOKYO MX『西部邁ゼミナール』（司会）等に出演し、保守派の論客として知られた経済学者の西部邁がこの日の朝、東京都大田区内の多摩川で入水自殺を図り、川に浮いていたところを発見され病院に運ばれたが死亡が確認された（78歳没）[713]。27日未明の『朝まで生テレビ!』ではスタジオトークにて西部を追悼するコメントが伝えられた[714]ほか、『西部邁ゼミナール』は27日の放送をもって終了し、番組の最後には「後日追悼番組の放送を予定しています。改めてご冥福を心よりお祈りいたします」とのコメントを表示した[715]。
- 22日 - 【不祥事】同日早朝、お笑いコンビ・トップリード（太田プロダクション所属、当時）の新妻悠太が、東京都新宿区内のマンションへの住居侵入及び窃盗未遂容疑で逮捕[716]。この事態を受けて新妻がレギュラー出演していたCSデジタル放送の『AKB48チーム8のあんた、ロケロケ!』（テレ朝チャンネル1、金曜22:00 - 23:00）について、テレ朝Chが26日の放送を中止するなど多方面で影響が生じた[717][718]。その後太田プロから契約を解除されコンビは解散した。
- 23日 - 【イベント・キャンペーン・近畿広域圏】関西テレビではこの日「カンテレが、カメテレに!」をキャッチフレーズに、同局1月期火9ドラマ『FINAL CUT』主演の亀梨和也（KAT-TUN）が大阪市北区扇町の同局本社に来訪してのキャンペーンイベントを実施。生放送出演やトークショー、生CMなどを行った[719]。
- 24日 - 25日【放送事故・山梨県】テレビ山梨（UTY、TBS系列）において、24日の『NEWS23』（JNN系列全国ネット番組）および『ウッティタイム』（自社制作のミニ枠）・25日の『UTYニュースの星』（前夜に放送した自社制作のローカルニュースの再放送）放送中の24日23時35分頃から25日0時15分頃までの約40分間にわたり、映像が映らなくなったり音声が流れなくなるトラブルが発生。山梨県内の約29万世帯に影響が出た。同局は謝罪の上原因を調査中とコメントした[720]。
- 25日
  - 【賞】TBS主催「第6回TBS連ドラ・シナリオ大賞」の受賞者がこの日決定。同日、同局で授賞式が行われ、22歳男性の作品が大賞を受賞した[721]。
  - 【報道・裁判】2014年11月に建造物等以外放火の疑いで埼玉県警に逮捕されその後不起訴処分となった男性（2016年没）が、「テレビ朝日の不適切な報道で名誉を傷つけられた」として東京地裁に訴えていた裁判で、テレビ朝日に対し220万円を男性の遺族に支払うよう命ずる判決を下した[722]。その後遺族側と同局の双方が判決を不服として東京高裁に控訴したが、7月12日に東京地裁の判決を支持し、双方の控訴を棄却した[723]。
- 29日
  - 【社長会見・労働問題・大阪府】テレビ大阪社長の青山高博がこの日行った新春社長会見で、昨年末に社内での就業規則違反（迷惑行為）により担当番組を降板した元アナウンサーの庄野数馬について、「期待していただけに裏切られた。ご迷惑をお掛けしお詫び申し上げる」と謝罪。また庄野の現場復帰については「近い将来はない。これ以上は差し控えたい」と発言した[724]。
  - 【情報・不祥事】テレビ朝日系『ワイド!スクランブル』の30歳代のアシスタントディレクター（AD）が、日本相撲協会の承認が必要な映像を使用する際、過去に提出した承認書類を偽造して新たに作成していたことがこの日発覚。同局は相撲協会に謝罪すると同時に担当の報道局次長兼情報センター長及び報道局情報センターチーフプロデューサーを減給1か月の処分にした[725]。
- 29日〜2月4日 - 【キャンペーン】日本テレビは2月4日の世界がんデーにちなみ、キャンペーン「生きるってスゴイ がん新時代へ」を1週間にわたって展開。本キャンペーンでは癌治療の最前線や、癌を経験した人のメッセージなどを同局ニュース・報道番組などで紹介するほか、2015年7月4日に放送されたドキュメンタリー『Cancer Gift』全編のインターネット動画配信等を実施[726]。
- 30日 - 【訃報】元フジテレビアナウンサーで、同局在籍時に河野（現姓・花田）景子・八木亜希子と共に「花の女子アナ3人娘」として人気者となり、フリー転向後もテレビ朝日系『ミュージックステーション』の司会などで活躍した有賀さつきがこの日朝死去（52歳没）[727]。訃報は2月4日に判明した。詳細な死因は不明だが、昨年から闘病生活を送っていたといい、同日未明に日本テレビ（関東ローカル）で放送された『日テレポシュレ』（昨年内に収録済み）が最後の出演となった[728]。
- 31日 - 【スポーツ・CS】日本テレビが、プロ野球・千葉ロッテマリーンズ主催の公式戦全試合のCS独占放送権を獲得、同局ニュース専門チャンネル日テレNEWS24にて、今年度から中継放送することを発表[729][730]。

### 2月（その他）
- 1日

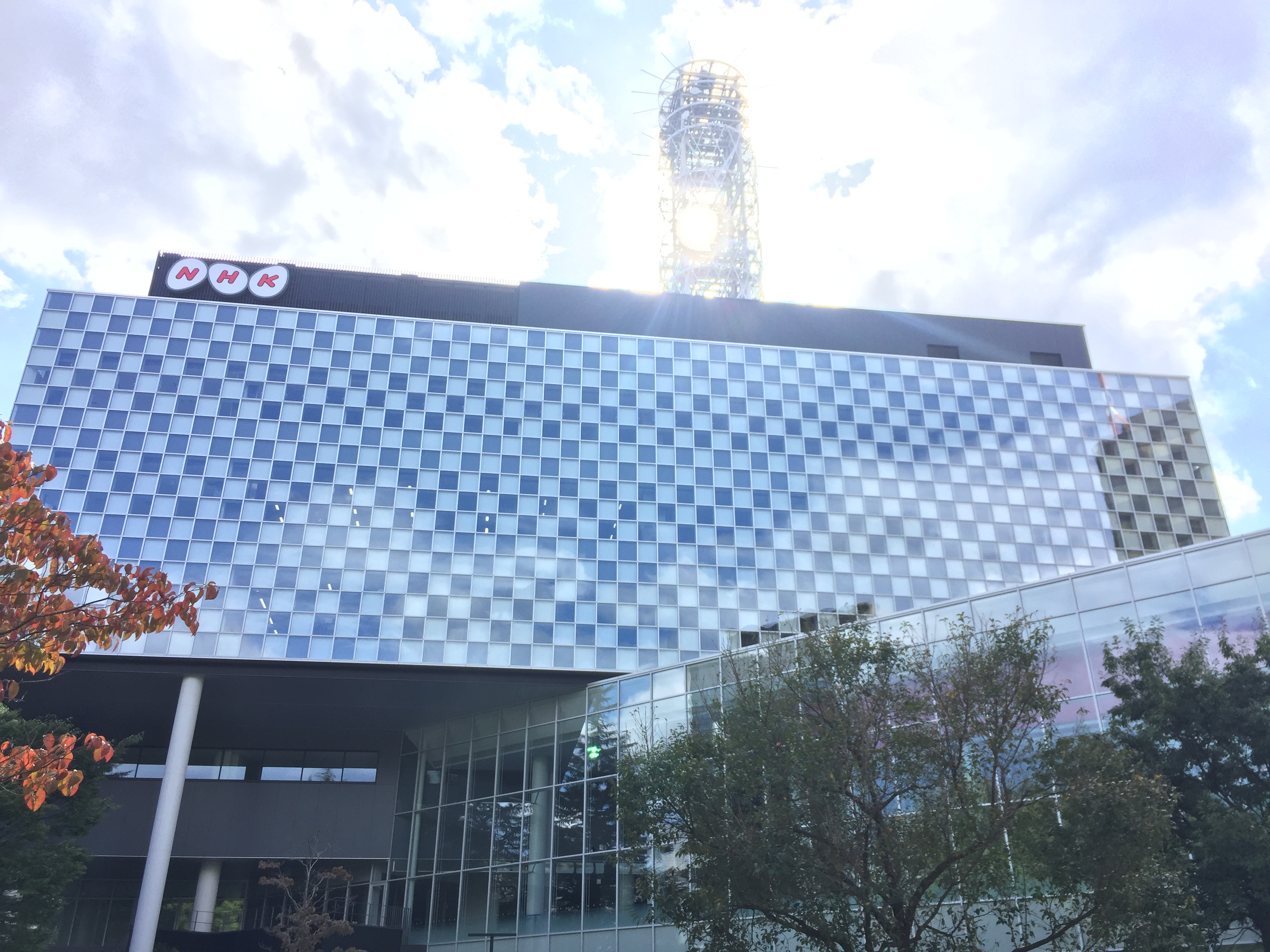
NHK仙台放送局新放送会館（仙台市青葉区）

  - 【節目】日本におけるテレビジョン放送開始から65周年（NHK東京テレビジョン（現：NHK東京総合テレビジョン））。（その他はこちらも参照）
  - 【訃報】日本テレビ系『目方でドーン!』の司会や、テレビ朝日系『笑アップ歌謡大作戦』のレギュラーなどで活躍した漫才トリオ・レツゴー三匹のメンバーの一人で、1999年のNHK連続テレビ小説『あすか』に出演するなど俳優としても知られたレツゴー長作（本名・永原誠）がこの日夜、肺癌のため死去（74歳没）[731]。
- 4日
  - 【訃報】元日本テレビアナウンサーで同局の解説委員も歴任したこともある本多当一郎がこの日死去（83歳没）。本多の訃報は『日本記者クラブ会報』第577号（2018年3月10日発行）にて報じられた[732]。
  - 【移転】NHK仙台放送局が仙台市青葉区本町2丁目に完成した新放送会館へ移転、翌5日より同会館より放送を開始[733]。
- 6日 - 【結婚・静岡県】静岡第一テレビ（Daiichi-TV・SDT、日本テレビ系列）アナウンサーの杉岡沙絵子が、この日にラグビー選手の三村勇飛丸（ヤマハ発動機ジュビロ）と結婚することを発表[734]。
- 8日
  - 【BPO】放送倫理・番組向上機構（BPO）の放送倫理検証委員会はこの日、フジテレビ系『とくダネ!』で2017年に放送した刑事事件の報道2件について「誤った情報を視聴者に伝えた」として、放送倫理違反があったとの意見を公表[735]。
  - 【訃報】NHKのテレビアニメ『彩雲国物語』などに出演した声優の新田万紀子がこの日、大動脈解離のため死去（56歳没）[736]。
- 16日 - 【訃報】警察官時代は警視庁捜査一課課長として数々の事件・犯罪捜査を指揮し、退官後は日本テレビの客員解説員を務め、また各種マスメディアでコメンテーターとして犯罪・事件解説を行っていた田宮榮一がこの日、転移性肺癌のため死去（85歳没）[737]。
- 19日
  - 【不祥事・近畿広域圏】毎日放送は、政務活動費の裏金捻出問題で詐欺罪に問われ、有罪判決を言い渡された元神戸市議として報道した画像が別人のものであったことを発表し謝罪。この画像は同局制作の『ちちんぷいぷい』やTBS系全国ネットのニュース番組等で4度にわたって使用されるも、『ちちんぷいぷい』の放送後、視聴者からの指摘で発覚。同番組内で訂正し、謝罪した[738]。
- 21日
  - 【訃報】北野武監督映画など数々のテレビドラマ・映画・舞台公演・バラエティ番組に出演し、名脇役として知られた俳優の大杉漣がこの日早朝、急性心不全のため死去（66歳没）[739]。当時はテレビ東京系『バイプレイヤーズ 〜もしも名脇役がテレ東朝ドラで無人島生活したら〜』、日本テレビ系『ぐるぐるナインティナイン』のコーナー『グルメチキンレース・ゴチになります!19』、BSフジ『大杉漣の漣ぽっ』などに出演中だった。テレビ東京は、同日の『バイプレイヤーズ』第3話については予定通り放送、第4話以降も検討中だったが[740]、予定通り最終回（第5話、3月7日）まで放送された[741]。また日本テレビ系で22日放送の『ぐるぐるナインティナイン ゴチ2時間SP』（2月12日に収録済み）も遺族と所属事務所の了解を得て予定通り放送された[47][49][51]。
  - 【BPO】BPOの放送人権委員会はこの日、CBCテレビの夕方ニュース番組『イッポウ』（東海ローカル）で2016年7月から2017年6月までに計10回放送した、外交官・杉原千畝（1900年 - 1986年）に関する特集において、杉原本人の手記とされる資料に書かれた筆跡が本人のものと異なるとの指摘により、審理入りを発表[742]。
  - 【裁判・沖縄県】琉球朝日放送（QAB、テレビ朝日系）のニュース映像を、同局に無断でドキュメンタリー映画に使用されたとして、東京の映画製作会社に映画の上映差し止めを求めていた訴訟の判決で、東京地裁はこの日、著作権侵害を認め、映画製作会社に上映禁止や約50万円の損害賠償を命じる判決を下した[743]。同局は判決について「主張が認められた判決だと受け止めています」とコメントした[744]。
- 23日 - 【人事】日本民間放送連盟は本年6月で任期切れとなる井上弘会長（TBSテレビ名誉会長）の後任を選出するための会長推薦委員会を開き、第15代会長に大久保好男（日本テレビ放送網社長）を推薦することを全会一致で議決。6月の連盟理事会並びに定時総会を経て大久保新体制を発足させることとしている[745][746]。
- 23日〜4月8日 - 【イベント】フジテレビが前年に続き、放送ライブラリー（横浜市中区日本大通）にて企画展『フジテレビ セットデザインのヒミツ展2〜月9ドラマ30年の軌跡〜』を開催、『月9ドラマ』の歴史と美術セットの製作過程についての展示が行われた[747]。
- 25日
  - 【結婚】日本テレビアナウンサーの中島芽生がこの日、一般男性と結婚[748]。なお27日、中島自身が出演する『news every.・第1部』（15:50 - 16:50）にて自ら報告した。
  - いずれも【放送事故】
    - 【熊本県】NHK熊本放送局管内では、この日、平昌オリンピックカーリング・女子決勝「スウェーデン対韓国」を総合テレビで放送中の10時5分から19分までの約14分間、放送画面が黒化し、音声が中断する放送事故が発生。原因はマルチチャンネル放送から通常チャンネル放送に切り替える際にスイッチャー（放送切り替え設備）が正常に作動しなかったことによるものという[749]。
    - 【CS】日本テレビのCS放送ニュースチャンネル、日テレNEWS24でこの日22時10分ごろ、「訓練」と表示したJアラート画面を約9秒間にわたり誤って表示するミスがあった。同チャンネルでは当時、非常時対応の放送訓練を実施中だった。同局では翌日、ホームページで謝罪した[750]。

### 3月（その他）
- 1日

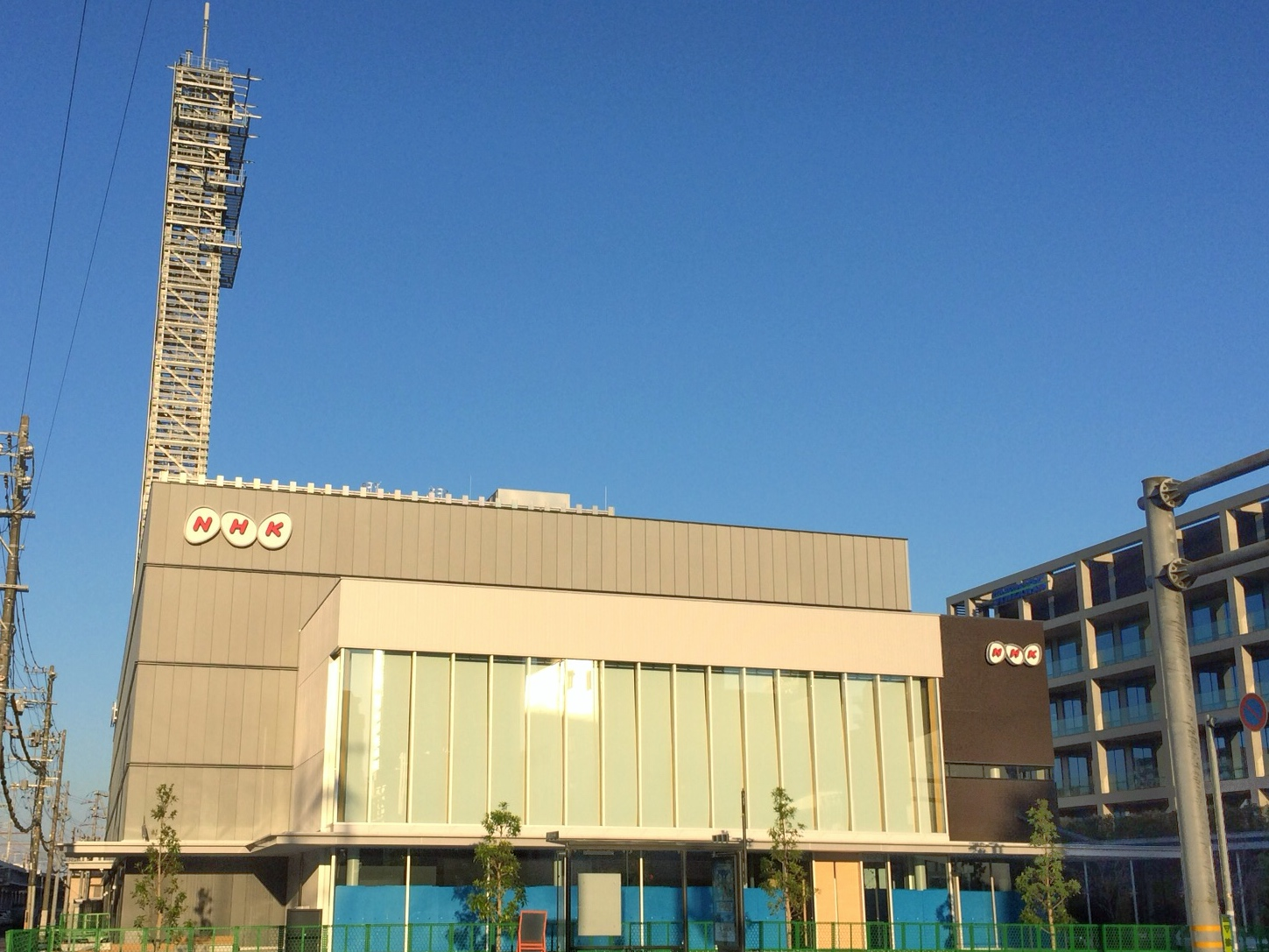
NHK静岡放送局新放送会館（静岡市駿河区）

  - 【賞】NHKがこの日、2017年（平成29年）度の『第69回NHK放送文化賞』の受賞者を発表[751]。
  - 【訃報】NHKの児童向け番組『おかあさんといっしょ』の8代目「たいそうのおにいさん」を1974年 - 1987年に務め[注 131]、番組勇退後に大妻女子大学家政学部児童学科教授も務めた瀬戸口清文がこの日死去（64歳没）[752]。
- 3日 - 【訃報】NHK Eテレのアニメ『おじゃる丸』の主題歌で、北島三郎（演歌歌手）歌唱の『詠人』の作詩・作曲を手掛けた音楽家で、北島の次男である大野誠（ペンネーム：大地土子）がこの日死去（51歳没）。訃報は7日、北島が所属する北島音楽事務所から発表された[753]。
- 7日
  - 【社長会見・音楽・中京広域圏】東海テレビがこの日社長定例会見を開き、4月期番組改編および開局60周年記念番組・事業の発表とともに、スターダスト★レビューが演奏するキャンペーン応援ソングとして「You're My Love」を発表[169]。
  - 【放送事故・石川県】石川テレビでこの日放送の『おじゃMAP!!』の放送中に、番組の放送が5分間にわたって途切れる放送事故が発生[754]。同局はこの件について謝罪し[755]、同日放送分の『おじゃMAP』は後日再放送された。原因について石川テレビは、他県のFNN・FNS系列局からニュースの映像素材を受信する際、誤って番組を放送する回線で受信したため、映像素材が放送された人為的ミスであると説明。
- 12日
  - 【移転】NHK静岡放送局が静岡市駿河区八幡1丁目に完成した新放送会館へ移転、この日朝より放送開始[756]。
  - 【活動進退】元NHKアナウンサーの内藤裕子が、2017年5月で退職し生島企画室（現在のFIRST AGENT）所属のフリーアナウンサーに転向していたことが、この日明らかとなった[757]。
- 15日〜4月 - 【改編・キャンペーン】フジテレビでは春の改編に合わせ「変わる、フジ 変える、テレビ」のキャッチコピーを掲げ、改編キャンペーンを実施。PRキャラクターにはプロボクサーの村田諒太を起用[234]。
- 18日・25日 - 【スポンサー】電機大手の東芝[注 132] が、長年番組スポンサーを務めてきた『日曜劇場』（TBS系[注 133]）、『サザエさん』（フジテレビ系、1969年 - [注 134]）の2番組のスポンサー提供を終了し降板[758][759]。
- 18日 - 【訃報】1959年にラジオ東京（現在のTBSラジオ）[注 135] にアナウンサーとして入社し、後に報道記者に転向して同局系ニュース番組『JNNニュースデスク』や『JNNニュースコープ』などのキャスターを務め、晩年『サンデーモーニング』のコメンテーターを務めた新堀俊明がこの日、肺炎のため死去（84歳没）。新堀の訃報は3月25日放送の『サンデーモーニング』番組内で告知された[760]。
- 21日 - 【訃報】NHK教育の人形劇『ピコピコポン』の脚本・構成を担当した脚本家・放送作家の小山田満月がこの日、出血性ショックのため死去[761]（69歳没）。
- 22日 - 【訃報】TBS系『世界・ふしぎ発見!』やテレビ朝日系『真相究明!噂のファイル』などのテレビ番組の構成・脚本を手掛けた放送作家の藤岡俊幸が、この日、心不全のため死去（61歳没）[762]。
- 27日 - 【社長会見・建築・中京広域圏】中部日本放送（CBC）社長の杉浦正樹がこの日行った定例会見で、名古屋市中区新栄の本社屋「CBC会館」（1956年竣工）を2020年度以降に大改修工事を行うことを発表[763]。
- 28日 - 【訃報】3代目桂米朝門下の落語家で、テレビタレントとしてもクイズ番組『夫婦でドンピシャ!』（朝日放送、1976年 - 1980年）の初代司会者を務めるなど幅広く活躍した月亭可朝が、この日、急性肺線維症のため死去（80歳没）。彼の訃報は4月9日に上方落語協会より発表された[764]。
- 29日 - 【結婚】お笑い芸人のおばたのお兄さん（本名：小幡和貴）とフジテレビアナウンサーの山﨑夕貴がこの日、婚姻届を提出。30日の同系『めざましテレビ』にて、山﨑自身の口によりおばたと結婚したことを正式に発表した[765]。
- 30日〜4月1日 - 【イベント】テレビ朝日が、中高年世代向けイベント『「人生100年時代」応援プロジェクト おとなランド〜もっと楽しく、もっと素敵に!〜』を東京国際フォーラム・ホールEにて開催。初日となる30日には『徹子の部屋』の特別公開生放送（ゲスト：山本陽子）が行われた[766]。
- 31日
  - 【活動進退】この日だけで、各局でアナウンサー（及び転属社員）の退職が相次いだ。
    - 【NHK】NHKの有働由美子が、同日付で27年間在職したNHKを退職[767]。今後はジャーナリストとして活動する意向を4月3日に表明した[767]。その後4月26日に、芸能事務所ナチュラルエイト所属のフリーアナウンサーとして活動することが明らかとなった[768]。
    - いずれも【東京キー局】
      - TBSの安東弘樹が同局を退社するとともに、芸能事務所・キューブ所属のフリーアナウンサーに転身[769]。
      - ニッポン放送アナウンサー（1991年入社）から2006年にフジテレビアナウンス部へ転籍し、同社アナウンサーとして活動した後、2011年6月に総務局に異動していた田代優美がこの日付で同社を退職[770]。

    - 【北海道】札幌テレビ放送では、小山悠里[771]、林美玖[772]、松下祐貴子[773] のアナウンサー3名が同日付で退社。このうち小山はNHK名古屋放送局契約キャスターに就任した。
    - 【新潟県】テレビ新潟（TeNY、日本テレビ系）の酒井美帆が、同日付で同局を退社、フリーアナウンサーへ転向[141]。
    - 【静岡県】静岡第一テレビの杉岡沙絵子が、結婚のため同局を退社[734]。→「その他テレビに関する話題」の2月6日の記事も参照。
    - 【熊本県】熊本県民テレビの村上美香が、同日付で24年間在職した同局を退社[774]。今後については熊本をベースに活動する意向。

### 4月（その他）
- 1日
  - 【放送持株会社・人事・近畿広域圏】朝日放送（1951年設立）が商号を「朝日放送グループホールディングス」に変更し放送持株会社へ移行するとともに、放送事業を分割準備会社に承継し、テレビ放送事業を担う朝日放送テレビ（ABCテレビ）とラジオ放送事業を担う朝日放送ラジオ（ABCラジオ）が発足し、同社傘下に入った[775]。また朝日放送では持株会社発足に伴い、同日（2018年4月1日）付で朝日放送グループホールディングス（持株会社）代表取締役社長に沖中進（発表時：朝日放送常務取締役）[776]、新設の朝日放送テレビ代表取締役社長に山本晋也（発表時：朝日放送常務取締役、朝日放送グループホールディングス代表取締役副社長を兼務）[777][778]、朝日放送ラジオ代表取締役社長に勝山倫也（発表時：朝日放送ラジオ局長）[779] がそれぞれ就任する人事を決定し、2017年12月6日に発表した。またこれに伴い、朝日放送テレビのコールサインが4月1日0時をもってこれまでの「JONR-DTV」から「JOAY-DTV[注 136]」に変更された[780]。
  - 【国際放送・名称変更】NHKの国際放送「NHKワールドTV」が2020年の東京オリンピック・パラリンピックに向け、日本発の国際放送であることを表すため、名称を「NHKワールドJAPAN」に改称[781]。
  - 【スポンサー】フジテレビ系『サザエさん』の複数社提供社の一社だった東芝に代わる新スポンサーとして内定していた大手4社[注 137]が、同日放送分より提供開始[759][783][注 138]。
- 2日
  - いずれも【視聴率】
    - ビデオリサーチは2018年の「年度」[注 139] から（この日から）、関東地区ですでに調査を開始しているタイムシフト視聴率の調査を、関西地区のリアルタイム調査全世帯600に拡大[784]。
    - 日本テレビが2017年の「年度」[注 140] の視聴率において、全日・ゴールデン・プライムの各時間帯（ビデオリサーチ調べ、関東地区・世帯・リアルタイム。以下略）で民放キー局3冠を獲得。これにより日本テレビの「年度」での3冠は2014年から4年連続となった[785]。なお、テレビ朝日は全日・プライムの各時間帯で2位、ゴールデンで民放2位タイとなり、TBSも全日で3位タイ、ゴールデンで民放2位タイ、プライムで3位となった[785]。

  - いずれも【人事】
    - 日本テレビにこの日、平成30年度「新人アナウンサー」として、人型アンドロイドの「アオイエリカ（AOI ERICA）」[注 141] が"入社"。同日行われた日テレグループ各社の入社式に出席した。また同局執行役員編成局長曰く「目指すのは人間の代替ではなく、人間とアンドロイドが一緒に働くことで生まれるクリエイティビティの拡張」としている[786][787]。
    - フジテレビのゼネラルプロデューサーで、「月9」枠の『ラッキーセブン』（2012年1月期）などのドラマを手掛けた重岡由美子が、ジャニーズ事務所に出向することがこの日明らかになった[788]。

  - 【マスコット・近畿広域圏】読売テレビが開局60周年を迎えるに当たり、2008年に登場した猿をモチーフにした「ウキキ」以来10年ぶりとなる新マスコットキャラクターとして、忍者をモチーフにした「シノビー」とその相棒の忍犬「ニン丸」を制定、同局が同日発表[789]。新キャラクターは今後、同局の番組やイベントなどに登場する予定[790]。
- 3日 - 【訃報】STVラジオ『ウイークエンドバラエティ 日高晤郎ショー』のメインパーソナリティを35年間務め、テレビでは札幌テレビ『日高晤郎のスーパーサンデー』（1989年10月 - 1994年12月）の司会や、NET（日本教育テレビ、後のテレビ朝日）系『特別機動捜査隊』（東映制作、1961年 - 1977年）などのテレビドラマに出演、また『007 ゴールドフィンガー』のジェームズ・ボンド[注 142] など洋画の吹き替えなども務めた日高晤郎（俳優・声優・タレント）がこの日午前、悪性腫瘍（脂肪肉腫）のため札幌市内の病院で死去（74歳没）。訃報はSTVラジオの公式サイトで発表された[791][792][793]。札幌テレビでは、翌4日に夕方ワイド番組『どさんこワイド』の中で追悼特集を放送したほか、7日に追悼特別番組を放送した[206]（→4月7日及び2018年のテレビ特別番組一覧も参照）。
- 5日
  - いずれも【訃報】
    - 1960年代のNET『狼少年ケン』（東映動画（後の東映アニメーション）制作）で演出家デビューし、その後は1970年代の読売テレビ制作・日本テレビ系『ルパン三世（TVシリーズ第1作）』（東京ムービー（現トムス・エンタテインメント）制作）やフジテレビ系「カルピスまんが劇場」（日曜19:30枠）で1974年放送のアニメ『アルプスの少女ハイジ』（ZUIYO制作）の演出を始め、スタジオジブリ制作のアニメ映画『火垂るの墓』など数々の作品を世に送り出したアニメーション映画監督の高畑勲がこの日、肺がんのため東京都内の病院で死去（82歳没）[794][795]。
    - 【宮城県】東北放送（TBC）でテレビ局長を始めとする幹部職を務め、2005年から2010年まで同社社長を務めた永野為光がこの日、心不全のため死去（78歳没）[796]。

  - いずれも【不祥事】
    - テレビ朝日系『仮面ライダー鎧武』（東映制作、2013年 - 2014年）などに出演していた俳優の青木玄徳が、3月4日に世田谷区太子堂の歩道で背後から女性に抱きつき首に怪我を負わせた強制わいせつ致傷容疑で警視庁世田谷署に逮捕された[797]。その後東京地検は4月27日に青木を不起訴処分にしたが、理由は明らかにしていない[798]。
    - 【東京都】1月21日に経済学者の西部邁（78歳没）が東京都大田区内の多摩川で入水自殺を図った事件で、警視庁は西部の自殺を手助けしたとして、TOKYO MX『西部邁ゼミナール』（1月27日終了）の担当ディレクターだった同局関連会社社員の男と、西部の知人の男を自殺ほう助の疑いで逮捕。調べに対しいずれも容疑を認めている[799]（→「その他テレビに関する話題」の1月21日の出来事も参照）。
- 6日 - 【不祥事・近畿広域圏】毎日放送の局長の男性が、1月に行われた送別会の席で女性社員に対してセクハラをしたとして、出勤停止3日の処分を科されていたことがこの日判明。同局は処分の詳細について「明らかにできない」とした[800]。
- 7日 - 【結婚】元NHKアナウンサーで、フリーアナウンサー・タレントの神田愛花が、この日未明に日村勇紀（お笑いタレント、バナナマン）と結婚。この件については当日未明に日村自らがパーソナリティを務めるラジオ番組『バナナマンのバナナムーンGOLD』（TBSラジオ）の番組内に於いて発表した[801]。
- 9日 - 【訃報】NHK BS1のアメリカンフットボール中継やCS放送日テレジータス『NFL on 日テレG+』の解説を始め、アメリカンフットボール関係のテレビ番組に数多く出演したスポーツジャーナリストでアメリカンフットボール解説者の後藤完夫がこの日死去（75歳没）[802]。
- 16日 - 【人事・熊本県】熊本県民テレビはこの日、臨時取締役会を開き、社内におけるセクハラ行為を理由として梅原幹[注 143] 社長の任務を解いて平取締役に降格させ、片岡朋章会長が社長を兼任する人事を決定、即発表[803]（6月の塩野弥千夫就任をもって社長職を退任。→こちらも参照）。
- 18日 - 【スポーツ・音楽】NHKはこの日、6月の『2018 FIFAワールドカップ・ロシア大会』を始め、Jリーグや天皇杯全日本サッカー選手権大会などの同局サッカー中継放送のテーマ曲を歌唱するアーティストとしてロックバンド・Suchmos（サチモス）を起用することを発表[804]。なお、W杯中継放送のテーマ曲には「VOLT-AGE」が使用される[805]。
- 19日 - 【会見・倫理問題】テレビ朝日報道局長の篠塚浩がこの日未明に記者会見を開き、財務省事務次官の福田淳一が女性記者に対してセクハラをしたとされる問題で、同局の女性社員がセクハラ被害を受けていたことを明らかにした[806]。また同日、同局が財務省に抗議文を提出した[807]。
- 23日 - 【訃報】広島東洋カープ内野手としてプロ野球記録の2215試合連続出場を持つことで『鉄人』の愛称で知られ、引退後は東京放送（後のTBSテレビ・TBSラジオ）の専属解説者としてプロ野球中継などに出演した衣笠祥雄がこの日、上行結腸がんのため死去（71歳没）。19日にBS-TBS・TBSチャンネル2にて放送した『DeNA対巨人』（横浜スタジアム）が最後の解説となった[808][809] が、体調が悪く声を出しにくい状態だったためか、当日の中継は当初解説する予定がなかった槙原寛己（元読売ジャイアンツ投手、TBSテレビ・ラジオ専属解説者）が局側の要請により急遽解説に加わっていた[810]。
- 24日 - 【結婚】日本テレビアナウンサーの徳島えりかがこの日、レギュラー出演している朝の情報番組『ZIP!』のエンディングにて結婚したことを生報告した[811]。
- 25日 - 【不祥事】TOKIO（ジャニーズ事務所所属）メンバー（当時）の山口達也が強制わいせつの容疑で、20日に警視庁に書類送検されていたことがこの日明らかとなった[248][249][812]（事件詳細についてはTOKIO#山口の脱退を、出演番組対応についてはこちらも参照）。
- 27日
  - 【訃報】宝塚歌劇団出身で、「星はながれる」で歌手として第8回NHK紅白歌合戦（1957年）に初出場、以後紅白通算10回出場を果たしたのみならず、日本テレビ『11PM』では大橋巨泉（2016年没）のアシスタントを務めるなど数々のテレビ番組にて歌手・俳優・司会者として活躍した朝丘雪路がこの日、アルツハイマー型認知症のため死去（82歳没）[813]。なお訃報は5月19日に公表された[813]。
  - 【事業・近畿広域圏】読売テレビが、 イスラエルに本拠を置く大手番組制作会社ケシェット・インターナショナルと共同で、日本国外コンテンツ市場向けのオリジナルバラエティー番組のフォーマットを開発・制作・販売することを発表[814]。
- 30日
  - 【結婚・近畿広域圏】読売テレビ『朝生ワイド す・またん!』（関西ローカル）のお天気キャスターを務める斉藤雪乃（タレント）が、歌手で作曲家の松ヶ下宏之と結婚していたことを斉藤自らこの日の番組内で発表した[815]。
  - 【活動進退】フジテレビアナウンサーの田中大貴がこの日をもって同局を退職。田中は5月以後、オスカープロモーションに籍を移してフリーアナウンサーに留まらず幅広く活動を展開する意向を表明している[816]。
  - いずれも【訃報】
    - 1960年代から1970年代にかけて『若さとリズム』、『ステージ101』（いずれもNHK総合）の音楽監督を務め、『シャボン玉ホリデー』（日本テレビ）では宮川泰と共に音楽を担当、『笑点』（日本テレビ）では「笑点のテーマ」のアレンジなど、音楽番組を中心に数々のテレビ番組の音楽に携わった作曲家・編曲家の東海林修がこの日、悪性リンパ腫のため死去[817]（85歳没）。
    - TBS系時代劇『水戸黄門』[注 144] 主題歌「あゝ人生に涙あり」、NET（後のテレビ朝日）系アニメ『カリメロ』主題歌「ぼくはカリメロ」作曲、東京12チャンネル（現：テレビ東京）の人間ドキュメンタリー番組『人に歴史あり』の音楽担当などを務めた作曲家の木下忠司がこの日、老衰のため自宅で死去（102歳没）[818]。

### 5月（その他）
- 2日 - いずれも【訃報】
  - 日本テレビ系ドラマ『太陽にほえろ!』や『傷だらけの天使』（いずれも東宝製作）などのテーマ音楽演奏を担当した井上堯之バンドのリーダーを務め、ソン・フィルトル[注 145] のメンバーとしても第50回NHK紅白歌合戦（1999年）に出演した、ギタリストでバンドマスターの井上堯之がこの日死去（77歳没）[819]。
  - 『鉄腕アトム』（1963年、フジテレビ）や『ポパイ』（1959年 - 1965年、TBS）などのテレビアニメで声優として出演し、外国映画ではジェームズ・ステュアートやロバート・ミッチャムの出演作品の日本語吹き替えを担当するなどマルチな活動をしていた俳優・声優・ナレーターの浦野光がこの日死去（86歳没）[820]。訃報は同年9月に発売された映画特撮ムック本『別冊映画秘宝 特撮秘宝』Vol.8（洋泉社）にて河崎実（映画監督）による追悼文が掲載されたことにより明らかにされた[820]。
- 7日 - 【不祥事・宮城県】1月に仙台市泉区で起きた強盗事件の容疑者宅に侵入したとして、仙台放送（フジテレビ系）の記者やカメラマンら3人が住居侵入の疑いで宮城県警仙台南署から書類送検された。書類送検について同局は「住居への出入りは関係者の了解を得ており、通常の取材の一環である」とコメントしている[821]。
- 9日
  - 【スポーツ・キャスター】テレビ朝日はこの日、サッカー日本代表戦中継のプレゼンターに、関ジャニ∞（ジャニーズ事務所所属）のメンバー、村上信五が就任することを発表[822][注 146][注 147]。なお、村上は30日の『キリンチャレンジカップ・日本対ガーナ』戦中継（19:23 - 21:27[注 148]、横浜・横浜国際総合競技場（日産スタジアム）が今回のプレゼンターとしての初仕事となった。
  - 【訃報】静岡朝日テレビのローカル情報番組『とびっきり!しずおか』のメインキャスターを2004年10月より務め、また以前には『スーパーモーニング』（テレビ朝日系）のキャスターや『朝のホットライン』（TBS系）のスポーツキャスターを歴任した大沼啓延がこの日未明、肺炎のため東京都内の病院で死去（68歳没）。『とびっきり!しずおか』への出演は4月27日放送分が最後となり、訃報は番組公式サイトで公表された[823][824]。
  - 【不祥事】第9回ジュノン・スーパーボーイ・コンテスト（1996年）準グランプリ受賞者で、NHK連続テレビ小説『てるてる家族』（2003年度後期）や大河ドラマ『風林火山』（2007年）、『仮面ライダー555』（テレビ朝日系、2003年）など数々のテレビドラマや映画・舞台に出演した俳優のMがこの日、覚醒剤取締法違反の疑いで警視庁原宿署に逮捕された[825]。
- 15日 - 【訃報】TBS系『NEWS23』のアンカーマンや、『サンデーモーニング』『みのもんたの朝ズバッ!』のコメンテーターなどを務め、晩年はTBSスペシャルキャスターも務めた毎日新聞社特別編集委員の岸井成格がこの日、肺腺癌のため自宅で死去（73歳没）[826]。
- 16日
  - いずれも【訃報】
    - 郷ひろみ・野口五郎とともに「新御三家」として人気を博し、『傷だらけのローラ』『YOUNG MAN (Y.M.C.A.)』[注 149] 等の大ヒット曲で知られ、『寺内貫太郎一家』（TBS系）等数多くのテレビドラマやバラエティ番組で活躍、また「ハウスバーモントカレー」等のCMにも出演した歌手の西城秀樹がこの日夜、急性心不全のため死去（63歳没）[827]。
    - 東宝映画『若大将シリーズ』で加山雄三の相手役（ヒロイン）を務めたことで知られ、またテレビドラマでも活躍し、『2時のワイドショー』（読売テレビ制作、日本テレビ系）では1989年から1992年まで司会を務めたこともある女優の星由里子が、この日、京都市内の病院にて肺がんのため死去（74歳没）[828]。

  - 【労働問題】テレビ朝日のドラマ制作担当男性プロデューサー（50代）が2015年2月に心不全で死亡したのは長時間労働による過労であったことを、同年、三田労働基準監督署が労災認定していたことがこの日明らかになった。同局は「極めて重く受け止めている。社員の命と健康を守るための対策をより一層進めてまいります」とコメントした[829]。
- 23日 - 【不祥事・静岡県】静岡朝日テレビの30代男性社員が、1月上旬にアメリカから麻薬0.9グラムを密輸した容疑で、この日、静岡県警に逮捕された[830][831][832]。
- 25日 - 【放送持株会社・岡山県】山陽放送（RSK、TBS系）が認定放送持株会社に移行する計画であると発表。同日「山陽放送分割準備株式会社」を設立し、各種諸手続を進めたうえで2019年4月1日に、山陽放送を「RSKホールディングス」に商号変更し、放送事業等を継承した分割準備会社を「RSK山陽放送」に商号変更しRSKHDの傘下に入る。先に放送持株会社体制に移行したRKB毎日放送や毎日放送と同じくテレビ・ラジオの分社は行わない[833]。
- 28日 - 【訃報】1960〜70年代にかけて、日本テレビ系の深夜番組『11PM』の麻雀コーナー[注 150] に出演するなど、お茶の間に麻雀を広めたプロ雀士の小島武夫がこの日、心不全のため死去（82歳没）[834]。
- 29日
  - 【キャンペーン・北海道】明治維新による「北海道」命名150周年を記念し、北海道内テレビ6局（NHK札幌放送局・北海道放送・札幌テレビ・北海道テレビ・テレビ北海道・北海道文化放送）による合同キャンペーン・プロジェクト『One Hokkaido Project』が開始されることとなり、この日、NHK札幌放送局にて道内6局の代表者及び所属アナウンサーらによる合同記者会見が執り行われた[835]。
  - 【訃報】昭和40年代にボサ・ノヴァバンド：ピンキーとキラーズのドラマーとして活躍し、『ひらけ!ポンキッキ』（フジテレビ系）などに出演するなどタレントとしても多彩な活動を展開したパンチョ加賀美（本名：加賀美邦明）が、この日、肝臓がんのため死去[836]。訃報はかつての音楽仲間であるピンキー（今陽子）が6月3日に自身のブログにて公表した[837]。
- 30日 - 【活動進退】元NHKアナウンサーの大成安代がこの日、自身のTwitterを更新し、NHKを退職していたことを明らかにした[838]。

### 6月（その他）

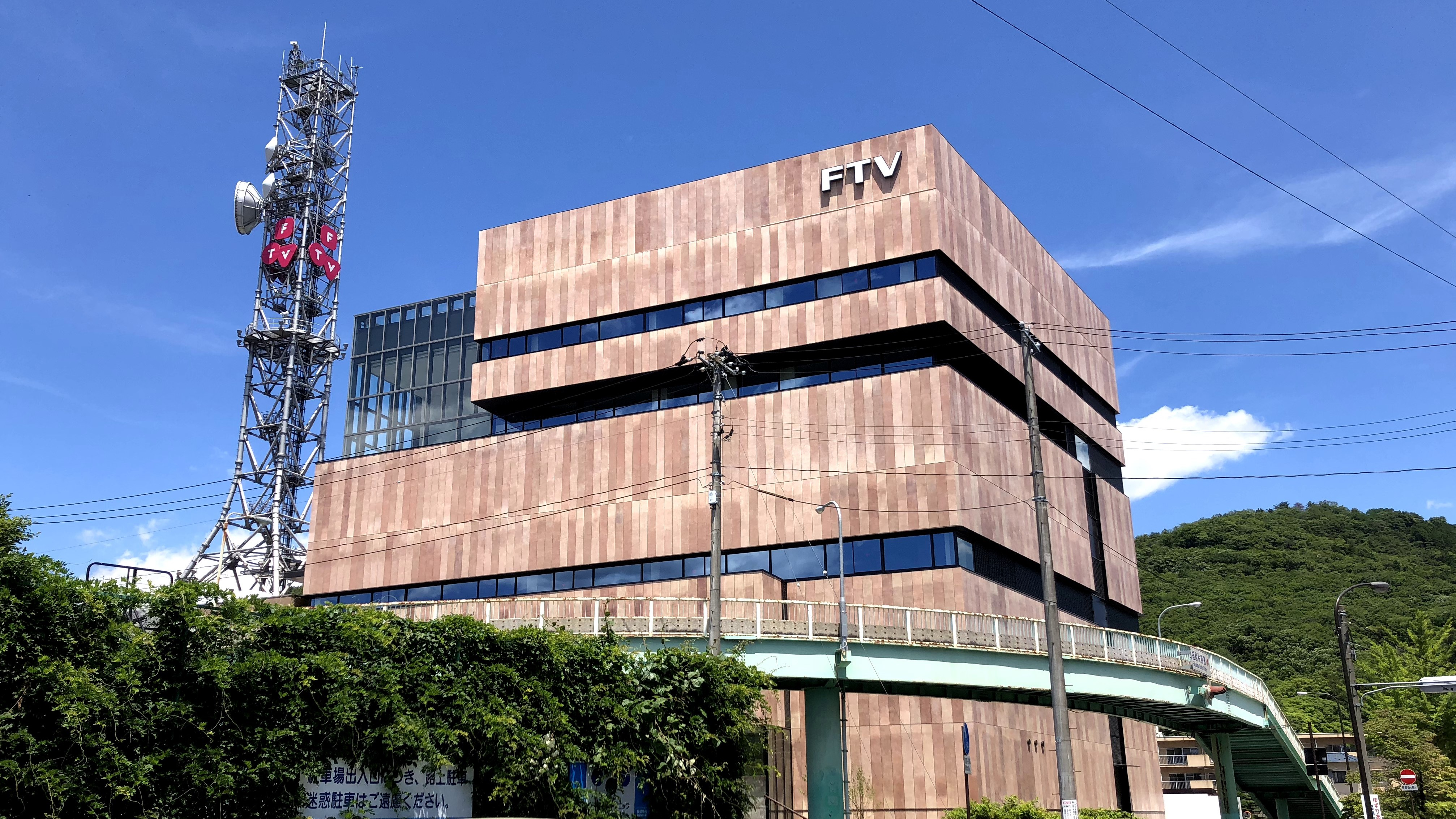
福島テレビ（FTV）新社屋

- 1日 - 【新社屋・福島県】福島テレビ（FTV、フジテレビ系）、福島市にある現本社屋敷地内に新社屋が完成、この日竣工式を執り行った。今後放送機材の設置やテストを経て、2019年4月に新社屋からの放送を開始した[839][840]。
- 3日 - 【離婚】フジテレビアナウンサーの谷岡慎一と、NHKアナウンサーの桑子真帆がこの日離婚届を提出、1年間の結婚生活に幕。離婚については5日、関係者が明らかにした[841]。
- 7日 - 【不祥事・活動進退】ジャニーズ事務所に所属するグループ、NEWSのメンバーで、日本テレビ系『news every.』のキャスター等で出演している小山慶一郎が、前年末に東京都内で未成年女性と飲酒した件が同日発売の「週刊文春」（文藝春秋）にて報道されたことを受け、同事務所は小山と当時同席していたメンバーで、TBS系『ビビット』等に出演の他、日本テレビ系7月期日曜ドラマ『ゼロ 一獲千金ゲーム』で主演予定の加藤シゲアキの両名に対する処分を発表。小山を一定期間の活動自粛、また加藤には厳重注意を処した[842]。なお、小山は同日放送の『news every.・第1部』[注 151] の冒頭にて自ら謝罪を行い、当面の間出演を休止する旨を明かした[843]。また翌8日には、加藤が金曜コメンテーターを務める『ビビット』に生出演し、事件の経緯説明ならびに謝罪を行った[844][845]。なお、小山は27日より活動再開[注 152] するも『every.』の出演は引き続き見合わせる[846]。→「テレビ番組関係の出来事」の6月9日の記事も参照。
- 14日 - いずれもフジテレビ
  - 【懐妊】アナウンサーの松村未央がこの日、『（タレント・陣内智則との）第1子を妊娠中であり、11月初旬に出産予定である』ことを公表[847]。
  - 【結婚】アナウンサーの竹内友佳がこの日、2歳年上の一般会社員男性との婚姻届を提出し[848]、翌6月15日にその事実を公表した[848]。
- 15日
  - いずれも【人事・テレビ東京系】
    - 【愛知県】テレビ愛知（TVA）は、この日付にて同社社長兼社長執行役員の高橋美夫が会長に、取締役専務執行役員の宮本明彦が社長兼社長執行役員に昇格する人事を執行[849]。
    - 【大阪府】テレビ大阪（TVO）は、この日の株主総会及び取締役会にて同社社長の青山高博が代表取締役会長に就き、後任の社長には日本経済新聞社顧問の田中信行が就任する人事を決定[850]。

  - 【活動進退・近畿広域圏】朝日放送テレビアナウンサーの平岩康佑が、この日をもって同社を退職。今後はエレクトロニック・スポーツ（eスポーツ）を実況する“eスポーツキャスター”として活動する[851]。
- 18日 - 【訃報】TBS系『大岡越前』の大岡忠相役をはじめ、多くのテレビドラマや映画に出演した俳優の加藤剛が胆囊がんのためこの日死去（80歳没）。訃報は7月9日に所属する俳優座から公表された[852]。
- 20日 - 【人事・静岡県】静岡朝日テレビ（SATV、テレビ朝日系）が、この日付にて同社社長の北澤晴樹が代表取締役会長に就き、テレビ朝日常務取締役の平城隆司を招聘して新社長に就任させる人事を執行した[853]。
- 22日 - 【人事・秋田県】秋田テレビ（AKT、フジテレビ系）は、この日付にて同社社長の神成俊行が会長に就き、常務取締役の石塚真人が社長に昇格する人事を執行[854]。
- 26日 - いずれも【人事】
  - 【千葉県】千葉テレビ放送（CTC）は、この日に開催した定時株主総会と取締役会に於いて上田誠也社長の退任を認め、後任の社長に常務取締役の篠塚泉を昇格させる人事を決定し、執行した[855]。
  - 【熊本県】熊本県民テレビ（KKT、日本テレビ系）は、この日の株主総会及び取締役会にて片岡朋章会長兼社長[注 153] を会長専任とし、日本テレビ執行役員の塩野弥千夫を招聘して新社長に就任させる人事を決定[856]。→4月16日の出来事も参照。
  - 【沖縄県】琉球朝日放送（QAB、テレビ朝日系）は、この日に開催予定の株主総会並びに取締役会で、同社社長の上里猛が非常勤顧問に退き、常務取締役の上原直樹が社長に昇格する人事を決定[857]。
- 27日
  - いずれも【人事】
    - 【福島県】テレビユー福島（TUF、TBS系）は、信国一朗が同日付で社長を退任、東京放送ホールディングス執行役員の新田良一を招聘して新社長に就任させる人事を執行[858]。
    - 【福井県】福井放送（FBC、NNN・ANNクロスネット）は、この日の株主総会及び取締役会にて宮腰義博が取締役相談役に退き、専務取締役の池内昭彦が新社長に昇格する人事を決定[859]。

  - 【経営】テレビアニメの声優やテレビ番組のナレーターとして活躍する森功至が代表を務める『オフィスもり』がこの日、東京地裁から破産開始決定を受けていたことが7月4日に判明[860]。
- 28日
  - 【放送持株会社・人事】東京放送ホールディングス（TBSHD）は、この日をもって同社社長の武田信二が会長に就き、専務の佐々木卓が社長に昇格する人事を4月24日の同社取締役会にて決定。なお、社長人事と同日付で取締役名誉会長の井上弘、会長の石原俊爾がTBSHDの取締役を退任して共にTBSテレビ相談役に就任することも併せて決議した[861]。
  - 【活動進退】フジテレビ系アニメ『ゲゲゲの鬼太郎』に主人公「鬼太郎」の声で出演している声優の沢城みゆきが夏より産休ならびに育児休業に入ることを、この日、所属事務所のサイトで発表[862]。なお、フジテレビは同日「鬼太郎」の声について代役を立てる方向で発表した[863]。
  - いずれも【訃報】
    - NHK教育の子供向け料理番組『ひとりでできるもん!』（1991年 - 2006年）の料理監修を務めた料理研究家の坂本廣子がこの日、肺血栓症のため死去（71歳没）[864]。
    - 携帯電話大手ソフトバンクのシリーズCM『白戸家』の初代「お父さん」役で知られた北海道犬のカイくんがこの日未明、老衰のため死亡（16歳没）。訃報は同日、同社から発表された[865][866]。
- 29日 - 【事業】日本テレビは、この日、エレクトロニック・スポーツ（e-Sports）に参入する同社の子会社であるアックスエンターテインメントの設立及びe-Sportsのプロフェッショナルチーム『AXIZ』（アクシズ）の結成を発表した[368]。
- 30日
  - 【事業】フジテレビの関連会社で、『ポンキッキーズ』（BSフジ、3月25日放送終了）などの子供番組制作などキッズ関連事業を手掛けてきたフジテレビKIDSが、同日付で業務終了、翌月よりフジテレビに業務移管[867]。
  - 【労働問題】在京キー局5局が、2013年から2017年にかけ社員に違法な残業や賃金の未払いを行っていたとして東京・三田労働基準監督署から労働基準法違反で合計9回の是正勧告を受けていたことが判明。各局は「今回の勧告を真摯に受け止め、改善に努める」とコメントした[868]。
  - 【活動進退・近畿広域圏】関西テレビでスポーツアナウンサーとして競馬中継を始め数多くの実況を担当し、2014年6月からアナウンス部長を務めていた石巻ゆうすけが、同局の人事異動に伴いこの日限りでアナウンス部から離任。後任のアナウンス部長には大橋雄介が就任した[869]。

### 7月（その他）
- 1日
  - 【放送事故・熊本県】熊本朝日放送（KAB、テレビ朝日系）にて、この日『旅サンデー・千鳥の路地裏探訪』（テレビ朝日制作[注 154]）を放送中の14時50分ころから約1時間30分、放送が断続的に中断するトラブルが発生。同局によると放送機器の不具合が原因と推定され、鋭意調査中とした[870]。
  - 【建築・北海道】北海道放送（HBC、TBS系）が、札幌市中央区の本社屋（HBC放送会館、1959年竣工・1967年増築）の改築工事にこの日から着手。第1期工事として当時の放送会館に隣接する立体駐車場（HBCパーキング）を解体し、第2期工事としてその跡地に地上9階・地下1階建て、延床面積が以前の会館と同規模の約12,000m2ほどの新社屋を2020年春竣工予定で建設する[871]。
- 2日
  - 【訃報】日本テレビの演芸番組『金曜夜席』（1965年 - 1966年、関東ローカル）、そして現在も続く『笑点』では1966年5月15日の番組開始から大喜利回答者として出演し、2006年5月7日から5代目司会者を務め、2016年5月22日放送分で勇退するまで50年間人気を博した落語家の桂歌丸がこの日昼前、慢性閉塞性肺疾患のため横浜市内の病院で死去（81歳没）[872][873][874]。司会勇退後は番組史上初の終身名誉司会に就任[注 72][874]、7月22日放送分より称号が「永世名誉司会」となった（→こちらも参照）。
  - 【視聴率】ビデオリサーチは本年の「年間下期」の始まりとなるこの日から、関東地区・関西地区ですでに調査を開始しているタイムシフト視聴率の調査を、名古屋地区のリアルタイム調査全世帯600に拡大[784]。
- 13日 - 【労働問題】全日本テレビ番組製作社連盟（ATP）が行った働き方に関するアンケート調査で、アシスタントディレクター（AD）の1か月の残業時間の平均が過労死ラインとされる80時間を超える84.16時間となるなど過酷な労働条件になっていることが判明。今回の調査結果を受けATPは制作期間の延長、人件費の増加など必要な対策をNHKや在京キー局などに要望した[875]。
- 14日〜8月26日 - 【イベント】テレビ朝日の夏の恒例イベント『テレビ朝日・六本木ヒルズ 夏祭り SUMMER STATION』を、東京・六本木の同局本社および六本木ヒルズにて開催。5回目となる今回、応援サポーターは前年まで3年連続で務めたMr.KING[注 155] に代わり、同じジャニーズJr.のユニットであるHiHi Jetsと東京B少年の2組が務める[876]。
- 14日〜9月2日 - 【イベント】TBSの夏の恒例イベント『TBS夏サカス2018 デジタル&グルメパーク』を、東京・赤坂サカスにて開催（7月13日プレオープン）[877]。
- 15日 - 【訃報】映画やテレビドラマのみならず、フジテレビ系で1981年4月から2年半放送された『欽ドン!良い子悪い子普通の子』の「良いOL・悪いOL・普通のOL」のヨシ山役などバラエティ番組でも活躍した女優の生田悦子がこの日、虚血性心不全のため死去（71歳没）[878][879]。4月25日放送の『徹子の部屋』（テレビ朝日系）のゲスト出演が最後の仕事となった[880]（→2018年のテレビドラマ (日本)#7月も参照）。
- 18日 - 【訃報】1975年から1994年まで毎日放送制作・TBS系で放送された『まんが日本昔ばなし』の語り手を市原悦子（女優）と共に務め、また俳優として数々のテレビドラマ・映画にも出演、さらには日本テレビ系のバラエティ番組『巨泉・前武ゲバゲバ90分!』でも活躍した常田富士男が、この日脳内出血のため東京都内の病院で死去（81歳没）[881][882][883]。
- 21日 - 【訃報】1970〜1980年代にかけてNET（日本教育テレビ）→テレビ朝日で報道記者として活動し、同局常務取締役やテレビ朝日映像社長、静岡朝日テレビ社長などを務めた中井靖治[884] がこの日、胃がんのため死去（71歳没）[885]。
- 21日〜8月19日 - 【イベント】日本テレビが、同局系の教養バラエティ番組『世界一受けたい授業』から派生のアリーナライブショー『世界一受けたい授業 THE LIVE 恐竜に会える夏!』を上演。芦田愛菜が主演、共演には八嶋智人、山崎樹範らで、横浜アリーナ（横浜市）[886] を皮切りに全国5か所にて公演[887]。
- 24日 - 【技術】ヤマハは、情報通信研究機構（NICT）や全国の放送局16社（テレビ朝日、フジテレビジョン、テレビ東京、中京テレビ放送、福島中央テレビ、テレビ埼玉、テレビ神奈川、群馬テレビ、千葉テレビ、とちぎテレビ、サンテレビジョン、京都放送、エフエム東京、J-WAVE、エフエムナックファイブ、放送大学学園）と連携し、テレビやラジオの放送内容を視聴者のスマートフォンで字幕表示する取り組みに着手すると発表[888]。
- 27日〜8月26日 - 【イベント】日本テレビの夏の恒例イベント『超☆汐留パラダイス! 2018 SUMMER』を、東京・汐留の日本テレビ本社および周辺にて開催[889]。
- 27日〜28日 - 【イベント・北海道】札幌テレビ放送（STV）創立60周年イベント『どさんこ みらいフェス』を、岩見沢市・北海道グリーンランドにて開催[890]。
- 28日〜9月2日 - 【イベント】フジテレビの夏の恒例イベントは、前年までの『お台場みんなの夢大陸』から一新し『ようこそ!!ワンガン夏祭り THE ODAIBA 2018』と改題、例年通り東京・台場のフジテレビ本社（FCGビル）および台場・青海周辺にて開催[891][892][893]。
- 30日 - 【報道・不祥事】7月26日に東京都多摩市で5人が死亡した建造物火災を取材していたフジテレビの中継車が近隣の家電量販店の駐車場に無断駐車し、その模様をTwitterに投稿されていたことが判明。フジテレビは「緊急事態だったとは言え事前に許可を得るべきだった」と事実を認め店舗側に謝罪。一方店舗を運営する企業は「コメントは差し控えたい」とした[894]。
- 31日 - 【活動進退】フジテレビのアナウンサーとして『プロ野球ニュース』『TVブックメーカー』など数々の番組に出演し[注 156]、同局アナウンス室長も務めた牧原俊幸（1983年入社）が、7月26日に60歳を迎えたことからこの日付けで定年退職。フリーアナウンサーへ転身[895]。

### 8月（その他）
- 1日 - 【放送送信・石川県】1月10日の落雷により電波塔が破損し、長時間の放送中断事故を生じた県域民放2局北陸放送（MRO）・石川テレビ放送（ITC）は、事故後より仮設アンテナでの放送を続行していたが、仮設アンテナ設置後の出力を事故前と同出力にするも、一部地域での受信障害が残っていたことから電波塔に新規アンテナを設置する工事を実施して完全復旧させ、この日の各局の放送休止明けより事故前と同出力で放送を再開した[896]。→1月10日の出来事も参照。
- 3日 - 【活動進退】フリーアナウンサー（元TBSアナウンサー）でタレントの小林麻耶が、この日をもって所属のセント・フォースとの契約を終了して現役を引退、すべての公的活動から退くことを表明した[897]。
- 4日
  - 【訃報】NHK大河ドラマ『葵 徳川三代』やTBS系『サラリーマン金太郎』（高橋克典主演版）等のテレビドラマや、映画などで活躍した俳優の津川雅彦がこの日、心不全のため死去（78歳没）。訃報は7日に判明した[898]。2019年2月3日にテレビ朝日系「日曜プライム」枠で放送された『松本清張ドラマスペシャル 疑惑』（米倉涼子、黒木華主演）が最後のテレビ出演かつ遺作となった[899][900]。
  - 【事件】この日23時45分ごろ、東京都江東区のフジテレビ湾岸スタジオの正面玄関に乗用車が突っ込む事件が発生。自動ドアを壊したもののケガ人はいなかった。警視庁東京湾岸署は建造物損壊の現行犯で職業不詳の36歳の男を逮捕。調べに対して「故意に突っ込んだ」と容疑を認めている[901]。
- 13日 - いずれも【訃報】
  - テレビドラマ『熱中時代』シリーズ（日本テレビ系）、『たけしくん、ハイ!』シリーズ（NHK総合）、『天までとどけ』シリーズ（TBS系）、アニメ『赤き血のイレブン』（日本テレビ系）などの数多くの作品を手がけた脚本家の布勢博一が、この日慢性腎不全のため死去（86歳没）[902]。
  - 『ポケットモンスター』シリーズ（テレビ東京系）のオーキド博士役やナレーションなどを21年半担当し、多数のテレビアニメに出演した声優の石塚運昇が、この日食道がんのため死去（68歳没）。同月17日に所属事務所の青二プロダクションから公表された[903]。
- 15日 - 【訃報】フジテレビ系アニメーション『ちびまる子ちゃん』原作者として知られる漫画家のさくらももこがこの日、乳癌のため死去（53歳没）[904]。訃報は8月27日に公式サイトなどで告知された[904]。同日フジテレビは、今後もアニメの放送を継続すると発表した[905]。
- 20日 - 【訃報】関西テレビの会長を2008年から務め、2009年からはフジ・メディア・ホールディングス及びフジテレビの取締役も務めた横田雅文がこの日、心不全のため死去（82歳没）[906]。
- 23日 - 【訃報】日本経済新聞記者として活動し、同社専務を経て1981年のテレビ大阪設立時に初代社長に就任して同局の基礎を築いた元ジャーナリストの佐々木誠二がこの日、老衰のため死去（97歳没）[907]
- 25日 - 【訃報】フジテレビ系テレビアニメ『サザエさん』の初代磯野フネ役やカナダの女優コリーン・デューハーストの吹き替え、テレビ大阪制作・テレビ東京系『和風総本家』の初代ナレーションなどを担当したことで知られた声優の麻生美代子がこの日、老衰のため死去（92歳没）[908]。訃報は9月3日に所属していた東京俳優生活協同組合から発表された[908]。
- 28日 - 【活動進退】タレント・俳優のウエンツ瑛士が、この日放送の日本テレビ系『火曜サプライズ』番組内にて、9月末をもって芸能活動を休止し10月から イギリス・ロンドンに留学することを発表[909]。ウエンツは翌29日に、火曜日のレギュラーコメンテーターを務める同系『スッキリ』に生中継で出演し、改めて留学することや決断に至った経緯について説明した[910]。

### 9月（その他）

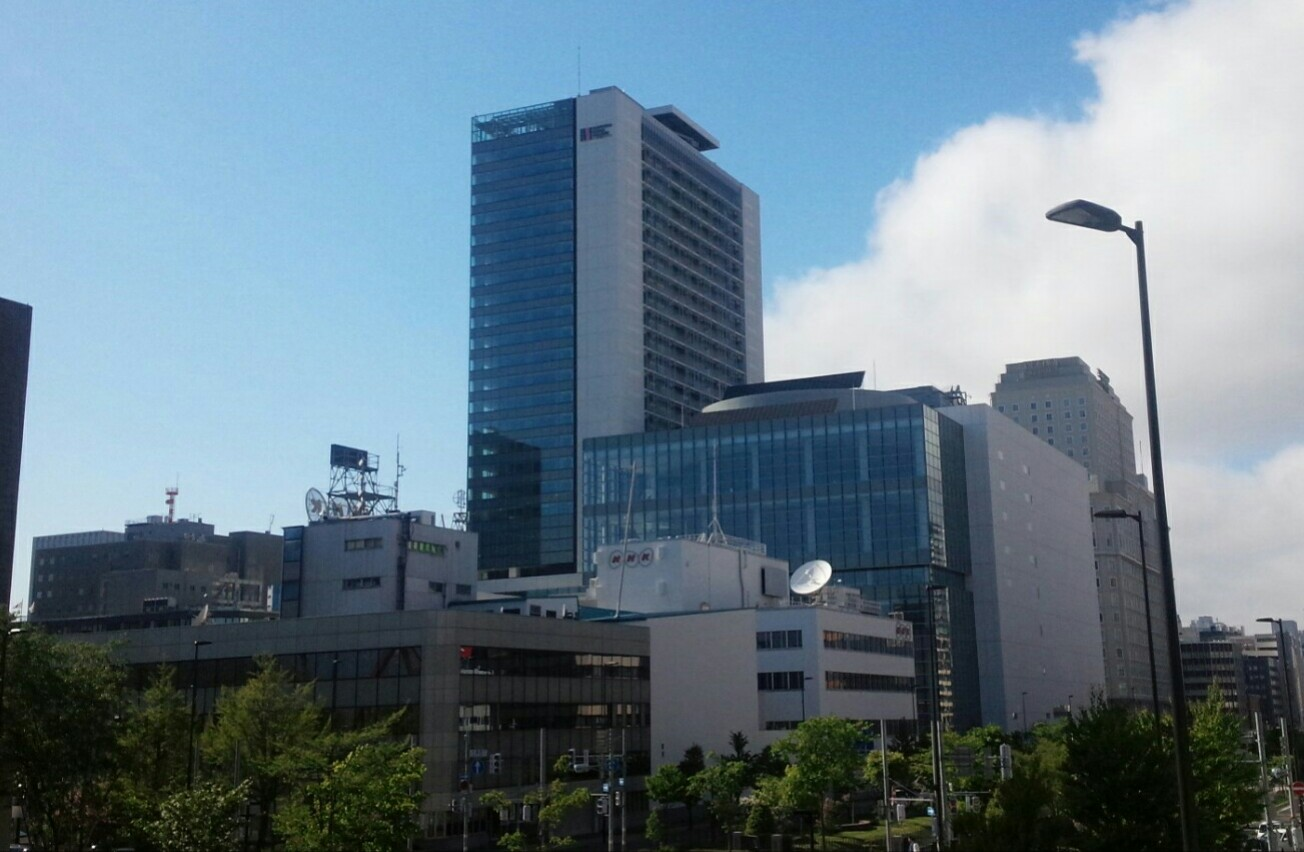
北海道テレビ（HTB）の新社屋が入居するさっぽろ創世スクエア

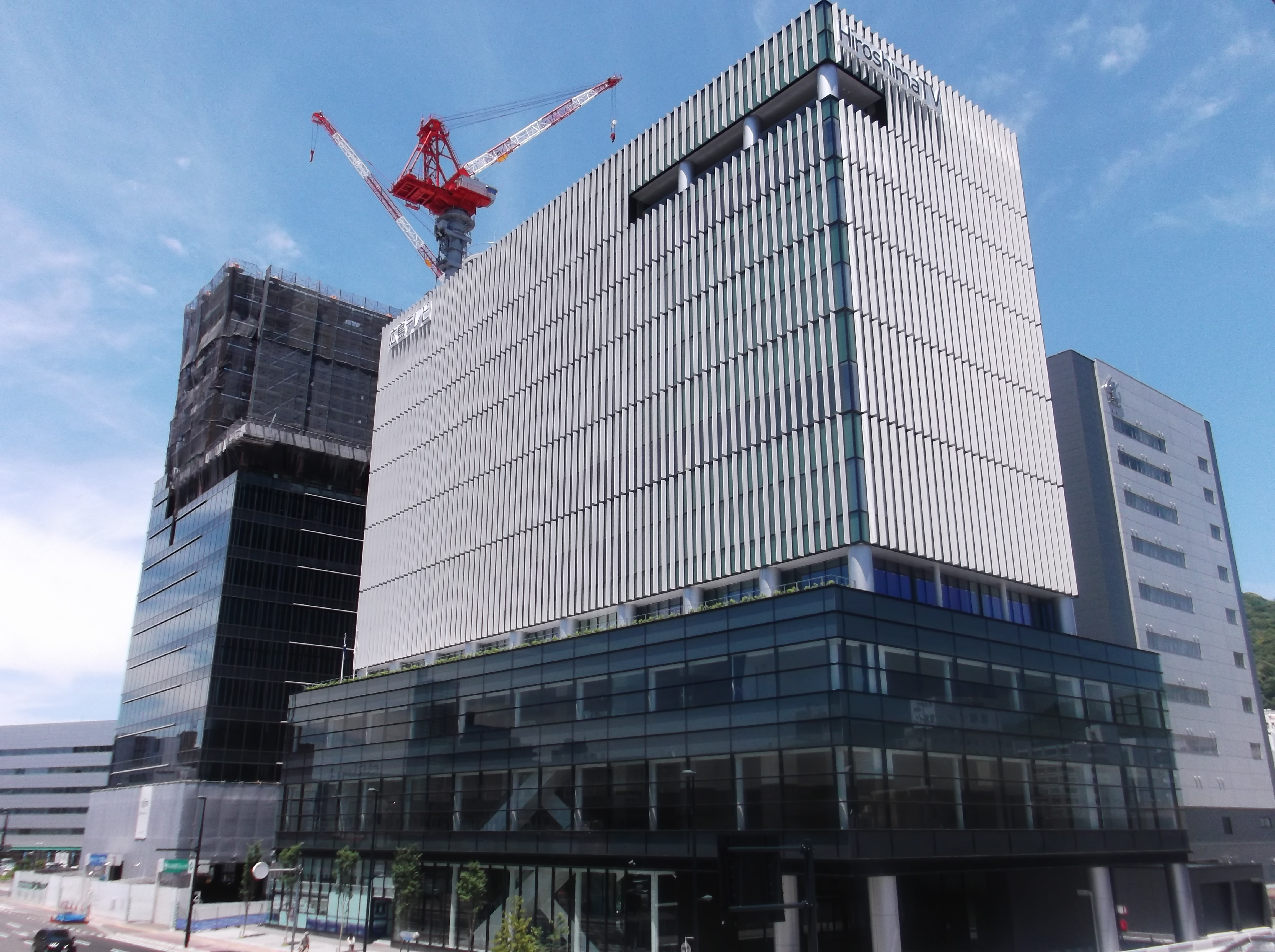
広島テレビ（HTV）の新社屋が入居する広島コンベンションホール

- 1日 - 【不祥事・沖縄県】琉球朝日放送（QAB、テレビ朝日系）東京支社営業部に所属する29歳の男がこの日の朝、東京都中央区内で止めたタクシーや路上で乗車代金を踏み倒した上で84歳の男性運転手に暴行を加え骨折などのケガをさせたとして警視庁月島署に強盗致傷の現行犯で逮捕。男は当時酒に酔っており調べに対し容疑を否認。同局は「事実を確認した上で厳正な処分を行い、社員教育を徹底するなど信頼回復に務めてまいります」とのコメントを発表[911]。その後男は10月に同局から懲戒解雇され、2019年2月には東京簡易裁判所から罰金10万円の略式命令を受けた[912]。
- 2日 - 【不祥事】静岡県警は、静岡県内在住の10代の少女を未成年と知りながら自宅に連れて行くなど未成年者を誘拐したとして、未成年者誘拐の容疑で、TBSテレビ事業局映画・アニメ事業部に所属する30歳の男を逮捕。これを受け、TBSは「社員が逮捕されたことは遺憾。ご本人やご家族はじめ、関係者の方に深くおわびします。事実関係を調べたうえで、厳正に対処します」とコメント[913]。その後9月21日に静岡地方検察庁は男を不起訴処分にしたが理由は非公表となっている[914]。TBSは不起訴処分となった同日付で男を懲戒解雇した[915]。
- 9日 - 【結婚・愛知県】CBCテレビ（TBS系列）アナウンサー・江田亮とテレビ愛知（TVA、テレビ東京系）アナウンサー・岡田愛マリーが結婚することを、双方の所属局が発表[916]。
- 10日 - 【不祥事・北海道】6日の北海道胆振東部地震で札幌市清田区で発生した液状化現象を取材していた北海道テレビ（HTB、テレビ朝日系）の女性アナウンサーと男性記者が誤って泥に足を取られて身動きが取れなくなり、約6時間後に消防に救助される事態に陥っていたことがこの日判明。同局は今回の事態について公式サイトで謝罪した[917][918][919]。
- 11日 - 【放送事故・近畿広域圏】読売テレビにおいて、『NNNストレイトニュース』（日テレNEWS24〈CS〉制作）の関西ローカルニュースパートの放送中に1分13秒間音声が送出されないトラブルが発生した[920]。同社はこのトラブルについて番組送出の設備の故障によるものとしている[920]。
- 13日 - 【活動進退】ジャニーズ事務所所属のアイドルユニット「タッキー&翼」が9月10日付を以て解散していたことを発表。滝沢秀明は年内で芸能活動から引退し舞台などのプロデュースに専念することと今井翼が持病であるメニエール病の治療に専念するために近くジャニーズ事務所を退社することも併せて発表[921]。
- 14日 - 【訃報】TBS系ポーラ連続テレビ小説『おゆう』（1983年）で女優デビューし、その後関口宏（俳優）が代表を務める三桂所属のフリーキャスターとして『サンデーモーニング』『筑紫哲也ニュース23』に出演した浜尾朱美（元女優・キャスター）がこの日早朝、乳癌のため死去（57歳没）[922]。
- 14日〜17日 - 【イベント・大阪府】テレビ大阪が、同局主催のグルメイベント「テレビ大阪YATAIフェス!」を大阪市中央区の大阪城公園「太陽の広場」にて開催[923]。
- 15日 - いずれも【訃報】
  - 旧芸名の悠木千帆時代から『七人の孫』『時間ですよ』『寺内貫太郎一家』（いずれもTBS系）などのテレビドラマや映画、ピップエレキバン（ピップフジモト）や富士フイルムなどのCMにも出演し、ナレーターとしても活動した女優の樹木希林がこの日、東京都内の自宅で死去（75歳没）[924]。
  - フジテレビ系『森田一義アワー 笑っていいとも!』の「姓名判断コーナー」やTBS系『クイズ悪魔のささやき』に出演し、眼鏡に着物姿のいでたちて辛口の鑑定を行うスタイルで人気を博した開運アドバイザーの安斎勝洋が大腸がんのため死去（73歳没）。事務所によると安斎は長らく闘病を続けながら鑑定活動をしていたという[925][926]。
- 16日 - 【CM】この日をもって芸能活動を引退する歌手の安室奈美恵の引退を記念して、動画配信サービスのHuluは、一夜限りとなる60秒間のCMを放送。5大都市の日本テレビ系列各局（日本テレビ・読売テレビ・中京テレビ・札幌テレビ・福岡放送）と、安室の出身地である沖縄県の琉球放送（RBC、TBS系〈沖縄県域民放には日本テレビ系列局の置局なし〉）、以上6局にて20時台に特別放送した[927]。
- 17日
  - 【訃報】日本テレビ系連続アニメ『キャッツ♥アイ』（1983年）の第1期テーマソング「CAT'S EYE」（歌唱：杏里）を作曲した作曲家・編曲家の小田裕一郎がこの日昼前、 アメリカ合衆国・ニュージャージー州の自宅にて心筋梗塞のため死去（68歳没）[928][929]。
  - 【放送事故・岡山県・香川県】 岡山放送（OHK、フジテレビ系）は、この日の18時12分頃に放送していた『OHKプライムニュース・第2部』内で、『プライムニュース イブニング・第2部』のFNN枠において、2018年自由民主党総裁選挙関連のニュースを放映していた際に、突如2019年FIBAバスケットボール・ワールドカップアジア最終予選の日本対イラン戦の映像が9秒流れるなど放送が5分間中断するトラブルがあった[930]。これを受けて岡山放送は公式サイトでお詫びのコメントを発した[931]。
- 18日 - 【節目・移転・北海道】北海道テレビが11月3日に開局50周年を迎えることを機に、札幌市中央区の「さっぽろ創世スクエア」に本社移転、同所から放送開始[932][933][注 157]。当日は5時20分から5分間、TEAM NACS（森崎博之、安田顕、戸次重幸、大泉洋、音尾琢真）をスペシャルゲストに迎えての移転記念オープニングを放送。
- 23日
  - 【移転・広島県】広島テレビ（HTV、日本テレビ系）が広島市中区中町の現社屋から同市東区二葉の里（広島駅新幹線口）の「広島コンベンションホール」[注 158] に本社移転、同所から放送開始[934]。
  - 【放送事故・宮城県・広島県・鳥取県・島根県・長崎県・熊本県】この日11時40分から放送された読売テレビ・中京テレビ共同制作『上沼・高田のクギズケ!』同時ネット局のミヤギテレビ（MMT）・広島テレビ・日本海テレビ（NKT、山陰準広域圏）・長崎国際テレビ（NIB）・くまもと県民テレビ（KKT）の5局で番組開始直後から映像や音声が最大約20分間中断するトラブルがあった[935]。原因については共同制作局の1つである読売テレビが「通信事業者の中継回線に不具合が発生した」と発表した[935][936]。これを受け広島テレビは27日早朝に再放送を行う措置を取った[937]。
- 25日 - 【記者会見】テレビ朝日はこの日、角南源五社長及び会長兼CEOの早河洋の定例記者会見[注 159]を開催し、一部メディアが報じた『報道ステーション』キャスターの富川悠太と9月に同番組を卒業する小川彩佳（いずれも同局アナウンサー）の不仲説についてコメントを求められた早河が「聞いてもいないし事実ではないと思う」と否定した[939]。
- 26日
  - 【活動進退】NHKアナウンサーの島津有理子（1997年入職）が、この日付で自らが出演していた『100分de名著』（NHK教育）のコラムを更新し、「医師を目指して大学で勉強するため」としてNHKを退職したことを明らかにした[940][941]
  - 【放送開始・再編・CS】110度CSデジタル放送の帯域再編を実施、既存HDチャンネルのスロットを12に削減し、一部チャンネルを閉局したうえで、8月28日とこの日の2回に渡って既存SDチャンネルのHD化を行う（5月11日付での総務省の認定ではHD放送が新規2チャンネルを含む15チャンネル、SD放送が1チャンネル）。これにより最終的に10月1日の新規開局3チャンネルを含む54チャンネル中42チャンネルでHD放送が行われる[942][943]。
- 27日 - 【訃報】テレビ朝日系『相棒』の大木長十郎役で知られ、また読売テレビ制作・日本テレビ系『秘密のケンミンSHOW』の「ケンミンの見抜き方」では謎のマスターに扮して人気を博した[944] 俳優の志水正義がこの日の朝、膵臓がん及び多発肝転移のため東京都内の病院で死去（60歳没）[945]。志水は自身のフェイスブックでがん闘病を公表していた[944]。
- 28日 - 【結婚】テレビ朝日アナウンサーの松尾由美子（2002年入社）が、神奈川フィルハーモニー管弦楽団常任指揮者を務める音楽家の川瀬賢太郎とこの程結婚したことを自身が出演する番組内にて発表した[946]。
- 29日〜30日 - 【イベント・愛知県】名古屋テレビ放送（メ〜テレ）が、同局主催の秋イベント「メ〜テレ秋まつり2018」を名古屋市中区・久屋大通公園にて開催[947][948]。
- 29日 - 【放送事故・中京広域圏】東海テレビは、この日東海ローカルで放送した第49回トップ杯東海クラシック・3rd Roundの中継で行っていたデータ放送[注 160] で、14時49分頃から不具合が発生し正常な放送ができなかったとして公式サイト上で謝罪した[949]。
- 30日
  - 【閉局】放送大学学園が関東地方の一部を放送対象地域とする放送大学の地上デジタルテレビ・FMラジオ放送を終了（放送免許は10月末まで有効）し、翌10月よりBSデジタル放送に一本化[950]。これにより東京タワーは約60年にわたるメインのテレビ送信所としての役割を終える[951]。
  - 【事業】フジテレビの関連会社「フジテレビKIDS」がこの日をもって会社解散・事業清算へ[867]。
  - 【活動進退】日本放送協会（NHK）報道記者として長く活動し、NHK解説委員長も務め、『ニュースウオッチ9』初代アンカーマンや『あさイチ』レギュラーコメンテーターを務めた柳澤秀夫がこの日付で日本放送協会との職員雇用契約が満了したことにより退職。柳澤は10月からホリプロに所属し、『ワイド!スクランブル』（テレビ朝日）の水・金曜コメンテーターに就任した[952]。

### 10月（その他）
- 1日 - いずれも【BS】

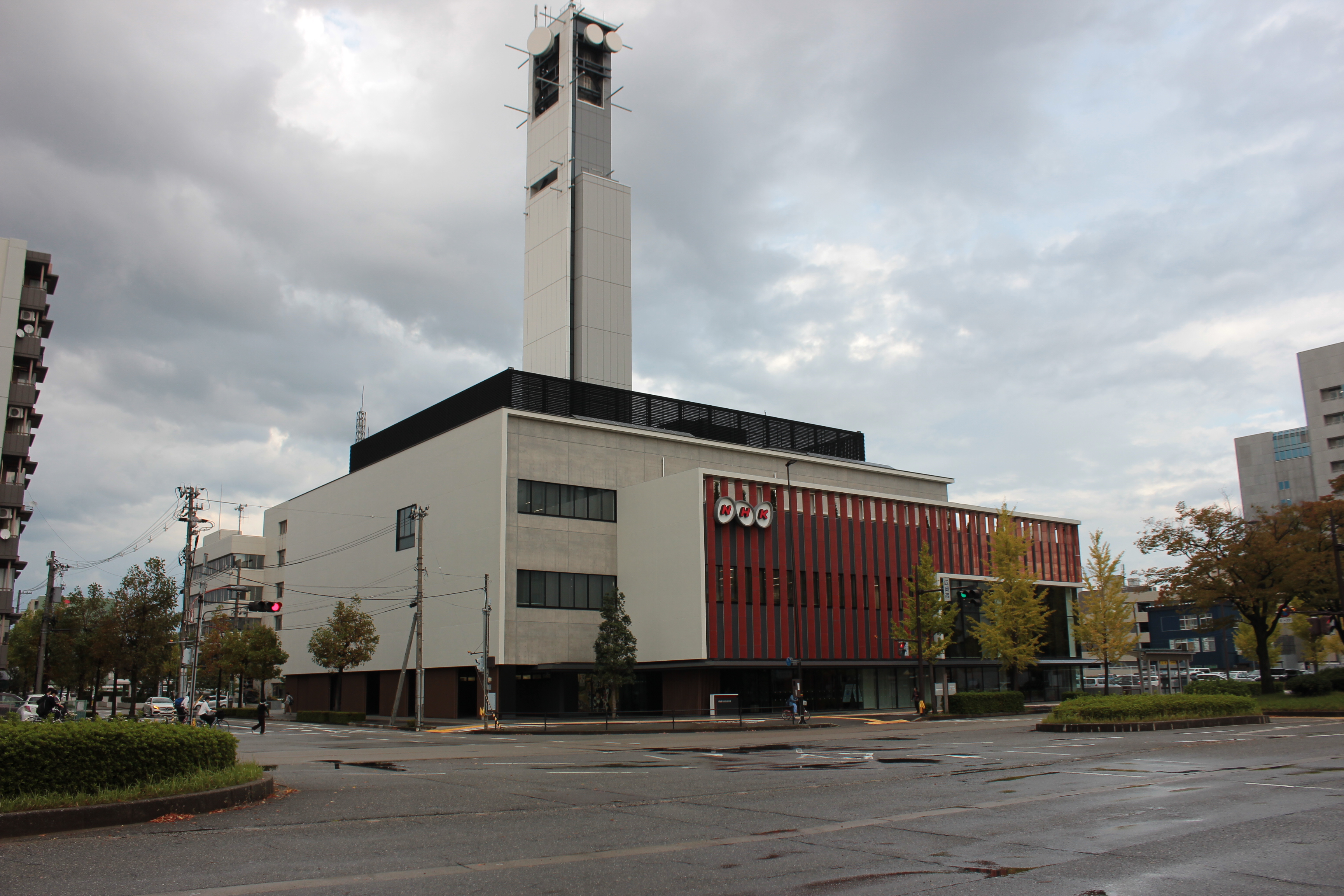
NHK金沢放送会館（10月9日稼働開始）

  - 【社名変更・キャンペーン】テレビ東京ホールディングスグループのBSデジタル放送事業者・BSジャパンがこの日、自社の社名をこの日より『BSテレビ東京』（略称：BSテレ東）に変更[953]。同時にこの日よりテレビ東京にて開局55周年キャンペーンを展開[954]。
  - 【放送開始】放送大学のBSデジタルテレビ放送が、従来の一部時間帯マルチチャンネル編成から、これまで通りの授業科目を放送する232チャンネル「BSキャンパスon」（SD放送）と、学び直しや生涯学習向けの231チャンネル「BSキャンパスex」（HD放送）の2チャンネルによる常時マルチチャンネル編成に移行[955]。
- 3日
  - 【活動進退・兵庫県】サンテレビアナウンサーの中村麻里子が「体調不良」を理由に9月21日から休養していることが判明[注 161]。その後、11月4日に中村本人より「急性肝炎で2週間入院した上、療養していた」ことが明らかにされ、11月5日より職場へ復帰することが発表された[957]。その後、中村は5日放送の『情報スタジアム　4時!キャッチ』で現場復帰[958]。
  - 【経営】TBS他で放送されたテレビアニメ『たくのみ。』（1月 - 3月）や2014年にTOKYO MXほかで放送された『いなり、こんこん、恋いろは。』などの制作を手がけていたプロダクションアイムズが東京地方裁判所からこの日付けで破産開始を決定（11日に判明）[959]。
- 5日
  - 【NHK・ABU】この日 トルクメニスタンの首都アシガバードで開かれたアジア太平洋放送連合（ABU）の年次総会最終日にて、NHK会長の上田良一が新たなABU会長に選出された。任期は2021年末まで予定。なお、NHKからは上田で6人目となり、かつて副会長を務めた今井義典（2008年11月 - 2011年1月ABU会長在任）以来約7年10か月ぶり、また会長としては橋本元一（第18代会長、2005年11月 - 2008年1月ABU会長在任）に続き5人目且つ約10年10か月ぶりとなる[960]。
  - 【事件】8月に日テレジータス（日本テレビ運営のCS放送）とサンテレビで中継した阪神タイガースが関係する試合のプロ野球中継をインターネットの動画投稿サイトYouTubeにおいて無断でライブ配信したとして、京都府警は京都市在住のブログ運営会社代表の男を、著作権法違反（公衆送信権の侵害）の疑いで逮捕[961][962]。府警によると、スポーツ中継をリアルタイムで無断配信した容疑が立件・摘発されるのは全国で初めて[962]。
- 9日 - 【移転・石川県】NHK金沢放送局が、石川県金沢市広岡3丁目に完成した新放送会館に移転、この日より同館から放送開始。記念イベントとして13日〜14日の2日間にわたり「NHKかなざわPARK」が開催された。また、記念特別番組として31日に石川発地域ドラマ『いよっ!弁慶』をBSプレミアムにて放送[963] のほか、11月26日（25日深夜）に総合テレビの『今夜も生でさだまさし』を同館から生放送した。
- 10日 - 【事業・教育】フジテレビは、大手流通グループのイオンをスポンサーに迎え、共同IP（知的財産）開発事業実施会見を行い、「じゃじゃじゃじゃ〜ン!」プロジェクトをスタートさせることを発表[964]。
- 11日 - 【新社屋・広島県】テレビ新広島（TSS、フジテレビ系）はこの日、1975年の開局以来使用してきた現社屋（広島市南区出汐）の老朽化に伴い、現社屋敷地内に新社屋を建設する計画を発表。2020年6月末に完成し、2021年の運用開始を目指す[965]。
- 15日 - 【PR活動・BS】BSフジはこの日、亀山千広社長（前：フジテレビ社長）の記者懇談会の席上にて12月から放送開始する「BSフジ 4K」のイメージキャラクターとして、かつてのフジテレビの人気番組キャラクターであったガチャピン&ムック[注 162] を起用することを発表[966]。
- 17日 - いずれも【訃報】
  - テレビアニメ『ふしぎの海のナディア』（1990年、NHK総合）のエアトン役を始めとして数々のテレビアニメ作品のアテレコを担当し、ナレーターとしても『週刊人物ライブ スタ☆メン』などを担当した声優・ナレーターの辻谷耕史がこの日、脳梗塞のため死去（56歳没）[967]。
  -  アメリカ合衆国のテレビ映画『コンバット!』でビッグ・モロー扮する「サンダース軍曹」の吹き替えを担当するなど数々の外国映画やテレビドラマのアテレコを担当し、また『水曜スペシャル・川口浩探検隊シリーズ』（NET→テレビ朝日系）や『TVチャンピオン』（テレビ東京系）などのバラエティ番組でナレーションを担当したことで知られた声優の田中信夫がこの日の朝、食道がんのため死去（83歳没）[968][969]。
- 19日 - 【訃報】東映動画（後の東映アニメーション）時代にNET（後のテレビ朝日）『サイボーグ009』や読売テレビ制作・日本テレビ系『タイガーマスク』などテレビアニメのキャラクターデザインを手がけ、独立後は作画スタジオネオメディアプロダクションを設立した、アニメーターの木村圭市郎がこの日の朝、心筋梗塞のため死去（80歳没）[970]
- 21日 - 【訃報・近畿広域圏】毎日放送ディレクター・プロデューサーとして『八木治郎ショー・いい朝8時』『すてきな出逢い いい朝8時』『ワイドYOU』などの番組の制作に関わり、同社退職後は浄土真宗本願寺派僧侶となり西本願寺執行長を務めた本多隆朗がこの日、前立腺がんのため遷化（75歳没）[971]。
- 22日
  - いずれも【不祥事】
    - 【報道・青森県】9月22日未明に青森県つがる市で4人が死亡した交通事故を巡り[972]、青森テレビ（ATV、TBS系）が同月25日に放送したニュース番組の報道により死亡した夫婦がネット上で「酒気帯び夫婦」などと中傷されたことについて、同局は「完全な誤報だった」としてこの日夕方の『わっち!!』内のニュースで謝罪した[973]。
    - 【高知県】高知さんさんテレビ（KSS、フジテレビ系）の男性アナウンサーが7月21日の生中継の際に生ビール2口を飲んだことを失念し、その日に社用のため乗用車を運転したことを上司に報告。その後8月6日付けで当該アナウンサーと担当役員、及び報道制作局長の3人がけん責処分を受けていたことがこの日判明。同局は「報道機関としてあってはならないこと。再発防止に努める」と謝罪した[974]。

  - 【活動進退】NHKアナウンサーの鈴木奈穂子が「体調不良」を理由に、出演している『NHKニュース7』を10月16日放送分から休演していることがこの日判明[975]。鈴木が休養中、池田伸子・久保田祐佳・井上あさひ（いずれも、NHKアナウンサー）が週替わりで代打を担当[976]。鈴木は3週間後の11月5日に同番組に復帰した[977]。
- 24日 - 【訃報】NETテレビ（現：テレビ朝日）の寄席演芸番組『大正テレビ寄席』（1963年 - 1978年）の番組開始当初に牧伸二（漫談家）と共に司会を務めていた落語家の三笑亭笑三がこの日、肺炎のため死去（92歳没）[978]。訃報は12月11日に公表された[978]。
- 25日 - 【不祥事】NHK報道局ニュース制作センターのチーフプロデューサーで『おはよう日本』の制作を担当する40代男性が、京王井の頭線下北沢駅のエスカレーターで、20代女性のスカート内にスマートフォンを差し入れ盗撮をしたとして、東京都迷惑防止条例違反の疑いで警視庁北沢署に現行犯逮捕された。NHK広報部は「職員が逮捕されたことは遺憾。事実関係を確認したうえで、厳正に対処します」とコメントした[979][980]。
- 27日 - 【訃報】2004年から2006年に放送されたNHK総合のバラエティ番組『コメディー道中でござる』のレギュラーとして活躍し、またテレビドラマや映画、CMなどでも幅広く活躍した女優の角替和枝がこの日の朝、東京都内の自宅にて原発不明がんのため死去（64歳没）[981][982]。
- 29日 - 【訃報】元山陽放送・テレビ朝日アナウンサーで、約20年間にわたりテレビ朝日系『大相撲ダイジェスト』の司会を担当し、退職後はフリーアナウンサーとして両国国技館内で放送された「どすこいFM」のキャスターを務め、さらに東京相撲記者クラブ会友だった銅谷志朗がこの日午後、敗血症のため東京都内の病院で死去（74歳没）。訃報は11月3日に公表された[983][984]。
- 31日 - 【活動進退・近畿広域圏】毎日放送に1981年入社以来、約37年半スポーツアナウンサーとしてプロ野球やラグビーなど数多くの試合の実況を務めた赤木誠が24日で60歳となることを機に、この日付で定年退職[985]。9月24日に関西ローカルで放送されたプロ野球中継「阪神対巨人」戦（阪神甲子園球場）が最後のテレビ実況となった[986]。退職後もフリーのスポーツアナウンサーとして活動する[985]。

### 11月（その他）
- 1日
  - 【免許】2003年に新規事業者の参入も可能となった現行制度へ改められて以降4度目となる5年に1度の放送事業者免許の更新日。
  - 【キャンペーン・健康】NHKではこの月より発達障害を考えるキャンペーン「発達障害って何だろう」を展開[987]。キャンペーン期間中、NHKでは地上波（総合・Eテレ）、BS、ラジオ第一などの各番組にて関連番組を制作・放送[987]。
- 5日 - 【訃報】NHK名古屋放送局制作『中学生日記』の脚本を1974年 - 2000年の26年間にわたり担当した脚本家・作詞家の蓬萊泰三がこの日、肝内胆管がんのため死去（89歳没）[988]。
- 6日 - 【訃報】『とっとこハム太郎』第2シリーズ（テレビ東京）の緑川甚八役を始めとする数々のテレビアニメに出演、アメリカ合衆国の俳優：ポール・ジアマッティなど外国映画の日本語吹き替えを担当した声優・俳優の後藤哲夫がこの日、食道がんのため死去（68歳没）[989]。
- 13日 - 【訃報】グループサウンズ・ザ・ビーバーズのボーカリストとしてデビューし、グループ解散後にソロシンガーとしてアニメ『サイボーグ009（第2作）』（1979年、テレビ朝日系）の主題歌「誰がために」や特撮テレビドラマ『電子戦隊デンジマン』（1980年、同）の主題歌「ああ電子戦隊デンジマン」などを歌唱したことで知られたシンガーソングライターの成田賢がこの日朝、肺炎のため死去（73歳没）[990]。
- 14日
  - 【訃報】フジテレビ系『ゴールデン洋画劇場』の4代目オープニングテーマを手がけ、また同局系『ニュースJAPAN』でドラマーの村上“ポンタ”秀一率いる「PONTA BOX」の一員としてレギュラー出演したことで知られ、他にもミュージカルの作曲や舞台音楽監督などを務めるなど幅広く活躍したジャズピアニストの佐山雅弘がこの日、胃がんのため川崎市多摩区の自宅で死去（64歳没）。訃報は公式サイトなどで公表された[991][992]。
  - 【経営】テレビ東京系『シネマ通信』（1994年4月 - 2007年3月）やTOKYO MX『鳴海浩輔・前野智昭の大人のトリセツ』（2018年4月 - 9月）などテレビ番組の映像制作などを手がけていた「TimeWarp（タイムワープ）」と関連会社「デジタルタイムワープ」がこの日付けで東京地裁から破産開始決定を受けた（11月21日に判明）[993]。
- 17日 - 【訃報】テレビアニメ『カリメロ』（1974年、NETテレビ（日本版）、東映動画製作）の脚本並びに主題歌『ぼくはカリメロ』の作詩を担当し[注 163]、また『必殺仕事人V・旋風編』（朝日放送・松竹製作）を始めとするテレビドラマの脚本を手掛けたことで知られた脚本家の吉田剛がこの日、神奈川県大和市の自宅で死去（83歳没）[994]。
- 20日 - 【免許交付・愛知県】 東海総合通信局は日本放送協会（NHK）に対し、同局より申請のあった4K・8K放送の実験試験局（名古屋市・弥富市に設置された2局）に放送免許を交付[995]。
- 22日
  - 【総務省】総務省はこの日、BS放送へ新規参入する事業者を公募することを発表。スケジュールとしては2019年3月までに公募を開始、同年夏ごろに事業者の認定を行う。事業者は放送免許の交付を得たうえで、2020年夏 - 秋ごろに放送開始予定としている[996]。
  - 【賞】『第30回フジテレビヤングシナリオ大賞』の発表が同局で行われ、東京都在住の14歳の女子中学生が大賞に輝く。14歳での受賞は1987年の第1回の坂元裕二（現脚本家）の当時19歳を更新する史上最年少記録となった[997]。
- 25日 - いずれも【訃報】
  - フジテレビ系『シオノギ・ミュージックフェア』やテレビ朝日系『題名のない音楽会』の音楽監督、TBS系『サウンド・イン"S"』（地上波放送時代）の音楽監修を務め、また数多くのテレビ番組のテーマ曲を手掛けたジャズピアニスト・作曲家の前田憲男がこの日、肺炎のため東京都内の病院で死去（83歳没）。訃報は27日に所属事務所によりFAXにて発表された[998]。
  - 1959年から2014年まで55年間にわたって日本テレビをはじめ、民放テレビ局各局で放送されたヤンマー一社提供による『ヤン坊マー坊天気予報』の主人公・ヤン坊マー坊のデザインを手掛けたアニメーターの中邨靖夫がこの日、慢性骨髄性白血病のため死去（78歳没）[999]。
  - 藤子不二雄原作作品をはじめ、『機動戦士ガンダム』（名古屋テレビ制作・テレビ朝日系）『タイムボカン』（フジテレビ）などのテレビアニメの脚本を多数手がけた脚本家の山本優が死去（71歳没）。訃報は29日に代表作である『J9シリーズ』（テレビ東京）の要素を受け継いだアニメ『銀河神風ジンライガー』の製作プロジェクト公式Twitterアカウントなどで公表された[1000]。
- 26日
  - 【訃報】1999年に関西テレビで放映されたアニメーション番組『いしいひさいちのなんなんだ!?』の監督・脚本を担当した劇作家の高取英がこの日、東京都内の自宅で虚血性心疾患のため死去（66歳没）[1001]。
  - 【社長会見・開局・4K/8K】日本テレビホールディングス社長の大久保好男は、この日の定例会見のなかで、BSデジタル4K・8K放送のBS日テレ 4Kの開局日を2019年9月1日とすることを発表。当初は12月1日付での開局をアナウンスしていたが、日本テレビ系列が中継権を獲得したラグビーワールドカップ日本大会に間に合わせるため、3ヵ月前倒しでの開局となる[1002]。
- 27日 - 【訃報】『忍たま乱太郎』シリーズ（NHK）の学園長（初代）役などを担当した声優の辻村真人がこの日死去（88歳没）。29日に所属事務所の81プロデュースから公表された[1003]。
- 28日 - 【訃報】元週刊誌記者でコラムニストであり、読売テレビ制作・日本テレビを除く同系列の大半の局で放送の『たかじんのそこまで言って委員会』や同系『スッキリ!!』などのレギュラーを務め、サンテレビ『カツヤマサヒコSHOW』ではメイン司会を務めた勝谷誠彦がこの日未明、肝不全のため兵庫県尼崎市内の病院で死去（57歳没）。訃報は公式ホームページで公表された。勝谷は今年8月に重症アルコール性肝炎を患い入院し[1004][1005]、10月に一旦退院したがその後も入退院を繰り返していた[1005]。

### 12月（その他）
- 1日 - 【放送開始・4K/8K】BS・110度CSデジタル放送にて4K・8K実用放送開始。これに伴い、NHKは「NHK BS4K」と「NHK BS8K」をそれぞれ立ち上げ、毎日一定の時間帯に4K・8K画質の放送を実施する[1006]。
- 11日 - 【情報・裁判】歌手のASKAが、2016年11月に放送された読売テレビ制作・日本テレビ系『情報ライブ ミヤネ屋』で未発表曲を勝手に番組内で流したとして、読売テレビと芸能リポーターの井上公造に対して3300万円の損害賠償を求めた裁判で、東京地裁は同局と井上に対して117万4000円を支払うように命じた。判決を受け同局は「判決の結果を真摯に受け止めます。また今後については慎重に対応します」とコメントした[1007]。
- 18日
  - 【訃報】元NHKの報道記者で、1977年4月から1979年3月まで『ニュースセンター9時』2代目アンカーマン（メインキャスター）を務めた勝部領樹がこの日、誤嚥性肺炎のため死去（87歳没）。訃報は2ヶ月後の2019年2月23日に明らかにされた[1008]。
  - 【スポーツ】日本女子プロゴルフ協会（LPGA）は、放映権の取り扱いについて日本テレビとの交渉が決裂したため、「ワールドレディス サロンパス杯」[注 164] の主催者から日本テレビが降板することを発表。また「KKT杯バンテリンレディス」、「中京テレビ・ブリヂストンレディス」、「ミヤギテレビ杯ダンロップ女子オープン」をそれぞれ主催する熊本県民テレビ・中京テレビ・ミヤギテレビの3局も日本テレビに同調する形で降板を発表したことに伴い一旦中止を決定[1009]。しかし開催地の地元や選手から開催を求める声が殺到。その後の協議により2019年1月25日に一転して大会継続が発表され、「ワールドレディス」も2018年に引き続き日本テレビが中継することが決定した[1010]。
- 19日
  - 【訃報】『水戸黄門』[注 144]や『大岡越前』などの時代劇、スーパー戦隊シリーズをはじめとする特撮など、テレビドラマや映画で悪役として活躍した俳優の石橋雅史がこの日、心不全のため死去（85歳没）[1011]。訃報は22日に判明した[1011]。
  - 【新社屋・岡山県】山陽放送（RSK、TBS系）は、岡山市北区天神町（市立岡山後楽館中学校・高等学校跡地）の新社屋「RSKイノベイティブ・メディアセンター」の建設工事に着手。2020年夏に竣工し、2021年度に本社機能の大部分を移転する予定[1012][1013]。
- 28日 - 【訃報】『一休さん』（1975年 - 1982年、テレビ朝日系）の一休役、『キテレツ大百科』（1987年 - 1996年、フジテレビ系）のキテレツ（木手英一）役、『デジモンアドベンチャー』（1999年 - 2000年、同）の八神太一役をはじめ数々のテレビアニメ作品に声優として出演したほか、テレビ放送された『愛と喝采の日々』などの外国映画作品の吹き替えも担当した声優・俳優の藤田淑子が浸潤性乳がんのため死去（68歳没）[1014]。

## 周年

### 番組
| 月 | 周年 | 番組（主管局） |
| -- | ---- | --- |
| 1  | 55   | キユーピー3分クッキング（日本テレビ） |
| 1  | 50   | ゲゲゲの鬼太郎（フジテレビ） |
| 1  | 15   | さんタク（フジテレビ） ハナタレナックス（北海道テレビ） |
| 1  | 10   | AKBINGO!（日本テレビ） |
| 3  | 30   | 探偵!ナイトスクープ（朝日放送〈現：朝日放送テレビ〉） |
| 3  | 20   | UMKスーパーニュース（テレビ宮崎） |
| 3  | 15   | おにぎりあたためますか（北海道テレビ） てれまさむね（NHK仙台 / NHK総合） ウォッチン!みやぎ（東北放送） スーパーJチャンネルみやぎ（東日本放送） イブニング信州（NHK長野 / NHK総合） ニュースKOBE発（NHK神戸 / NHK総合） |
| 3  | 10   | シャキーン（NHK Eテレ） サワダデース（九州朝日放送） |
| 4  | 55   | 大河ドラマ（NHK） |
| 4  | 40   | サタデーLIVE ハロー大分（テレビ大分） |
| 4  | 30   | ワールドビジネスサテライト（テレビ東京） ニュースプラス1いわて（テレビ岩手） |
| 4  | 25   | NHKニュースおはよう日本（NHK総合） NHKニュース7（NHK総合） クローズアップ現代+（NHK総合） 天才てれびくんシリーズ（NHK Eテレ） 忍たま乱太郎シリーズ（NHK Eテレ） COUNT DOWN TV（TBS） 朝だ!生です旅サラダ（朝日放送テレビ） 北海道クローズアップ（NHK北海道 / NHK総合） ナビゲーション（NHK名古屋 / NHK総合（東海・北陸）） 進め!スポーツ元気丸（広島テレビ）                                                                                     |
| 4  | 20   | さわやか自然百景（NHK総合） こども手話ウイークリー（NHK Eテレ） ザ!鉄腕!DASH!!（日本テレビ） GET SPORTS（テレビ朝日） 情熱大陸（毎日放送） ももち浜ストア（テレビ西日本） |
| 4  | 15   | にほんごであそぼ（NHK Eテレ） サイエンスZERO（NHK Eテレ） すくすく子育て（NHK Eテレ） エンタの神様（日本テレビ） 雨上がり決死隊のトーク番組アメトーーク!（テレビ朝日） ぴったんこカン・カン（TBS） モモコのOH!ソレ!み〜よ!（関西テレビ） イチオシ!（北海道テレビ） じゃじゃじゃTV（IBC岩手放送） 突撃!ナマイキTV（東日本放送） まちかど県政（福井放送・福井テレビ） ぐっさん家〜THE GOODSUN HOUSE〜（東海テレビ） BS日本・こころの歌（BS日テレ） |
| 4  | 10   | ありえへん∞世界（テレビ東京） 男子ごはん（テレビ東京） VS嵐（フジテレビ） にじいろジーン（関西テレビ） 花咲かタイムズ（CBCテレビ） 和風総本家（テレビ大阪） |
| 5  | 65   | 大相撲中継（NHK総合） |
| 6  | 15   | 今日感テレビ（RKB毎日放送） |
| 7  | 40   | 独占生中継 隅田川花火大会（テレビ東京） |
| 7  | 15   | そこまで言って委員会NP（読売テレビ） |
| 7  | 10   | しゃべくり007（日本テレビ） |
| 8  | 65   | NHKプロ野球（NHK総合） 全国高等学校野球選手権大会（NHK総合 / NHK Eテレ） Fun!BASEBALL!!（日本テレビ） |
| 8  | 40   | 24時間テレビ 「愛は地球を救う」（日本テレビ / NNN全30局+沖縄テレビ） |
| 9  | 15   | 吉田類の酒場放浪記（BS-TBS） |
| 10 | 35   | THE フィッシング（テレビ大阪） ザ・カラオケトライアル（千葉テレビ放送） billboard TOP40（テレビ神奈川） |
| 10 | 30   | それいけ!アンパンマン（日本テレビ） |
| 10 | 25   | スーパーサッカー（TBS） ダウンタウンDX（読売テレビ） |
| 10 | 20   | おじゃる丸シリーズ（NHK Eテレ） Newsモーニングサテライト（テレビ東京） とっても健康らんど（九州朝日放送） |
| 10 | 15   | めざましどようび（フジテレビ） 食彩の王国（テレビ朝日） |
| 10 | 10   | ファミリーヒストリー（NHK総合） アナザースカイ（日本テレビ） 『情報7DAYS ニュースキャスター』シリーズ（TBS） 浜ちゃんが!（読売テレビ） チーム大地のゴルフON&ON! 〜橋本大地のフェード最強論〜（とちぎテレビ） |
| 11 | 15   | ゲームセンターCX（フジテレビONE スポーツ・バラエティ） |
| 11 | 10   | すイエんサー（NHK Eテレ） |
| 12 | 65   | NHK紅白歌合戦（NHK総合・BS4K・BS8K） |
| 12 | 25   | しまじろうシリーズ（テレビせとうち） |

### 開局・放送開始
地上デジタルテレビジョン放送局の開局は2003年12月1日以降であるため、前身の地上アナログテレビジョン放送からの通算。
| 月 | 周年 | 放送局（親局）                                                                 |
| -- | ---- | ------------------------------------------------------------------------------ |
| 2  | 65   | NHK総合（東京局）                                                              |
| 2  | 60   | NHK総合（熊本局、鹿児島局）                                                    |
| 2  | 55   | NHK教育（熊本局）                                                              |
| 2  | 50   | NHK教育（徳島局）                                                              |
| 3  | 60   | RKB毎日放送（福岡局）                                                          |
| 4  | 55   | 福島テレビ                                                                     |
| 4  | 45   | 奈良テレビ放送                                                                 |
| 4  | 25   | キッズステーション                                                             |
| 4  | 20   | フジテレビTWO                                                                  |
| 4  | 10   | チャンネル銀河                                                                 |
| 6  | 60   | 山陽放送                                                                       |
| 6  | 55   | NHK教育（岡山局）                                                              |
| 7  | 60   | 西日本放送                                                                     |
| 7  | 40   | 静岡朝日テレビ                                                                 |
| 7  | 20   | アニマックス                                                                   |
| 8  | 65   | 日本テレビ放送網                                                               |
| 8  | 60   | 讀賣テレビ放送、テレビ西日本（北九州局）                                       |
| 8  | 50   | 岐阜放送（ぎふチャン）                                                         |
| 9  | 35   | テレビ愛知                                                                     |
| 10 | 60   | NHK総合（富山局） 信越放送                                                     |
| 10 | 35   | 新潟テレビ21                                                                   |
| 10 | 25   | 山口朝日放送、大分朝日放送                                                     |
| 11 | 60   | NHK総合（長野局） 関西テレビ放送（カンテレ）、静岡放送                         |
| 11 | 50   | 北海道テレビ放送、テレビ静岡                                                   |
| 12 | 60   | NHK総合（盛岡局、新潟局、長崎局） 東海テレビ放送、新潟放送、北陸放送、南海放送 |
| 12 | 55   | NHK教育（甲府局、宮崎局、長崎局）                                              |
| 12 | 50   | 新潟総合テレビ（NST）                                                          |
| 12 | 35   | テレビユー福島                                                                 |

### 番組開始・開局以外
- 1月1日 - 【CI・略称変更・新潟県】テレビ新潟（日本テレビ系列）がCI導入により略称を「TNN」→略称・愛称「TeNY」に変更してから20周年。
- 2月20日 - 【放送開始】日本におけるUHFテレビ放送開始から50周年（NHK徳島教育テレビジョン（Eテレ））[注 187]。
- 3月1日 - 【本社移転・沖縄県】沖縄テレビ放送（OTV、フジテレビ系）が本社を那覇市久米→同市久茂地の「OTV放送会館」に移転してから35周年。
- 3月31日 - 【呼称変更・中京広域圏】名古屋テレビ放送（NBN、テレビ朝日系列）が愛称を「名古屋テレビ」→「メ～テレ」に変更してから15周年。
- 4月1日 -【ネットワーク】
  - 【中京広域圏】名古屋テレビ放送（NBN / メ〜テレ）と中京テレビ（CTV）のネットワーク一本化（複合ネット解消）（NBN：テレビ朝日系、CTV：日本テレビ系）から45周年[注 188]。
  - 【山形県】 山形テレビ（YTS）のネットチェンジ（フジテレビ系→テレビ朝日系）から25周年。
- 6月23日 - 【本社移転・近畿広域圏】朝日放送（ABC、現在の朝日放送テレビを傘下に置く放送持株会社朝日放送グループホールディングス）が本社を大阪市北区のABCセンター→福島区福島のほたるまちに本社を移転してから10周年。
- 7月1日 - 【社名変更】現在のテレビ東京の前身会社にあたる「株式会社東京12チャンネルプロダクション」[注 189] が設立されてから50周年。
- 8月
  - 【合併・社名変更・福岡県】RKB毎日放送（TBS系）の前身「ラジオ九州」（1958年3月1日テレビ放送開始）と「西部毎日テレビジョン放送」が合併、RKB毎日放送（旧）[注 190] が誕生してから60周年。
  - 【本社移転・キー局】日本テレビの麹町旧本社屋（のちの麹町分室）落成[注 191][注 192] から40周年。さらに汐留の現本社屋（日テレタワー）完成・移転から15周年。
- 8月1日 - 【本社移転・近畿広域圏】読売テレビが本社を大阪市北区東天満→中央区城見の大阪ビジネスパーク（OBP）に移転してから30周年[注 193]。
- 9月29日 - 【本社移転・キー局】テレビ朝日が現在の本社屋（六本木ヒルズ内）に移転してから15周年。
- 10月1日 - 【社名変更】
  - 【静岡県】静岡県民放送（SKT・けんみんテレビ、テレビ朝日系[注 194]）が静岡朝日テレビ（SATV・あさひテレビ）に社名を変更してから25周年。
  - 【キー局・略称変更】テレビ朝日の正式社名並びに略称変更（全国朝日放送〈ANB〉[注 195]→株式会社テレビ朝日〈EX〉、当時）から15周年[注 196]。
- 11月1日 - 【免許・その他・キー局】テレビ朝日（当時：NETテレビ）とテレビ東京（当時：東京12チャンネル）が教育専門局から一般総合局に転換し、東京12チャンネル（当時）の放送免許が財団法人日本科学技術振興財団から「株式会社東京12チャンネル」[注 197]に委譲してから45周年。
- 12月1日 - 【放送開始】東名阪での地上波デジタルテレビ放送開始から10周年。

## キリ番・記念回

### 帯番組
- 11000回 - 徹子の部屋（11月15日、テレビ朝日）
- 10000回 - BACHプラザ（8月14日、テレビ埼玉）[1015]
- 7000回 - どさんこワイド179（12月27日、札幌テレビ）
- 5000回
  - ももち浜ストア（1月9日、テレビ西日本）
  - 情報プレゼンター とくダネ!（9月17日、フジテレビ）[1016]
- 4200回 - 「クローズアップ現代」シリーズ（10月31日、NHK総合）
- 4000回
  - 5月24日 - それいけ!アンパンマンくらぶ（BS日テレ）
  - 12月28日 - イチオシ!（北海道テレビ）
- 3000回
  - 5月16日 - 情報ライブ ミヤネ屋（読売テレビ）[注 198]
  - 7月20日 - NEWS ZERO → news zero（日本テレビ）
- 2300回 - Nスタ（達成日不明、TBS）
- 2000回
  - 1月18日 - 朝生ワイド す・またん!（読売テレビ）[1017]
  - 7月9日 - PON!（日本テレビ）[1018]
  - 9月21日 - あさイチ（NHK総合）
- 1300回 - 深層NEWS（11月2日、BS日テレ）
- 1000回
  - 3月5日 - バイキング（フジテレビ）
  - 4月17日 - ゆ〜わくワイド&News（テレビ大分）
  - 6月14日 - 昼めし旅 〜あなたのご飯見せてください!〜（テレビ東京） - ※記念SPウィーク「再会SP」4日目[1019]

### レギュラー番組
- 10300回 - 世界の車窓から（3月13日、テレビ朝日）[注 199]
- 3000回 - 皇室アルバム（8月5日、毎日放送）
- 2700回 - ミュージックフェア（年内、3月に4週連続記念SP、フジテレビ）
- 2600回 - 笑点（2月18日、日本テレビ）[注 200]
- 2400回 - 遠くへ行きたい（3月25日、読売テレビ）
- 2100回
  - 6月30日 - 釣りごろつられごろ（テレビ新広島）
  - 10月14日 - テレビ寺子屋（テレビ静岡）
- 1400回 - 「ダウンタウンのガキの使いやあらへんで!」シリーズ（4月8日、日本テレビ）[注 201]
- 1300回
  - 7月15日 - ちびまる子ちゃん（フジテレビ）[注 202]
  - 8月18日 - 朝だ!生です旅サラダ（朝日放送→朝日放送テレビ）
  - 12月21日 - ミュージックステーション（テレビ朝日）[注 203]
- 1200回 - COUNT DOWN TV（1月28日、TBS）
- 1000回
  - 3月31日 - とっても健康らんど（九州朝日放送）
  - 4月28日 - 情熱大陸（4週連続SPの4回目、毎日放送）
  - 6月9日 - ミルンへカモン! なんしょん?（2時間SP、岡山放送）
  - 10月31日 - 「ガッテン!」シリーズ（NHK総合）
- 900回
  - 2月10日 - 競馬予想TV!（フジテレビONE）
  - 5月5日 - 名探偵コナン（読売テレビ）
  - 7月14日 - 美の巨人たち（4週連続SPの2回目、テレビ東京）
  - 10月20日 - 人生の楽園（テレビ朝日）[注 204]
- 700回
  - 3月3日 - もしもツアーズ（フジテレビ）
  - 5月20日 - プリキュアシリーズ（朝日放送テレビ）[注 205]
  - 9月7日 - ハナタレナックス（北海道テレビ）(全国ネット版は除く。)
- 600回
  - 1月21日 - 夢の通り道（日本テレビ）
  - 8月23日 - 日経スペシャル カンブリア宮殿（テレビ東京）
  - 11月27日 - ザ!世界仰天ニュース（日本テレビ）
- 500回
  - 1月2日 - 男子ごはん（新春SP、テレビ東京）[注 3][3][4]
  - 1月27日 - にじいろジーン（SP、関西テレビ）[1020]
  - 5月22日 - チーム大地のゴルフON&ON! 〜橋本大地のフェード最強論〜（とちぎテレビ）
  - 6月15日 - アナザースカイ（日本テレビ）
  - 8月2日 - 浜ちゃんが!（読売テレビ）
  - 8月15日（14日深夜）- AKBINGO!（日本テレビ）[注 206]
  - 11月24日 - 「あぐり王国」シリーズ（前後編2週連続SPの前編、北海道放送）
- 400回
  - 3月31日 - 熱血BO-SO TV（千葉テレビ放送）
  - 11月23日 - 華丸・大吉のなんしようと?（テレビ西日本）
- 300回
  - 1月1日 - ハイボール万歳!（BS-TBS）
  - 1月5日 - 歴史秘話ヒストリア（NHK総合）
  - 1月28日 - やすとものどこいこ!?（テレビ大阪）
  - 1月31日 - 「相棒」シリーズ（前後編2週連続SPの後編、テレビ朝日）[1021]
  - 2月18日 - メトログ（TBS）
  - 3月25日 - 健康カプセル!ゲンキの時間（CBCテレビ）
  - 3月26日 - 日経スペシャル 未来世紀ジパング〜沸騰現場の経済学〜（テレビ東京）
  - 3月27日 - 「ジョシスタ」シリーズ（4週連続SPの1回目、札幌テレビ）
  - 6月8日 - ゴロウ・デラックス（TBS）
  - 6月10日 - 前川清の笑顔まんてんタビ好キ（九州朝日放送）
  - 9月29日 - 音ボケPOPS（TOKYO MX）[注 207]
  - 11月26日 - 月曜から夜ふかし（日本テレビ）

### 不定期・特別番組
- 800回 - にっぽん縦断 こころ旅 とうちゃこ版（12月18日、NHK BSプレミアム）
- 110回 - 今夜も生でさだまさし（6月24日、NHK総合）
- 90回 - 志村けんのバカ殿様（1月10日、フジテレビ）
- 60回 - 日本レコード大賞（12月30日、TBS）
- 50回 - 思い出のメロディー（8月18日、NHK総合）
- 30回
  - 3月31日 - 「ローカル路線バス乗り継ぎの旅」シリーズ（テレビ東京）
  - 5月22日 - ものまねグランプリ（日本テレビ）
  - 7月1日 - テレビ囲碁アジア選手権戦（NHK Eテレ）
- 20回
  - 1月1日 - 志村&所の戦うお正月（テレビ朝日・朝日放送）
  - 2月3日 - 歌う!SHOW学校（NHK総合）[注 208]
  - 8月12日 - おやすみ日本 眠いいね!（NHK総合）
  - 12月15日 - IPPONグランプリ（フジテレビ）[1022]
- 10回
  - 4月3日 - 中居正広の7番勝負!超一流アスリートVS芸能人どっちが勝つの?SP（日本テレビ）
  - 4月7日 - ENGEIグランドスラム（フジテレビ）[1022]
  - 6月24日 - 緊急SOS!池の水ぜんぶ抜く大作戦（テレビ東京）[注 209]

## 視聴率
15分以上の番組のみ記載。視聴率はビデオリサーチ調べ、関東地区・世帯・リアルタイム。その他地域別の視聴率はその他テレビに関する話題に。

### ニュース・報道番組
| 順位 | 視聴率 | 放送日                | 番組名                | 放送局  |
| ---- | ------ | --------------------- | --------------------- | ------- |
| 1    | 24.3%  | 2月23日 21:00 - 22:00 | ニュースウオッチ9／他 | NHK総合 |
| 2    | 22.0%  | 2月25日 19:00 - 19:30 | NHKニュース7          | NHK総合 |
| 3    | 21.4%  | 2月17日 12:00 - 12:15 | ニュース／他          | NHK総合 |

### スポーツ
| 順位 | 視聴率 | 放送日                 | 番組名                                                                   | 放送局     |
| ---- | ------ | ---------------------- | ------------------------------------------------------------------------ | ---------- |
| 1    | 48.7%  | 6月19日 21:53 - 23:00  | 2018 FIFAワールドカップ「日本×コロンビア」・後半                         | NHK総合    |
| 2    | 44.2%  | 6月28日 22:40 - 翌1:10 | 2018 FIFAワールドカップ「日本×ポーランド」                               | フジテレビ |
| 3    | 42.8%  | 6月19日 20:45 - 21:50  | 2018 FIFAワールドカップ「日本×コロンビア」・前半                         | NHK総合    |
| 4    | 36.4%  | 7月3日 3:56 - 5:00     | 2018 FIFAワールドカップ「日本×ベルギー」・後半                           | NHK総合    |
| 5    | 33.9%  | 2月17日 12:15 - 14:41  | ピョンチャンオリンピック (フィギュアスケート 男子シングル・フリー)       | NHK総合    |
| 6    | 30.9%  | 6月24日 23:40 - 翌2:10 | 2018 FIFAワールドカップ「日本×セネガル」                                 | 日本テレビ |
| 7    | 30.1%  | 2月9日 19:55 - 22:17   | ピョンチャンオリンピック・開会式                                         | NHK総合    |
| 7    | 30.1%  | 6月19日 23:00 - 23:30  | 2018 FIFAワールドカップ「ポルトガル×セネガル」直前情報                   | NHK総合    |
| 9    | 29.7%  | 1月3日 7:50 - 14:18    | ★SAPPORO新春スポーツスペシャル 第94回東京箱根間往復大学駅伝競走・復路    | 日本テレビ |
| 10   | 29.4%  | 1月2日 7:50 - 14:05    | ★SAPPORO新春スポーツスペシャル 第94回東京箱根間往復大学駅伝競走・往路    | 日本テレビ |
| 11   | 26.4%  | 2月23日 22:00 - 23:10  | ピョンチャンオリンピック (カーリング 女子・準決勝「日本×韓国」)          | NHK総合    |
| 12   | 25.6%  | 7月3日 2:45 - 3:53     | 2018 FIFAワールドカップ「日本×ベルギー」・前半                           | NHK総合    |
| 13   | 25.0%  | 2月24日 19:30 - 23:07  | ピョンチャンオリンピック (カーリング 女子・3位決定戦「日本×イギリス」)   | NHK総合    |
| 14   | 24.9%  | 2月14日 19:30 - 20:50  | ピョンチャンオリンピック (スピードスケート 女子1000m)                    | NHK総合    |
| 15   | 23.3%  | 2月21日 19:55 - 22:54  | ピョンチャンオリンピック (スピードスケート 男女団体パシュート決勝)       | 日本テレビ |
| 16   | 22.6%  | 11月25日 17:00 - 18:00 | 大相撲九州場所・千秋楽                                                   | NHK総合    |
| 17   | 22.5%  | 2月12日 22:55 - 翌0:17 | ピョンチャンオリンピック (ジャンプ 女子ノーマルヒル)                     | NHK総合    |
| 17   | 22.5%  | 2月19日 19:52 - 21:54  | ピョンチャンオリンピック (スピードスケート 女子団体パシュート・男子500m) | テレビ朝日 |
| 19   | 21.7%  | 2月10日 19:56 - 21:35  | ピョンチャンオリンピック (スピードスケート 女子3000m)                    | NHK総合    |
| 20   | 21.4%  | 2月18日 20:00 - 22:00  | ピョンチャンオリンピック (スピードスケート 女子500m決勝)                 | TBS        |
| 21   | 20.3%  | 8月21日 13:50 - 15:31  | 第100回全国高等学校野球選手権記念大会・決勝 大阪桐蔭対金足農             | NHK総合    |
| 22   | 20.2%  | 1月27日 17:00 - 18:00  | 大相撲初場所・14日目                                                     | NHK総合    |

### ドラマ・映画
| 順位 | 視聴率 | 放送日                | 番組名                                              | 放送局  |
| ---- | ------ | --------------------- | --------------------------------------------------- | ------- |
| 1    | 24.5%  | 8月8日 8:00 - 8:15    | 連続テレビ小説 半分、青い。 #19-3（111）            | NHK総合 |
| 2    | 23.8%  | 10月1日 8:00 - 8:15   | 連続テレビ小説 まんぷく #1-1（1）                   | NHK総合 |
| 3    | 22.5%  | 2月16日 8:00 - 8:15   | 連続テレビ小説 わろてんか #20-5（114）              | NHK総合 |
| 4    | 21.0%  | 3月18日 21:00 - 22:48 | 日曜劇場・99.9-刑事専門弁護士- SEASON II #9・最終回 | TBS     |

### バラエティ・歌番組
| 順位 | 視聴率 | 放送日                 | 番組名                                    | 放送局     |
| ---- | ------ | ---------------------- | ----------------------------------------- | ---------- |
| 1    | 41.5%  | 12月31日 21:00 - 23:45 | 第69回NHK紅白歌合戦・第2部                | NHK総合    |
| 2    | 37.7%  | 12月31日 19:15 - 20:55 | 第69回NHK紅白歌合戦・第1部                | NHK総合    |
| 3    | 27.6%  | 8月26日 19:00 - 20:54  | 24時間テレビ 「愛は地球を救う」41・PART10 | 日本テレビ |
| 4    | 22.4%  | 5月13日 19:58 - 20:54  | 世界の果てまでイッテQ!                    | 日本テレビ |
| 4    | 22.4%  | 8月26日 17:23 - 19:00  | 24時間テレビ 「愛は地球を救う」41・PART9  | 日本テレビ |
| 6    | 21.0%  | 8月26日 21:00 - 21:54  | 行列のできる法律相談所                    | 日本テレビ |
| 7    | 20.8%  | 5月13日 19:00 - 19:58  | ザ!鉄腕!DASH!!                            | 日本テレビ |
| 7    | 20.8%  | 10月28日 17:30 - 18:00 | 笑点                                      | 日本テレビ |

## 2018年の主なキャンペーン
- 「変わる、フジ 変える、テレビ」（フジテレビ：3月 - 4月）[234]
- 開局55周年キャンペーン（テレビ東京、10月 - ）[954]